# 熱田神宮
熱田神宮（あつたじんぐう）は、愛知県名古屋市熱田区神宮にある神社。名神大社、尾張国三宮。草薙剣を祀る日本神話と関係が深い神社で、古代から「熱田社」として信仰を集めた。

## 概要

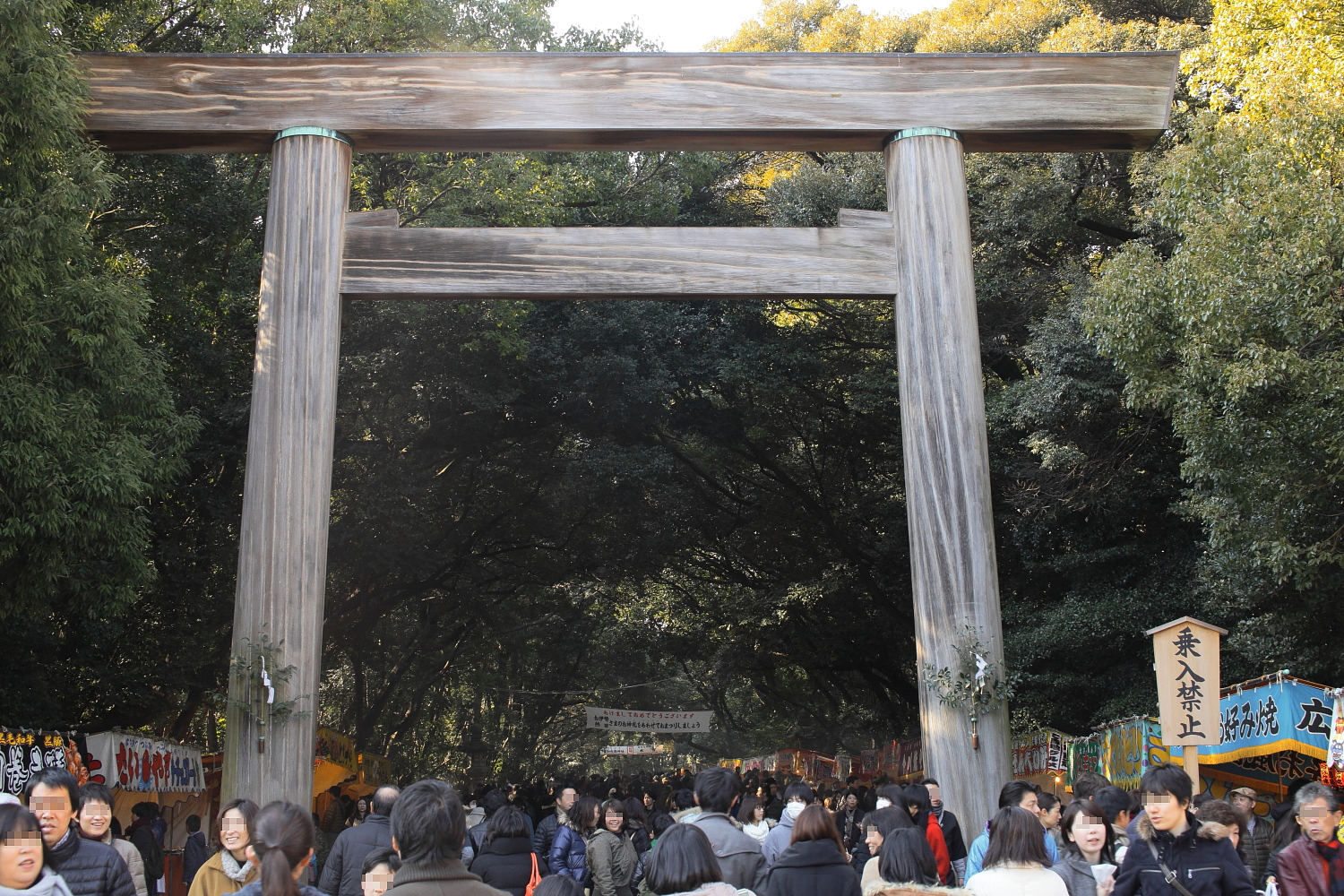
南鳥居と初詣の人波
（2014年（平成26年）1月）

名古屋市南部の熱田台地の南端に鎮座する。古くは伊勢湾に突出した岬上に位置していたが、周辺の干拓が進んだ現在はその面影は見られない。
三種の神器の1つである草薙剣（くさなぎのつるぎ）を祀る神社として知られる。なおこの剣は、鎮座の後も、盗難に遭ったり（「草薙剣盗難事件」を参照）、形代が壇ノ浦の戦いで遺失したりするなどの受難にみまわれている（「天叢雲剣」を参照）。諸説あるものの、草薙神剣の創祀は景行天皇43年、熱田社の創建は仲哀天皇元年あるいは646年（大化2年）と伝わる。古くは尾張国（現愛知県西部地方）における地方大社として存在感を示し、中世以降は政治的・経済的に急速に台頭して、「日本第三之鎮守」（伊勢神宮、石清水八幡宮に継ぐとする意）（『熱田明神講式』）、「伊勢神宮に亞（つ）ぐ御由緒の尊い大社」（『熱田神宮略記』）とされるほどの国家的な崇拝を受けるに至る。
建物は伊勢神宮と同じ神明造であるが、1893年（明治26年）までは尾張造と呼ばれる独特の建築様式だった（境外摂社の氷上姉子神社に尾張造の建築様式が残っている）。
初詣には毎年200万人以上の参拝客が訪れる。

## 祭神
主祭神
- 熱田大神（あつたのおおかみ）
  - 三種の神器の1つ・草薙神剣（くさなぎのみつるぎ、草薙剣・天叢雲剣とも）[9]を神体とする天照大神を指すとしている[10]。

相殿神
- 天照大神（あまてらすおおかみ）
- 素盞嗚尊（すさのおのみこと）
- 日本武尊（やまとたけるのみこと）
- 宮簀媛命（みやすひめのみこと）
- 建稲種命（たけいなだねのみこと）

主祭神である熱田大神について、熱田神宮は「三種の神器のひとつである草薙神剣を御霊代としてよらせる天照大神」とする。すなわち、草薙神剣の「正体」としての天照大神をいい、いい換えれば、草薙神剣そのものが天照大神の「霊代（実体）」としての「熱田大神」である。戦前までは、主祭神を「草薙大御剣神」（『熱田神宮略記』（1877年（明治10年）））、「天璽草薙大御劔（あまつみしるしくさなぎのおほみつるぎ）」（『熱田神宮略記』（1939年（昭和14年）））などとしながら表現上における正体と霊代の区別がなされていなかった。ただし、草薙神剣を天照大神とする捉えかたそのものは『熱田明神講式』（平安時代末期）にすでに現れる古いものである。しかし、より古い『尾張国風土記』逸文には、日本武尊が宮簀媛に草薙神剣を手渡す際に自らの形影（みかげ）とするようにと言い残したとあり、奈良時代には日本武尊を草薙神剣の正体とする見かたがあったともいわれる。平安時代以降は、伊勢の皇大神宮（内宮）の祭神である天照大御神を草薙神剣の正体とすることが通説であり、このことで伊勢と熱田は「一体分身の神」を祀る神社であり、日本国を支える2柱であるとさえされてきたのである。
相殿には、天照大神・素盞嗚尊・日本武尊・宮簀媛命・建稲種命と草薙剣に縁のある神が祀られている。素盞嗚尊は、ヤマタノオロチ退治の際に、ヤマタノオロチの尾の中から草薙剣を発見し、天照大神に献上した。天照大神は、その草薙剣を天孫降臨の際に迩迩芸命（ににぎのみこと）に授けた。日本武尊は、草薙剣を持って蝦夷征伐を行い活躍したあと、妃の宮簀媛命のもとに預けた。宮簀媛命は、熱田の地を卜定して草薙剣を祀った。建稲種命は宮簀媛命の兄で、日本武尊の蝦夷征伐に副将として従軍した。
『延喜式』の巻三神祇三（臨時祭）や巻九神名帳上に「熱田神社一座」とあるように、古代までは神剣のみを祀っていた可能性が高い。伝承では都から神剣が遷座した686年（朱鳥元年）、実際にはおそらく神仏習合の影響が顕著になった中世以降、土用殿に神剣が、正殿に5座の神が祀られるようになる。1893年（明治26年）に土用殿が廃されてからは、本殿に主神の草薙神剣および相殿神の5座が祀られるようになっている。

## 創祀と創建
草薙神剣は、素盞嗚尊がヤマタノオロチを退治したときにその尾から生まれたものという。『古事記』（上巻）に「都牟刈の大刀（つむがりのたち）」（鋭利な太刀の美称）として登場し、『日本書紀』（巻第一神代上第八段一書の1）は元の名を「天叢雲劔（あまのむらくものつるぎ）」というとする。一説に、天照大神が天岩屋から招出されたときの礼代（いやじろ）として八咫鏡と共に奉られ、後にヤマタノオロチに奪われたものの素盞嗚尊がそれを取り返したともいわれるが、この神剣が素盞嗚尊によって天照大神へ献上あるいは返還されたことにより、厳然たる「大御神の霊物」として神威をふるうことになる。
天照大神が天孫降臨の神勅を下すにあたってこの神剣に霊魂を込め、神鏡（八咫鏡）・神璽（八尺瓊勾玉）と共に邇邇芸命（ににぎのみこと）に授けて以来、天皇家はこれを宝祚の守護（三種の神器）として宮中に祀ってきた。しかし第10代崇神天皇の治世に至って天照大神の神威がますます盛んとなり、同殿共床にあるのは畏れ多いという理由から、豊鍬入姫命（とよすきいりびめのみこと）をしてその神霊を斎き奉らしめながら宮中より出ることになる。豊鍬入姫命を「御杖代」とし、理想的な鎮座地を求めて始まった天照大神の遍歴は、御杖代を引き継いだ倭姫命（やまとひめのみこと）の代に、伊勢国の五十鈴川河畔の地をもって終焉を迎える。すなわち、神宮（伊勢神宮）の創祀であり、ここに皇居と神宮の分離が初めてなされることになる。
この後、神剣は伊勢の神宮から氷上邑（ひかみのさと、現在の名古屋市緑区大高町火上山付近を指すと言われる）を経て、さらに熱田へ遷ることになるのだが、この経緯を記すのは『記紀』や『尾張国風土記』逸文（8世紀頃、『釈日本紀』七）の他に、熱田神宮に関する最古にして根本を成す縁起として知られた『尾張国熱田太神宮縁記（おわりのくにあつただいじんぐうえんぎ）』がある。本書は874年（貞観16年）に熱田社別当であった尾張清稲により記述され、さらに890年（寛平2年）10月に国司であった藤原村椙が筆削を加えたものといわれるが、尾張清稲・藤原村椙という両名の人物像が不確かなこと、当時代の記述としてはいくつか矛盾をはらんでいることなどから、その成立は平安時代ではなく鎌倉時代初頭の成立とする説も根強い。以下は、本書による神剣創祀までの経緯である。

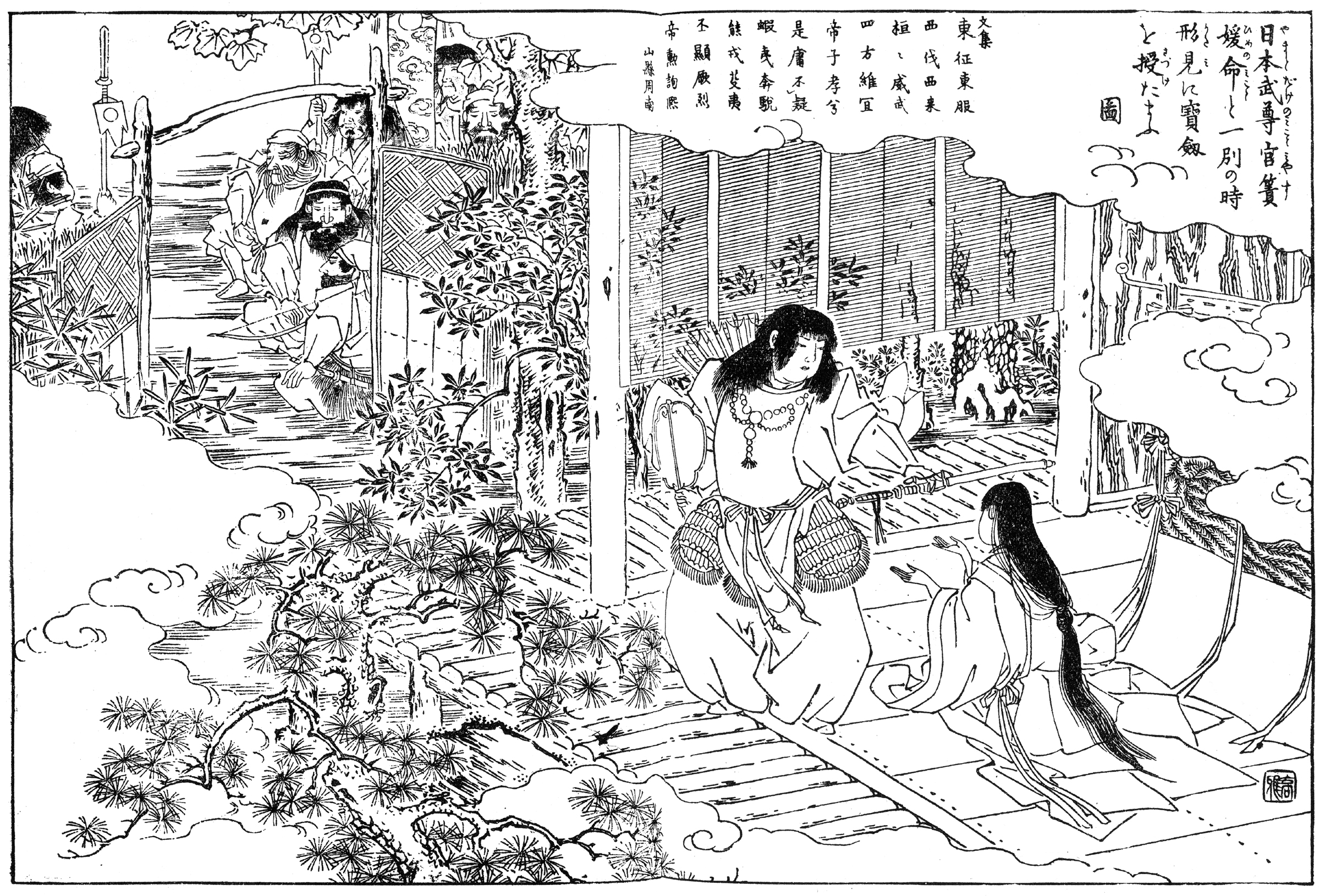
「日本武尊宮簀媛命と一別の時形見に寳剱を授たまふ圖」（『尾張名所図会』より）

景行天皇40年10月2日、景行天皇の意を受けて東征の旅に出た皇子日本武尊は、途中神宮に立ち寄り、姨（おば）にあたる倭姫命から嚢（ふくろ）と共に草薙神剣を賜る。さらに旅を続けて尾張国の愛知郡に至ったとき、侍従の将であった建稲種命に誘われ、命の故郷であった氷上邑の館で休息することになった。尊はそこで、見目うるわしい娘がいるのを知り、その名を問うたところ、娘は建稲種命の妹で宮酢媛といった。尊は媛を召し出して契りを交わし、いつくしみ、この地に長く逗留したが、やがて旅立ちの時になり、媛との別れを惜しんだ。
やがて東征を成して再び氷上邑の館に到着した尊は、宮酢媛と再会し、数首の歌を交わすなどしながら媛との日々を過ごす毎日であった。旅立ちに際して剣を解き、これを宝物として持ち床の守りとするよう、媛に差し出した。これから向かう伊吹山に暴悪の神がはびこるのを懸念する近習（大伴建日臣）であったが、尊は剣を留めたまま出発した。その伊吹山において尊は暴風雨にさらされて心身を痛め、尾張国に戻ろうとしたが、鈴鹿山を越えたあたりで危篤となり、媛の床にある大刀を偲ぶ辞世の歌を詠じた後、鈴鹿川の中瀬でみまかってしまう。
皇子の訃報を耳にした天皇は昼夜を問わずにむせび泣き、尊の遺骸を能褒野（のぼの）の地に葬らせた。このとき、尊は白鳥の姿となって御陵から飛び出し、大和国琴弾原、河内国志紀郡古市里に転々と降り立った後、そのまま天に昇っていった。
宮酢媛は、尊との約束を違えず、独りで床を守り、草薙神剣を奉っていた。やがて老いたとき、身近な人々を集め、草薙神剣を鎮守するための社地の選定を諮った。ある楓の木があり、自ら炎を発して燃え続け、水田に倒れても炎は消えず、水田もなお熱かった。ここを熱田と号して、社地に定めたという。そして、媛はみまかり、居宅のあった氷上邑に祠が建てられ、氷上姉子天神として神霊が奉じられることになる。
『尾張国熱田太神宮縁記』による熱田神宮および氷上姉子神社創建までの顛末は上記のようである。本書は『日本書紀』を主として『古事記』や『尾張国風土記』を含む多くの資料を引用しているとみられており、本書自体に独自性は乏しいといわれる。他方、原典の記述に対して曲解がほとんどみられず忠実な引用がなされているともいわれ、成立は鎌倉時代であっても、内容そのものは平安時代もしくはそれ以前のものとしての資料的価値を有するとされる。そして何より、建稲種命に氷上邑の館へ案内されたこと、ここで宮酢媛と出会い共に日々を過ごしたこと、東征の帰途に再び氷上邑に立ち寄ったことなどは本書独特の記述であり、とりわけ草薙神剣を預かった宮酢媛が占卜によって熱田を創祀の地に選んだとする記述は、天照大神の神器が天皇家・伊勢神宮を経て熱田にもたらされたことを示し、熱田神宮がその尊貴な正統性を誇示する重要なポイントとなっている。
ただし尾崎久彌が指摘するように、『尾張国熱田太神宮縁記』では社地に選んだ地（熱田）がなぜ熱田と呼ばれるようになったのかという説明がなされるだけで、社地を定めたはよいものの社祠がいつ創建され草薙神剣がいつそちらに遷座されたか、あるいは社祠の創建や遷座そのものがなされたかどうかが記されていない。また、尊亡きあと媛が草薙神剣を守り奉じていたところ、すなわち遷座元も、じつは曖昧な記述になっている（熱田であったとも氷上邑であったとも記されていない）。こうした『尾張国熱田太神宮縁記』の不明瞭さを補うのが後年に登場する各種縁起や史書となる。

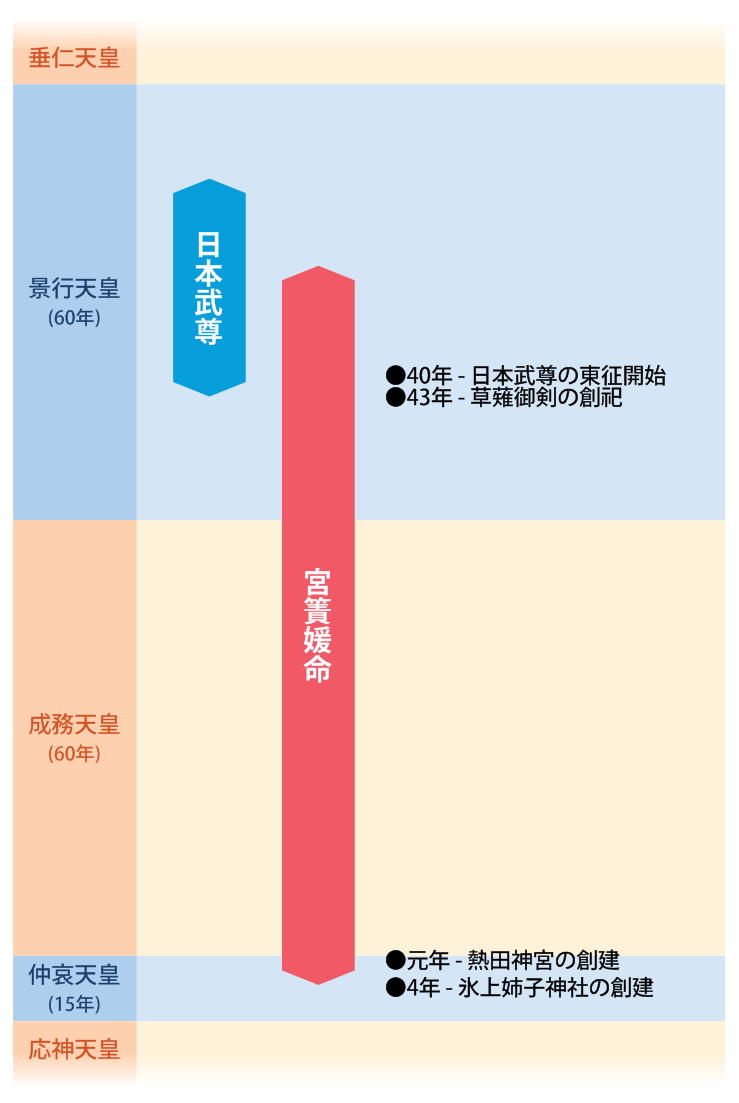
『尾張志』に基づく日本武尊と宮簀媛命の生涯略年表（草薙神剣の創祀年を景行天皇43年、熱田社の創建を仲哀天皇元年とみた場合）

熱田神宮は創祀1,900年目に当たるとされた2013年（平成25年）に「創祀千九百年大祭」を執行しているが、これは創祀年を景行天皇43年（西暦に換算すると113年にあたるという）とした中世の『熱田大神宮御鎮座次第本紀』などの説に基づいたものである。ところがこの創祀年についても近代よりまちまちにいわれ、景行天皇43年とする説のほかに、同41年、同49年などとする説も生まれた。
景行天皇41年は『熱田宮旧記』（1699年（元禄12年））などにみえ、その根拠は『日本書紀』が景行天皇27年に日本武尊の年齢を16歳と記し、40年から43年の間に30歳で没したと記しているためで、明治時代に至っても角田忠行が採用していた説である。日本武尊の御陵ともいわれた白鳥御陵（白鳥古墳）において毎年4月8日に行われていた祭典は日本武尊が景行天皇41年4月8日に没したとする伝承に基づくものであった。景行天皇49年は上記の『熱田大神宮御鎮座次第本紀』が一説として紹介している年で、江戸時代には天野信景らが支持した説である。尾張にあった神剣が一度は伊勢に戻され、詔勅により改めて尾張に届けられたという時間的ロスに伴う年代の繰り下げである。
ところで、草薙神剣の創祀と熱田神宮の創建とは年代が異なることについて角田忠行が注意を喚起している点は興味深い。景行天皇43年（もしくは41年、49年）は草薙神剣が宮簀媛によって創祀された初年を指すのであって、熱田神宮の創建はずっと時代が下った仲哀天皇元年であるとも646年（大化2年）であるともいわれる。
『尾張志』は、『尾張国氷上宮開始正伝本起』にある宮簀媛命の死去年を仲哀天皇4年とする記述に着目し、天皇の在位期間や宮簀媛命の年齢などをさまざまに勘案した上で、草薙神剣が尾張国にもたらされた（草薙神剣が日本武尊から宮簀媛命に預けられた）のが景行天皇40年（媛の年齢は15歳ほど）、草薙御剣の創祀を景行天皇43年（媛の年齢は18歳ほど）、老媛が草薙神剣の遷座地を熱田に占定したのを成務天皇年間末から仲哀天皇元年（媛の年齢は92歳ほど）であると見なした。老媛はこの4年後に96歳ほどで死去することになる。角田もまた、日本武尊の死去からおよそ80年間、草薙神剣は尾張国造の神床において宮簀媛命に奉斎されてきたことを指摘する。
かたや、『朱鳥官符』（平安時代末期頃か）は646年（大化2年）5月1日に熱田大明神の託宣によって草薙神剣が愛知郡衛崎松姖嶋機綾村（えさきまつこのしまはたやのむら）に遷されたと記す。『熱田正縁記』はこれを補強し、景行天皇41年に草薙御剣が氷上邑にもたらされ、やがて老いた宮簀媛によって松姖嶋に社が立てられ草薙神剣が収められ、646年（大化2年）に尾張忠命という人物によって愛知郡会崎機綾村（えさきはたやのむら）に遷座されたという。

## 歴史

### 概史
大宮司職は代々尾張国造の子孫である尾張氏が務めていたが、平安時代後期に尾張員職の外孫で藤原南家の藤原季範にその職が譲られた。以降は子孫の藤原南家藤原氏・千秋家が大宮司、尾張氏は権宮司を務め続けている。なお、この季範の娘は源頼朝の母（由良御前）である。また、季範の養女（実孫）は足利義康（足利氏の祖）に嫁いでおり、足利氏にもその血脈を伝えている。さらに季範の妹は二階堂行政の母であり、二階堂氏との関係も深い。
『海道記』には「熱田の宮の御前を過ぐれば」とあるほか、『東關紀行』に「尾張の國熱田の宮に到りぬ」とある。また同書には、
と記載されている。
瑞渓周鳳の『臥雲日件録』1465年（寛正6年）6月18日条に「日本所謂三大宮司、盖厳島・熱田・富士之三所也」とあり、熱田大宮司は厳島神主家・富士氏と共に日本三大宮司に数えられている。
戦国時代、千秋家は武将として織田家に仕え、千秋季光が織田信秀に、季光の子季忠は織田信長に仕えている。信長は桶狭間の戦いの前に熱田神宮に戦勝を祈願して見事に勝利を収めたが、季忠は前哨戦で討死、信長は大宮司職と遺領を、まだ胎内にいた季忠の子季信に相続させた。
江戸時代は当社周辺に東海道五十三次の43番目「宮宿」が設けられ、当地から桑名宿への七里の渡しが運行されていた。また『東海道名所図会』に「熱田大神宮」と記載されている。
慶応4年（1868年）6月、神宮号を宣下されて熱田神社から熱田神宮に改められた。1871年7月1日（明治4年5月14日）の近代社格制度の制定により、熱田神宮は官幣大社に列格した。熱田神宮には「三種の神器の一つを祀っているから、伊勢神宮と同格であるべきだ」という主張があり、同年7月には大宮司・千秋季福が伊勢神宮に準じた待遇にするよう政府に請願したものの、この請願は却下されている。次いで大宮司となった角田忠行も同様の請願を続け、1889年（明治22年）までに伊勢神宮に準じた神璽勅封・権宮司設置などが認められた。
それまで熱田神宮は尾張造という尾張地方特有の建築様式で建てられていたが、1889年（明治22年）、伊勢神宮と同じ神明造による社殿の造営が計画された。また、熱田神宮の国への働きかけにより、1890年（明治23年）9月、社格を離脱して伊勢神宮と同格にする旨の勅令案が閣議に提出された（案の段階では熱田神宮を「尾張神宮」に改称する事項も含まれていたが、これは外された）。しかし、この勅令案は否決され、熱田神宮の社格の件は従前の通りとすることとなった。その背景には伊勢神宮の反対があったという。神明造による社殿の造営は進められ、1893年（明治26年）に竣工した。しかし、この社殿は他の建物共々太平洋戦争中に空襲に遭う。
まずは1945年（昭和20年）3月12日の空襲で鎮皇門、東楽所、神楽殿、神札授与所、勅使館、斎館、宮庁などが焼失。次いで同年6月9日に行われた熱田空襲により焼失した。
また、終戦直前、神体である草薙剣を守るために飛騨一宮水無神社への一時的な遷座が計画されたが、同年8月15日の終戦により一時中止された。しかし、今度は上陸したアメリカ軍に神体が奪われるおそれがあるとして、同年8月21日、陸軍の協力を得て計画通り神体が水無神社に遷された。同年9月19日に熱田神宮に戻されたが、そのときにはすでに陸軍は解散していたため、神職が鉄道で移動した。
1948年（昭和23年）に神社本庁の別表神社に加列されている。
社殿は伊勢神宮の式年遷宮の際の古用材を譲り受け、1955年（昭和30年）10月に再建された。新しい建物のため、指定文化財ではない。

### 神階
熱田社（本宮）
- 822年（弘仁13年）6月21日 - 従四位下［熱田神］（『日本紀略』）

- 833年（天長10年）6月27日 - 従三位から正三位［熱田大神］（『続日本後紀』）

- 859年（貞観元年）正月27日 - 正三位から従二位［熱田神］（『日本三代実録』）

- 859年（貞観元年）2月17日 - 従二位から正二位［熱田神］（『日本三代実録』）

- 966年（康保3年）3月22日 - 正一位［熱田大明神］（『日本紀略』）

平安末期成立とされる『尾張国内神名帳』にも神階や社名が示されているが、写本によって内容が異なる。
- 正一位［熱田皇太神宮］（『尾張国内神名帳』貞治本）
- 正一位上［熱田皇太神宮］（『尾張国内神名帳』明応本）
- 正一位上［熱田大明神］（『尾張国内神名帳』元亀本・大目本）
- 正一位［熱田大神宮］（『尾張国内神名帳』天文本）
- 正一位勲一等［熱田大福大明神］（『尾張国内神名帳』甚目本）
- 正一位勲一等［熱田太神宮］（『尾張国内神名帳』天野本・正徳本）

八剣宮
- 1364年（貞治3年・正平19年） - 正一位［八劔名神］（『尾張国内神名帳』貞治本[63]）

日割御子神社
- 1364年（貞治3年・正平19年） - 正二位［日割名神］（『尾張国内神名帳』貞治本[63]）

孫若御子神社
- 1364年（貞治3年・正平19年） - 従三位［孫若御子天神］（『尾張国内神名帳』貞治本[63]）

御田神社
- 1364年（貞治3年・正平19年） - 従三位［三田天神］（『尾張国内神名帳』貞治本[64]）
- 元亀年間（1570年 -1573年） - 正四位［三田天神］（『尾張国内神名帳』元亀本[65]）

下知我麻神社
- 1364年（貞治3年・正平19年） - 正二位［千竈下名神］（『尾張国内神名帳』貞治本[63]）

上知我麻神社
- 平安時代末期 - 従二位［知我麻上天神］（『尾張国内神名帳』古本[66]）
- 1364年（貞治3年・正平19年） - 正二位［千竈上名神］（『尾張国内神名帳』貞治本[63]）
- 元亀年間（1570年 -1573年） - 正二位［千竈上名神］（『尾張国内神名帳』元亀本[65]）

乙子社
- 平安時代末期 - 正二位［乙子名神］（『尾張国内神名帳』古本[65]）
- 1364年（貞治3年・正平19年） - 正二位［乙子名神］（『尾張国内神名帳』貞治本[63]）

姉子神社
- 平安時代末期 - 従二位［氷上明神］（『尾張国内神名帳』古本[67]）
- 1364年（貞治3年・正平19年） - 正二位［氷上名神］（『尾張国内神名帳』貞治本[63]）
- 元亀年間（1570年 -1573年） - 正二位［殊上名神］（『尾張国内神名帳』元亀本[65]）

今彦神社
- 平安時代末期 - 従二位［今孫明神］（『尾張国内神名帳』古本[67]）
- 1364年（貞治3年・正平19年） - 正二位［今彦名神］（『尾張国内神名帳』貞治本[63]）

水向神社
- 平安時代末期 - 従二位［水向天神］（『尾張国内神名帳』古本[67]）
- 1364年（貞治3年・正平19年） - 正二位［水向天神］（『尾張国内神名帳』貞治本[63]）

素盞嗚神社
- 平安時代末期 - 従二位［素盞烏明神］（『尾張国内神名帳』古本[67]）
- 1364年（貞治3年・正平19年） - 従一位［素戔雄名神］（『尾張国内神名帳』貞治本[63]）

日長神社
- 平安時代末期 - 従二位［日長明神］（『尾張国内神名帳』古本[67]）
- 1364年（貞治3年・正平19年） - 正二位［日長天神］（『尾張国内神名帳』貞治本[63]）

高座結御子神社
- 1364年（貞治3年・正平19年） - 正二位［高藏名神］（『尾張国内神名帳』貞治本[63]）

氷上姉子神社
- 1364年（貞治3年・正平19年） - 従三位［氷上姉子天神］（『尾張国内神名帳』貞治本[68]）
- 元亀年間（1570年 -1573年） - 正四位下［氷上姉子天神］（『尾張国内神名帳』元亀本[68]）
- 江戸時代前期 - 正二位［氷上大明神］（『熱田宮由緒書』[69]）

青衾神社
- 平安時代末期 - 従二位［青衾明神］（『尾張国内神名帳』古本[67]）
- 1364年（貞治3年・正平19年） - 正二位［青衾名神］（『尾張国内神名帳』貞治本[63]）

### 年表
〈〉は関連事項。
- （伝）孝安天皇年間 - 日割御子神社が創立される[70]。
- （伝）景行天皇年間以前 - 孫若御子神社が創建される（『熱田大神宮尊名祭神記』[71]）。
- （伝）景行天皇43年 - 日本武尊が能褒野で薨去。草薙神剣が創祀される。
- （伝）景行天皇年間 - 一之御前神社が創祀される（『熱田大神宮御鎮座次第神体本記』[72]）。
- （伝）仲哀天皇4年 - 宮簀媛命が死去し、元宮の地に神祠（氷上姉子神社）が創建される（『尾張国氷上宮開始正伝本起』[51]）。
- 668年（天智天皇7年） - 草薙剣が新羅の僧道行により盗難（『日本書紀』）（草薙剣盗難事件）。
- 天武天皇年間 - 御田神社が創建される（『熱田大神宮尊名祭神記』[71]）。
  - 同年間 - 下知我麻神社が創建される（『熱田大神宮尊名祭神記』[73]）。
  - 同年間 - 上知我麻神社が創建される（『熱田大神宮尊名祭神記』[74]）。
  - 同年間 - 龍神社が創建される（『熱田大神宮尊名祭神記』[75]）。
  - 同年間 - 青衾神社が創建される（『熱田大神宮尊名祭神記』[76]）。
- 686年（朱鳥元年） - 草薙剣が熱田神宮へ返還（『日本書紀』）。
- 686年（朱鳥元年） - 尾張稲置見が大宮司を称する（『熱田大宮司千秋家譜』[77]）。
- 708年（和銅元年）9月9日 - 八剣宮が創建される（『熱田太神宮神体伝記』[78]）。
  - 686年（朱鳥元年）の創建とする説もある（『熱田太神宮正縁記』[79]）。
- 712年（和銅5年）1月28日 - 〈『古事記』完成〉
- 720年（養老4年） - 〈『日本書紀』完成〉
- 9世紀中頃 - 神宮寺が建立される[80]。
- 907年（延喜7年） - 延喜式名神大社に加列。
- 927年（延長5年）12月26日 - 〈『延喜式』完成〉
- 967年（康保4年）7月9日 - 〈『延喜式』施行〉
- 1000年（長保2年） - 南新宮社が創建される（『熱田大神宮神体伝聞書』[81]）。
  - 1023年（治安3年）の創建とする説もある。
- 1093年（寛治7年） - 「諸卿尾張の国火上の社臥木起き立つ事を定め申す」（『百錬抄』[82]）。
  - 氷上姉子神社で倒木が起き立ったという怪異が出来し、朝廷にて対策会議が行われたことを示している[83]。
- 1160年（平治2年）正月 - 平治の乱で敗走する源義朝が氷上姉子神社に立ち寄り、源氏の繁栄を祈願し太刀一刀を献じる（『張州府志』[84]）。
- 1190年（建久元年） - 源頼朝が御剣を奉納（上洛途上社参奉幣）。
- 1194年（建久5年）・1195年（建久6年） - 源頼朝が2回に分けて御剣を奉納。それぞれ使大江広元進献・上京帰路奉幣。
- 1335年（建武2年） - 足利尊氏が剣を奉納（上洛途上参詣）。
- 1377年（永和3年） - 『日本書紀』（熱田本）を奉納。
- 1382年（永徳3年） - 火上姉子神社で火災。これにより、地名が火高（ほだか）火上から大高氷上へと改名。
- 1419年7月9日（応永26年6月17日） - 渡殿の遷宮に際し、足利義持が剣、鏡、法華経などを奉納する（『熱田宮年代記』[85]）。
- 1423年2月6日（応永29年12月25日） - 1415年（応永22年）に焼失した大福田社の造営・遷宮に際し、足利義持が神馬を奉納する（『熱田宮年代記』[86]）。
- 1445年1月5日（文安元年11月27日） - 源太夫社正殿の棟上げに際し、足利将軍家が剣、馬を奉納する（『熱田宮年代記』[87]）。
- 1451年7月9日（宝徳3年6月11日） - 大宮渡用殿の造営に際し、足利将軍家が剣、馬を奉納する（『熱田宮年代記』[88]）。
- 1560年（永禄3年） - 織田信長が築地塀を奉納（信長塀）。
- 1571年（元亀2年） - 織田信長が社殿を修造し、海蔵門（海上門）を新造する[89]。
- 1572年3月31日（元亀3年2月18日） - 佐久間信盛、渡用殿を再興する（『御造営年代記』[90]）。
- 1590年6月2日（天正18年5月1日） - 大政所が参拝し、初穂料として123貫文を奉納する（『熱田宮年代記』[91]）。
- 1591年（天正19年） - 豊臣秀吉が社殿を修理する[89]。
- 1593年（文禄2年） - 豊臣秀吉が大施主となり、正殿の上葺が修復される（『御造営年代記』[90]）。
- 1598年7月22日（慶長3年6月19日） - 天王　豊臣秀吉（『熱田宮年代記』[91]）。
- 1599年（慶長4年8月吉日） - 浅野長政、八剣宮本殿を再興する（『御造営年代記』[92]）。
- 1600年（慶長5年） - 徳川家康が社殿を修理し、加藤清正が鎮皇門を造営する[89]。
- 1601年（慶長6年6月吉日） - 八剣宮上葺　浅野長政（『熱田宮年代記』[93]）。
- 1603年（慶長8年7月） - 徳川家康、八剣宮を再興する（『御造営年代記』[94]）。
- 1606年（慶長11年9月吉日） - 豊臣秀頼、片桐且元に命じて神宮寺宝塔9輪を再興させる（『御造営年代記』[94]）。
- 1613年8月27日（慶長18年7月12日） - 徳川秀忠（『熱田宮年代記』[93]）。
- 1618年（元和4年3月吉日） - 蜂須賀家政、高座結御子神社を造営する（『御造営年代記』[94]）。
- 1619年6月12日（元和5年5月1日） - 徳川義直、本社築地を修造（『熱田宮年代記』[95]）。
- 1623年1月29日（元和8年12月29日） - 徳川義直、海蔵門、三蔵、楽所、透垣、春敲門、御供所を修理（『熱田宮年代記』[95]）。
- 1629年12月21日（寛永6年11月7日） - 徳川家光、初穂料として米100石を奉納する（『熱田宮年代記』[95]）。
- 1839年（天保10年）1月19日 - 八剣宮の御神体を妖僧が盗み出すものの未遂。
- 1868年（明治元年）
  - 3月：〈神仏分離令〉
  - 6月：神宮号を宣下。
- 1871年（明治4年）5月14日 - 近代社格制度制定に伴い、官幣大社に列格。
- 1893年（明治26年） - 尾張造から神明造に改築。
- 1914年（大正3年）4月7日：「日本武尊千八百年祭」を催行。
- 1933年（昭和8年）8月 - 昭和大礼に際して宮内庁から熱田神宮に下賜された名古屋離宮仮賢所の建物が氷上姉子神社に移築され、拝殿となる[96]。
- 1945年（昭和20年）
  - この年は数次の空襲による被害を受けている。
  - 5月17日 - 各種社殿・織田信長が造営した国宝海上門[97]を焼失。
  - 6月9日 - 熱田空襲により被害。
  - 7月29日 - 加藤清正が造営した国宝鎭皇門[98]を焼失。
  - 8月21日 - 御神体を飛騨一宮水無神社に遷座。
  - 9月19日 - 御神体を熱田神宮に遷座。
  - 12月15日 - 〈神道指令〉
- 1946年（昭和21年）1月4日 - 上知我麻神社の本殿が再建され、還座祭が執行される[99]。
- 1947年（昭和22年）3月2日 - 高座結御子神社の本殿が再建され、還座祭が執行される[99]。
- 1955年（昭和30年）10月 - 再建。
- 1963年（昭和38年） - 高座結御子神社を再建。
- 1970年（昭和45年）6月28日 - 琴瀬山神社の鎮座祭が執行される[100]。
- 2007年（平成19年）10月22日 - 本殿の改修に伴い、神体を仮殿に移す「仮殿遷座祭」を行う。
- 2009年（平成21年）10月10日 - 神体を本殿に移す「本殿遷座祭」を行う。
- 2013年（平成25年）5月8日 - 「創祀千九百年大祭」が行われる。
- 2021年（令和4年）- 天皇即位を記念した奉祝事業の一環として、7月1日にくさなぎ広場（リニューアル）、10月3日に剣の宝庫 草薙館（新設）が整備開場された。

### 近年の皇族の参拝
- 1868年11月11日（明治元年9月27日）：明治天皇
- 1878年（明治11年）：明治天皇
- 1906年（明治39年）：皇太子嘉仁親王（当時、後の大正天皇）
- 1916年（大正5年）：大正天皇
- 1946年（昭和21年）：昭和天皇
- 1957年（昭和32年）：昭和天皇、香淳皇后[101]。
- 1991年（平成3年）：明仁天皇・美智子皇后（いずれも当時）
- 2005年（平成17年）7月12日：明仁天皇・美智子皇后（いずれも当時、2005年日本国際博覧会行幸啓の折）
- 2016年（平成28年）8月8日 : 皇太子徳仁親王（現在の今上天皇）

## 境内

### 垣内

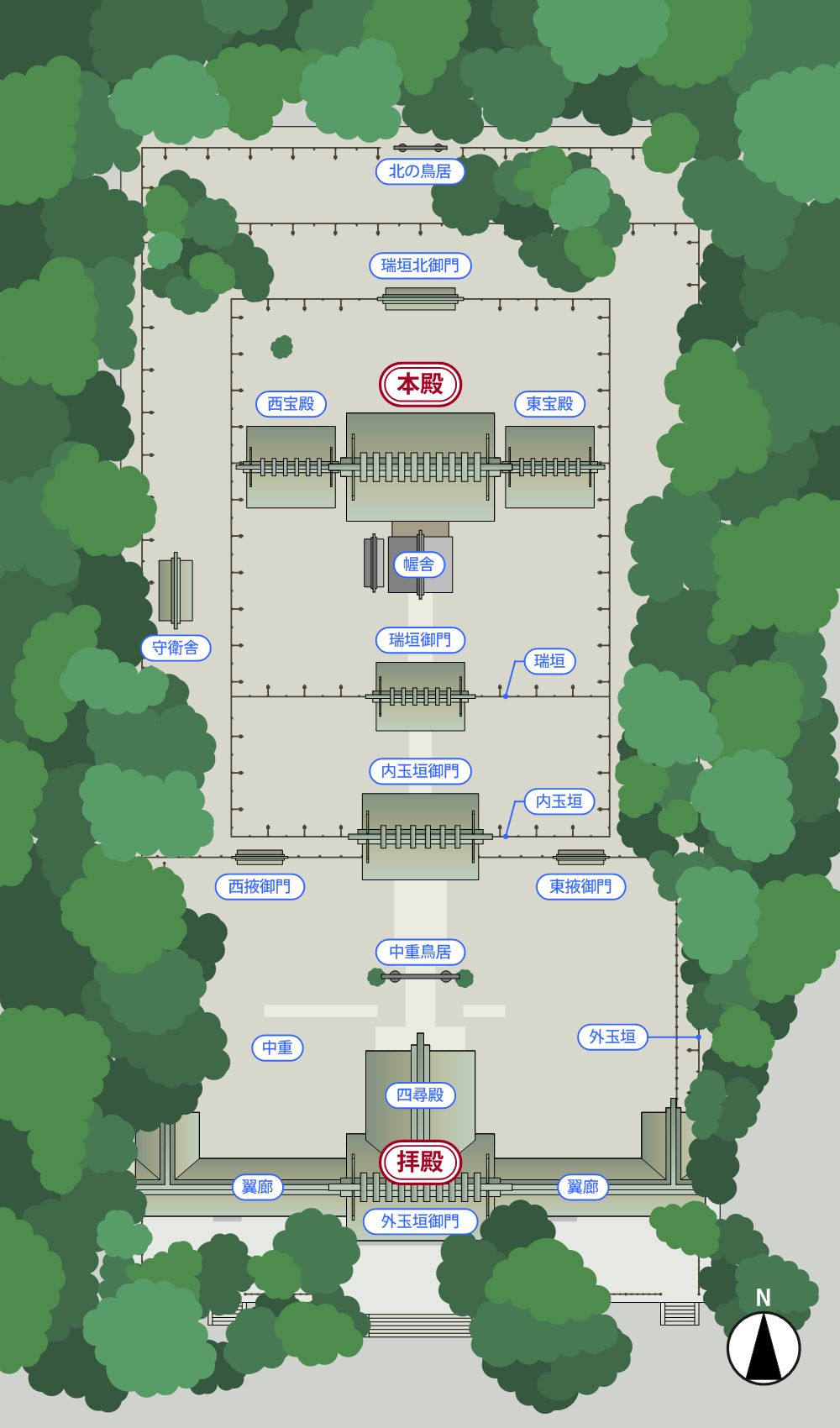
垣内の建造物配置図
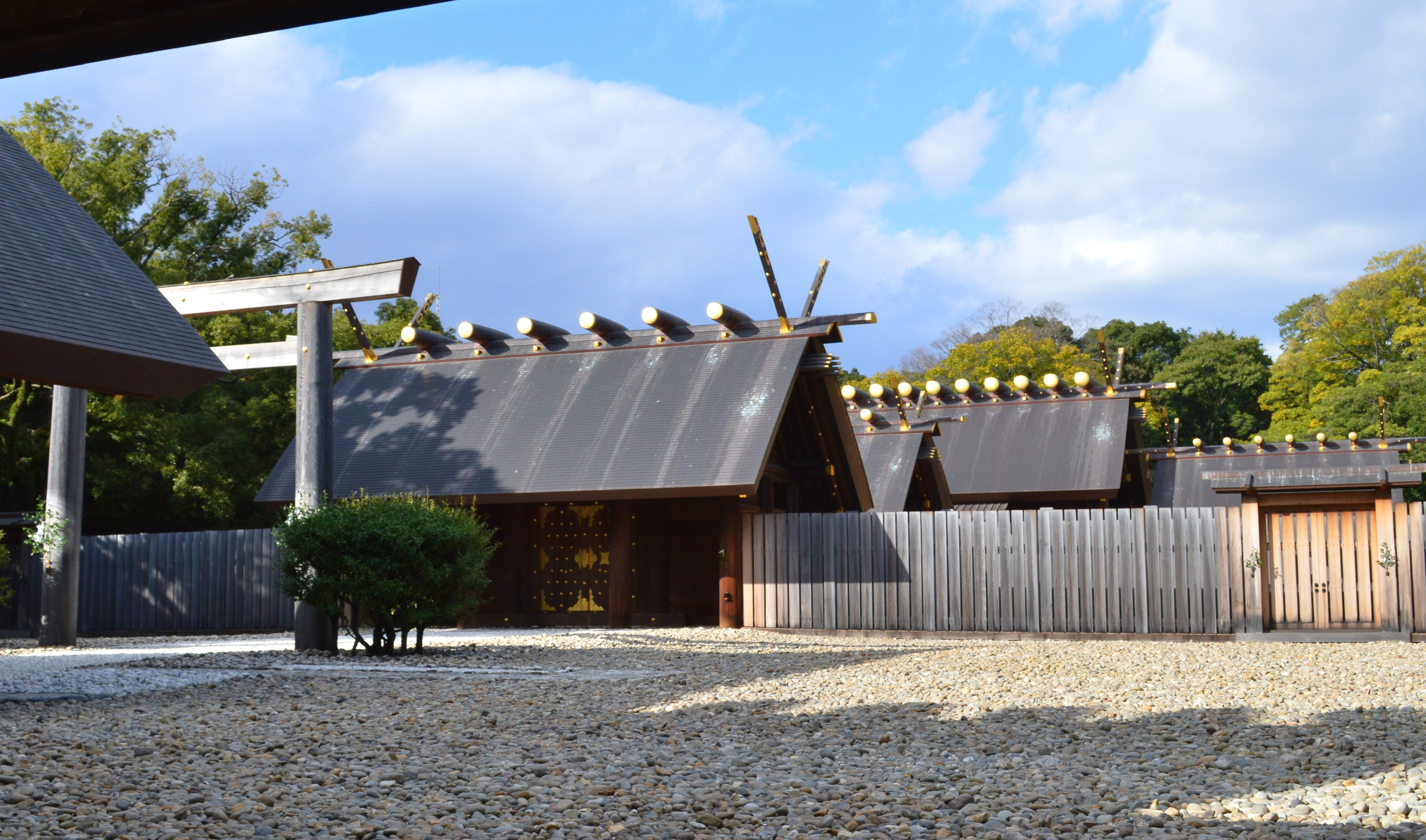
翼廊空隙より中重及び中重鳥居、瑞垣御門、本殿屋根を望む （2013年（平成25年）7月）
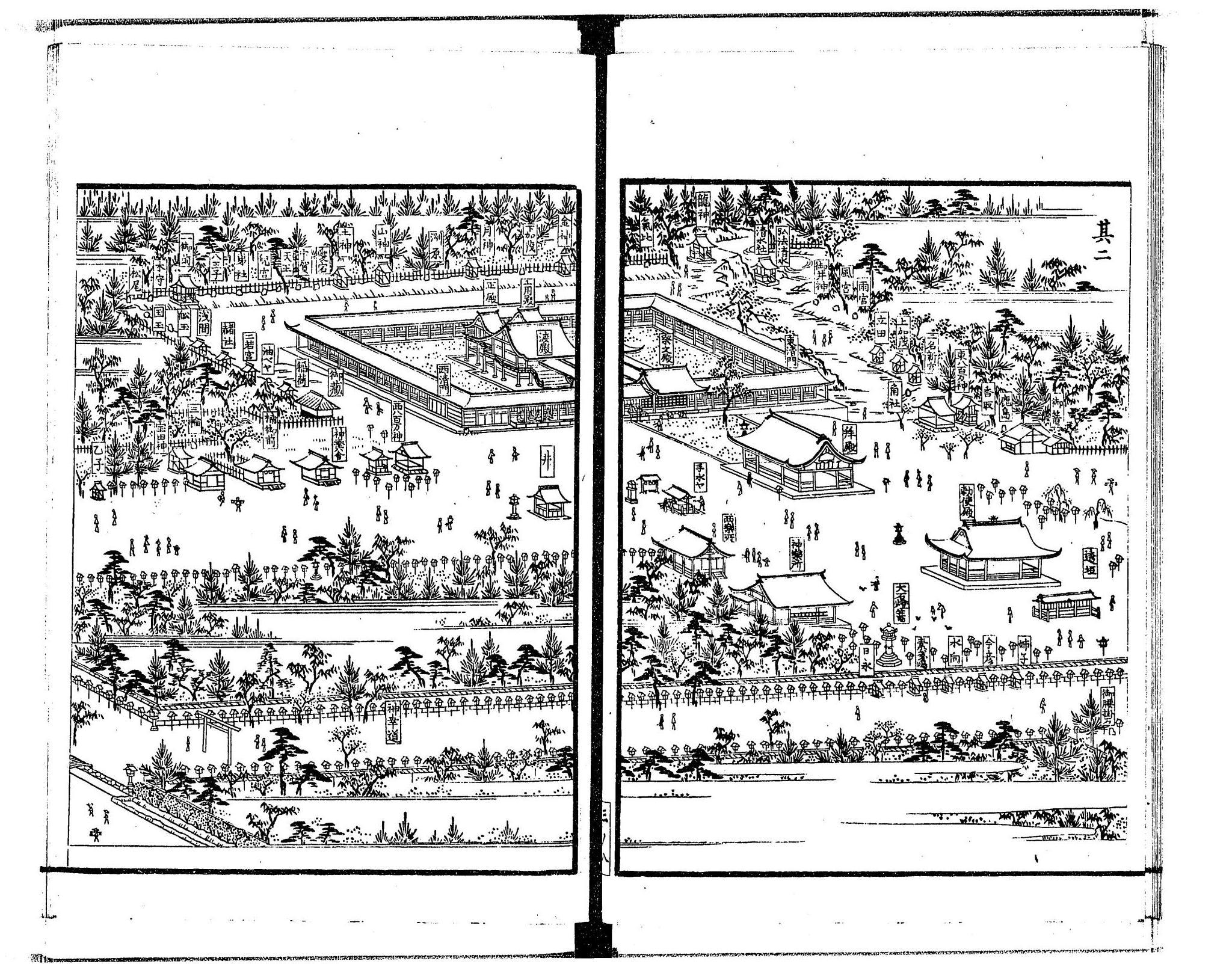
尾張造であった頃の熱田神宮（『尾張名所図会. 前編　巻３　愛智郡』より「熱田大宮全図　其二」）

- 本殿 - 本宮の中心である本殿は、1893年（明治26年）に造営された社殿を元とし、現在までに数度にわたり改修を受けたものである。建築面積は60.7平方メートル、建築様式は神明造で屋根には銅板を葺き、千木・勝男木を冠する。四方に廻椽と勾欄がめぐらされ、南正面に木階段が敷かれている。掘立柱が沓石で据えられている。
- 東宝殿
- 西宝殿
- 幄舎
- 瑞垣北御門
- 瑞垣御門
- 守衛舎
- 東掖御門
- 西掖御門
- 内玉垣御門
- 翼廊
- 拝殿
  - 四尋殿
  - 外玉垣御門

### その他
- 土用殿
- 授与所
- 神楽殿
- 斎館・勅使館
- 宮庁（社務所）
- 熱田神宮会館（結婚式場）
- 祈祷殿（車祓い）
- 宝蔵
- 神輿庫
- 西楽所
- 信長塀 - 永禄3年（1560年）5月19日、織田信長とその手勢が桶狭間の戦いに赴く際に立ち寄り、戦勝祈願を行った。合戦後、信長が勝利した御礼として築いたとされる塀の一部が現存し、「日本三大土塀」の一つとされる。
- 大楠
- 千秋閣 - 1950年（昭和25年）6月25日に竣工した数寄屋造りの茶席。1989年（平成元年）7月に改築。
- 客殿
- 又兵衛（国登録有形文化財） - 旧坂上家住宅。江戸時代中期築で飛騨地方から移築、1936年（昭和11年）に昭和区へ移築、1957年（昭和32年）に神野金之助より寄進され、現在地に再移築。
- 茶室「清雪庵」 - 錦糸商・伊東信一の邸内にあった茶席。1948年（昭和23年）6月に現在地に移された。
- 茶室「六友軒」 - 美術商の集まりである六友会が建築し、益田鈍翁が命名した。1947年（昭和22年）に熱田神宮献茶会の設立を機に六友会より献納され、現在地に移された。
- 茶室「蓬庵」 - 高橋彦二郎が献納した数寄屋造りの茶席。1966年（昭和41年）10月1日竣工。
- 茶室「蓬乾亭」 - 元はお茶所。蓬乾の名はこの茶席を改築した高橋彦二郎の俳名・蓬庵の「蓬」と乾豊彦の「乾」に由来する。1977年（昭和52年）修復。
- 龍影閣（国登録有形文化財） - 旧名古屋博物館品評所。1878年（明治11年）築、1932年（昭和7年）に庄内公園へ移築、1968年（昭和43年）に現在地に移築。
- みなも神殿
- 庭園「勾玉苑」 - 曲玉池がある池泉回遊式庭園。
- 宝物館（文化殿） - 国宝や重要文化財をはじめ、皇室や徳川将軍家および尾張徳川家などから寄進された品々約6,000点を所蔵。
- 宝物館別館
- 佐久間燈籠 - 御器所城主佐久間盛次の四男勝之が海上で台風に遭った際、熱田神宮に守護を祈ったところ難を逃れたので、寛永7年（1630年）にお礼として寄進した。日本三大灯籠として知られる[102]。
- 二十五丁橋
- 南神池
- くさなぎ広場
- 剣の宝庫 草薙館
- 清雪門（不開門） - 旧本宮北門。
- 令和記念館
- 土俵
- 愛知県神社庁
- 熱田神宮学院

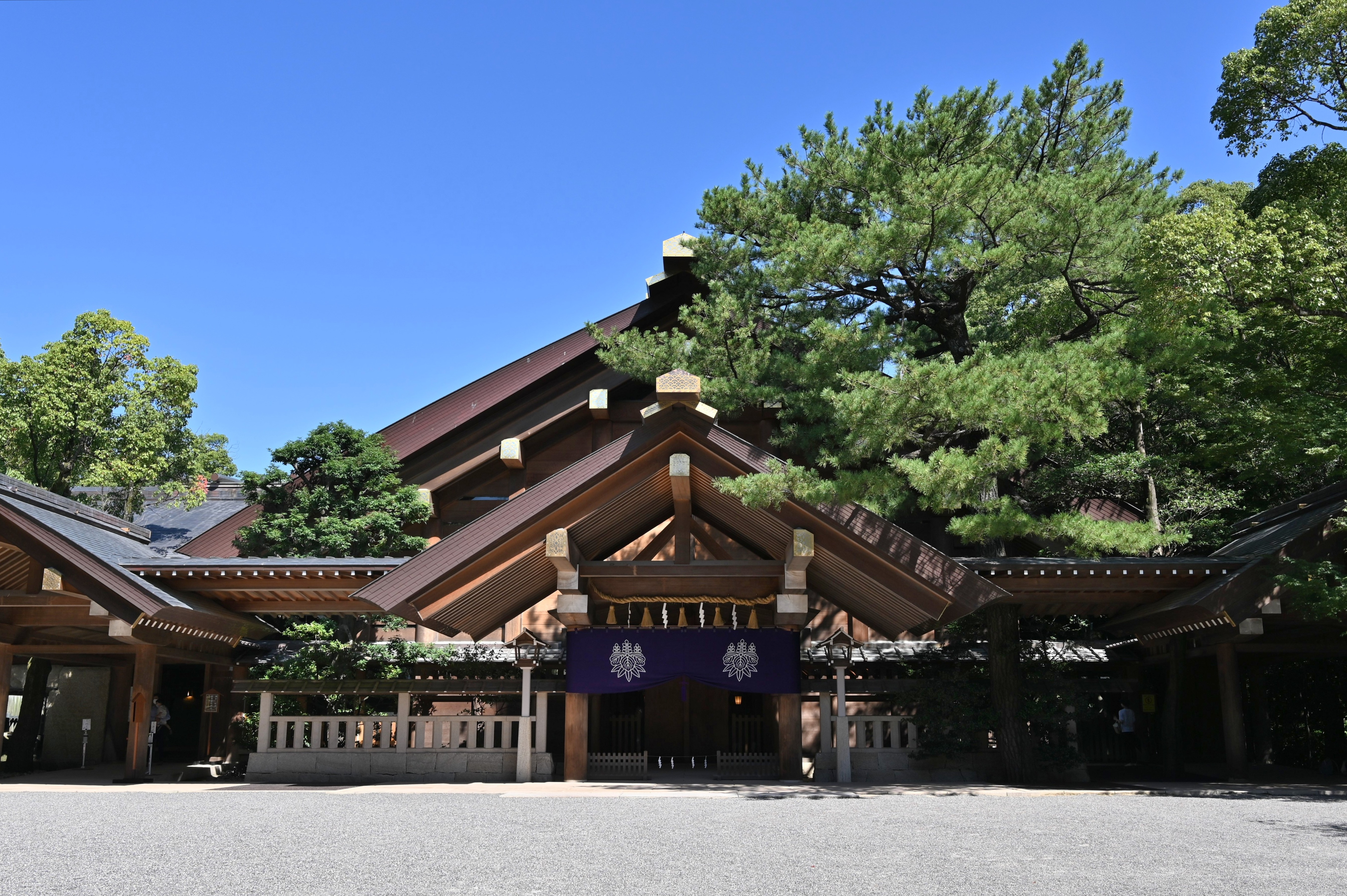
神楽殿 （2021年（令和3年）10月）
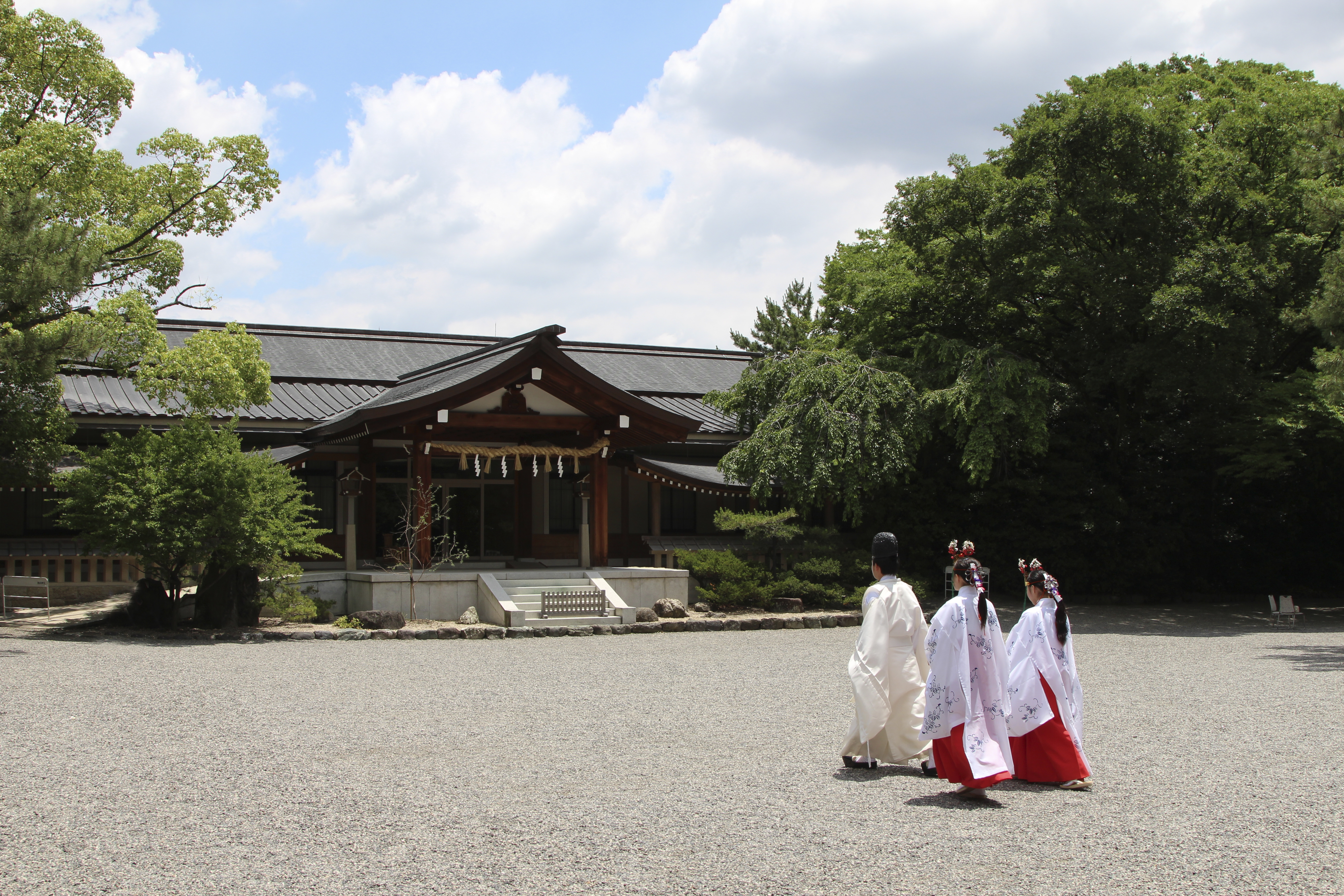
斎館・勅使館 （2013年（平成25年）6月）
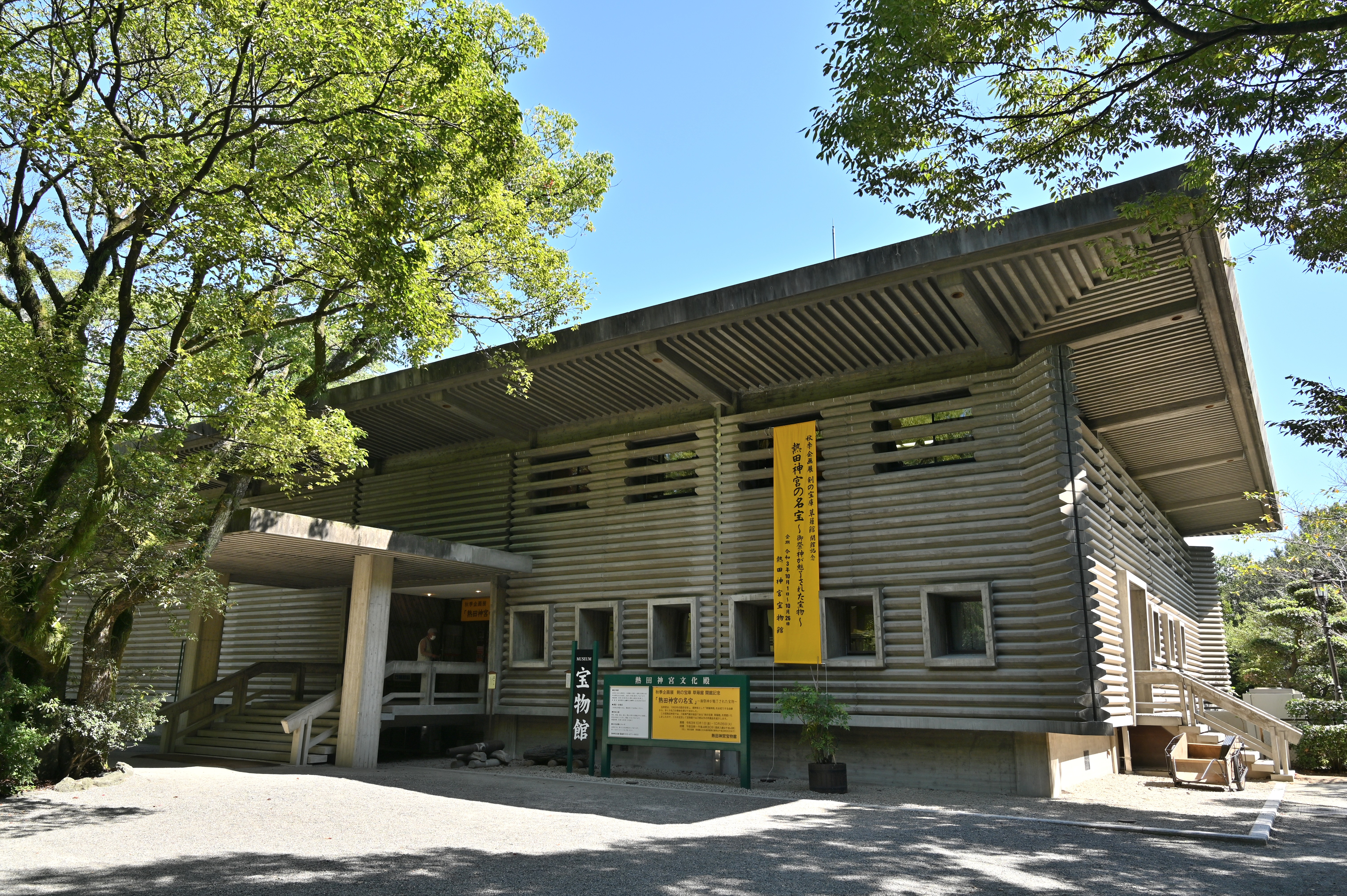
文化殿（宝物館） （2021年（令和3年）10月）
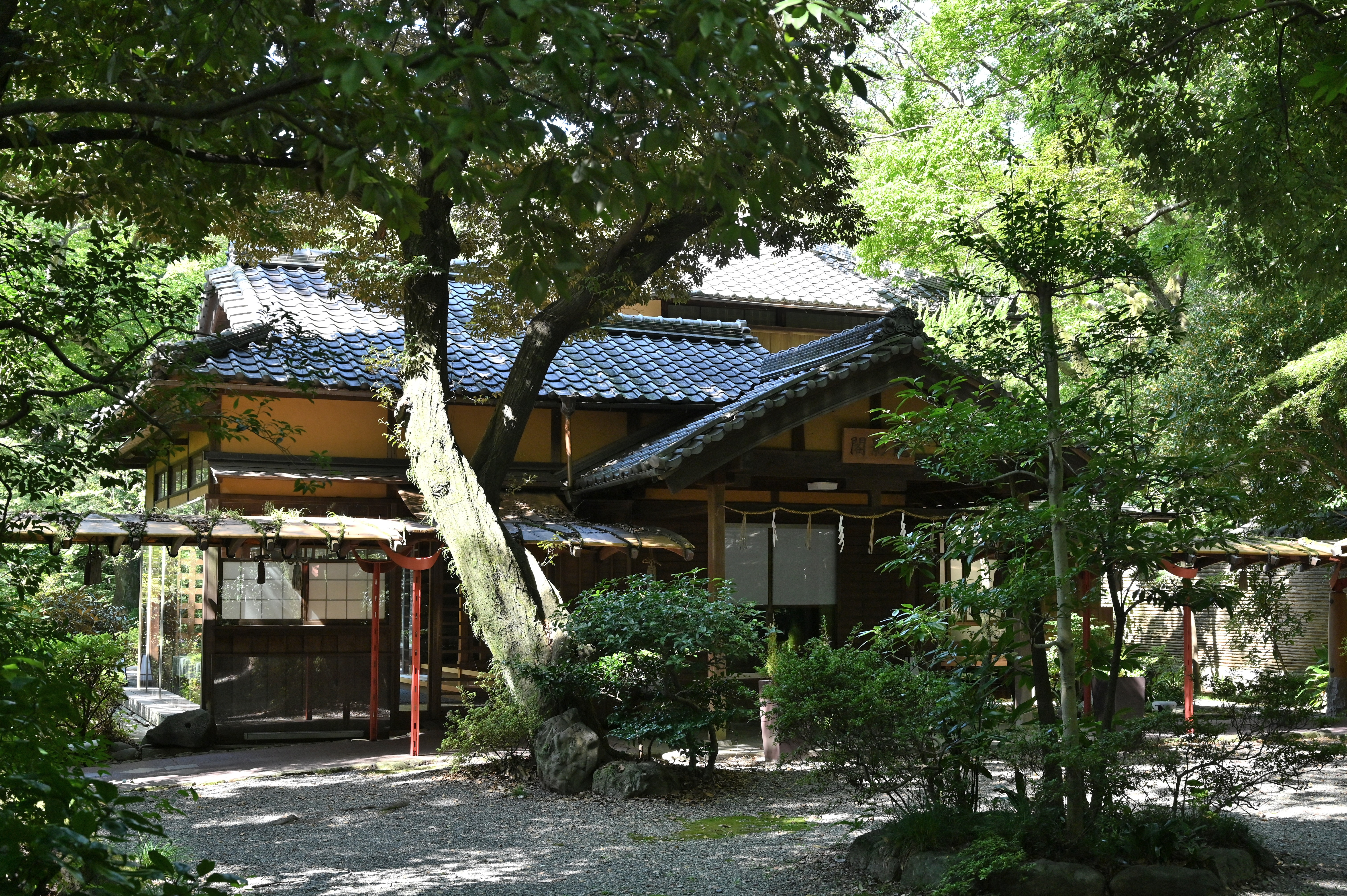
龍影閣 （2021年（令和3年）10月）
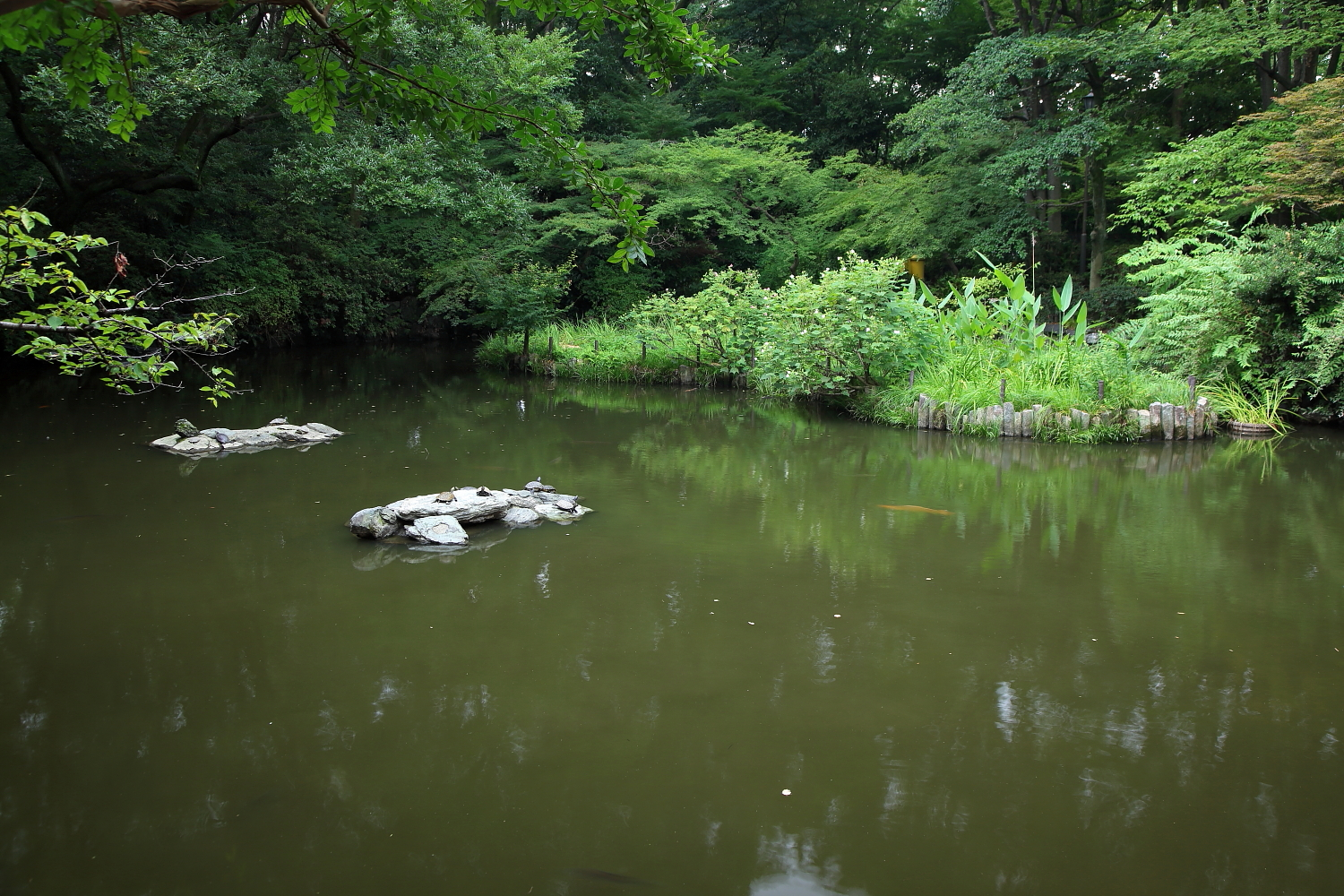
曲玉池 （2014年（平成26年）8月）
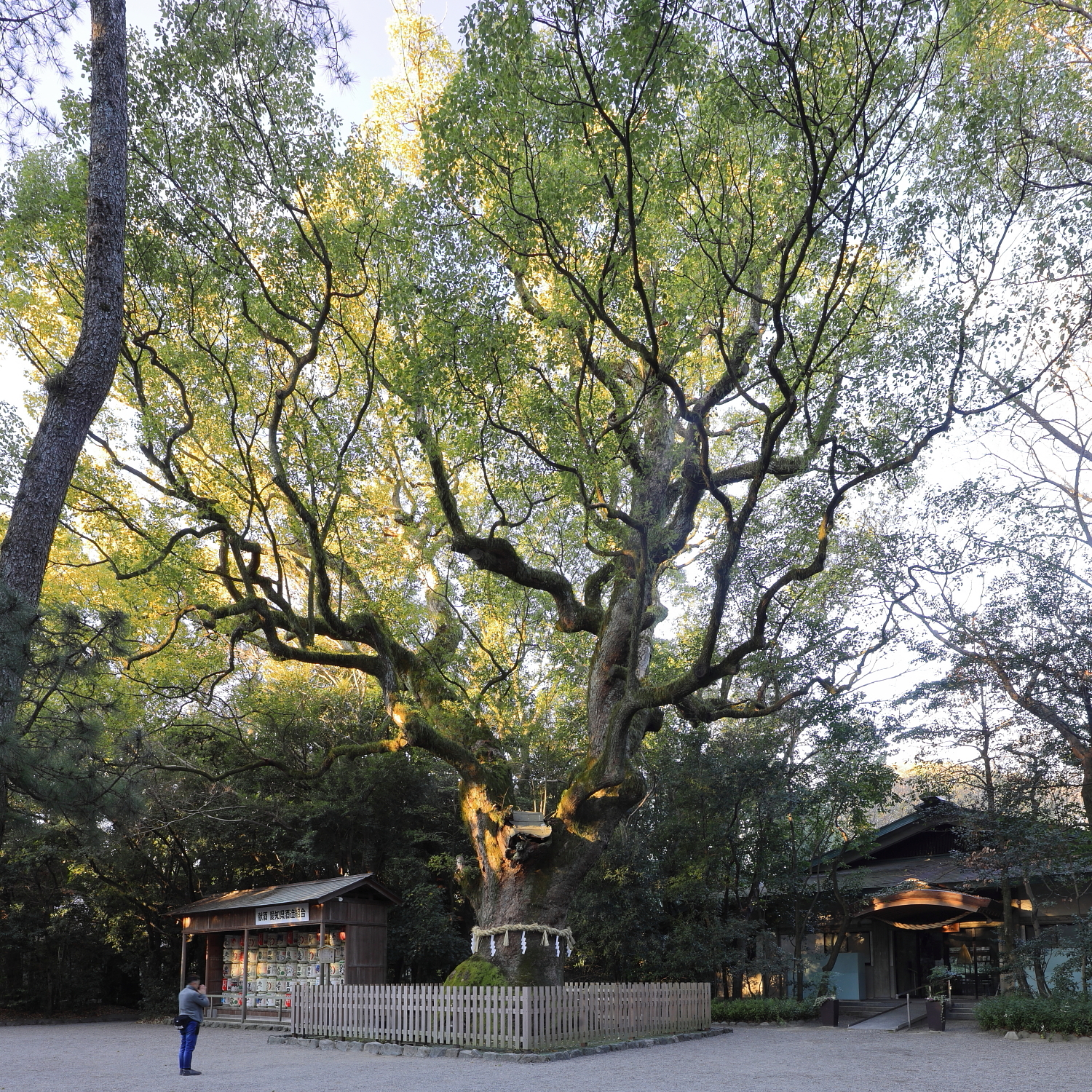
大楠 （2023年（令和5年）2月）
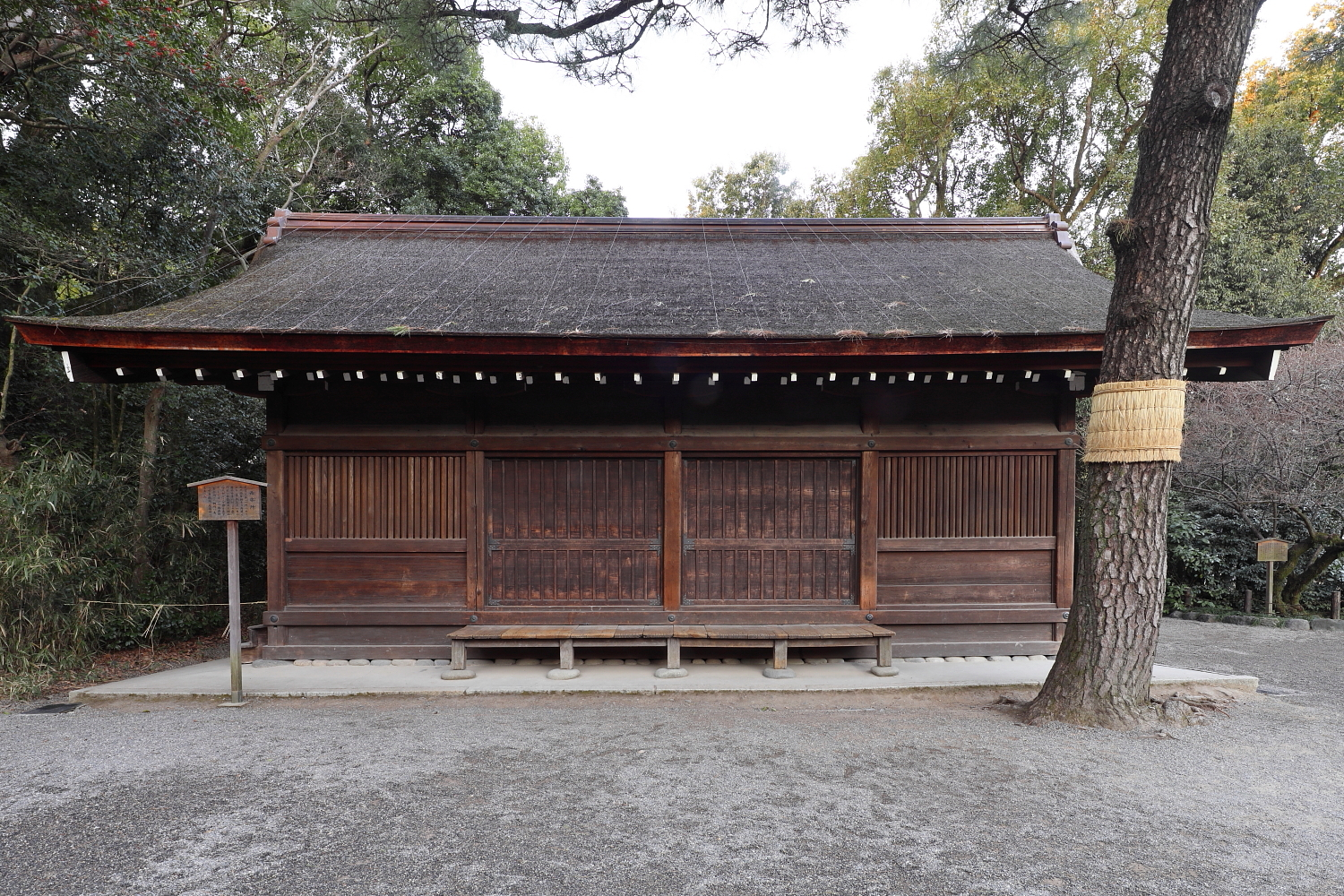
西楽所 （2023年（令和5年）2月）
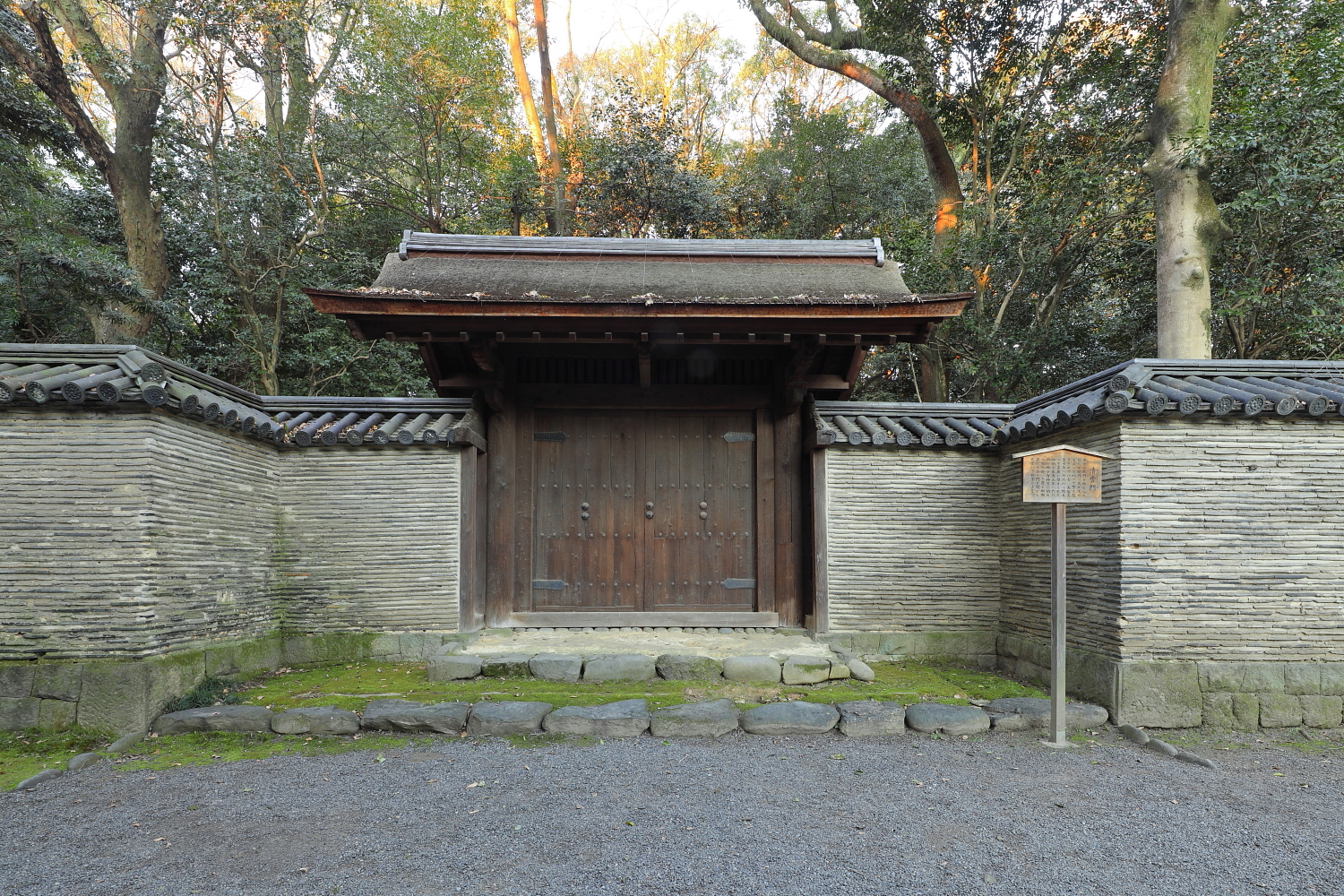
清雪門 （2023年（令和5年）2月）
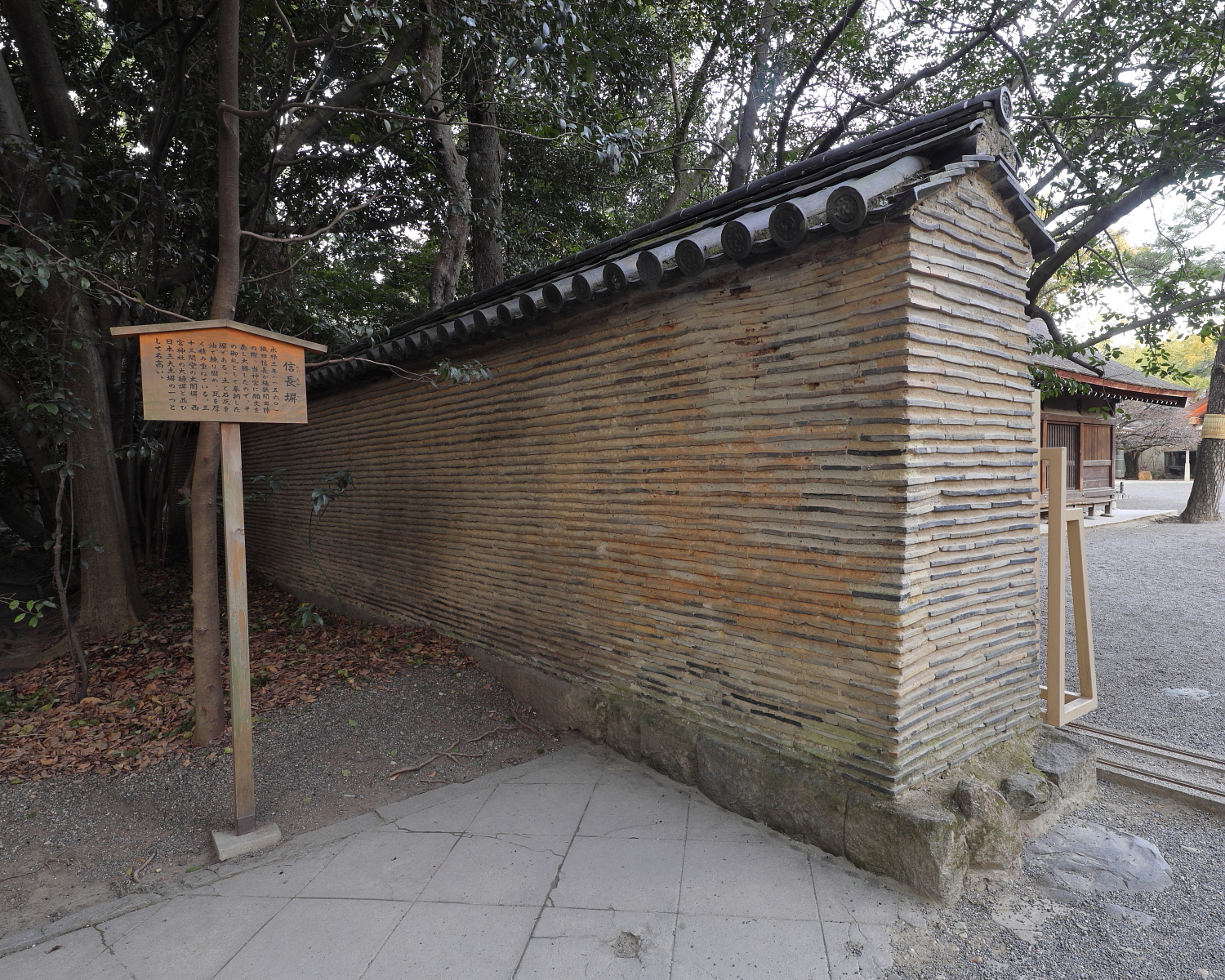
信長塀 （2023年（令和5年）2月）
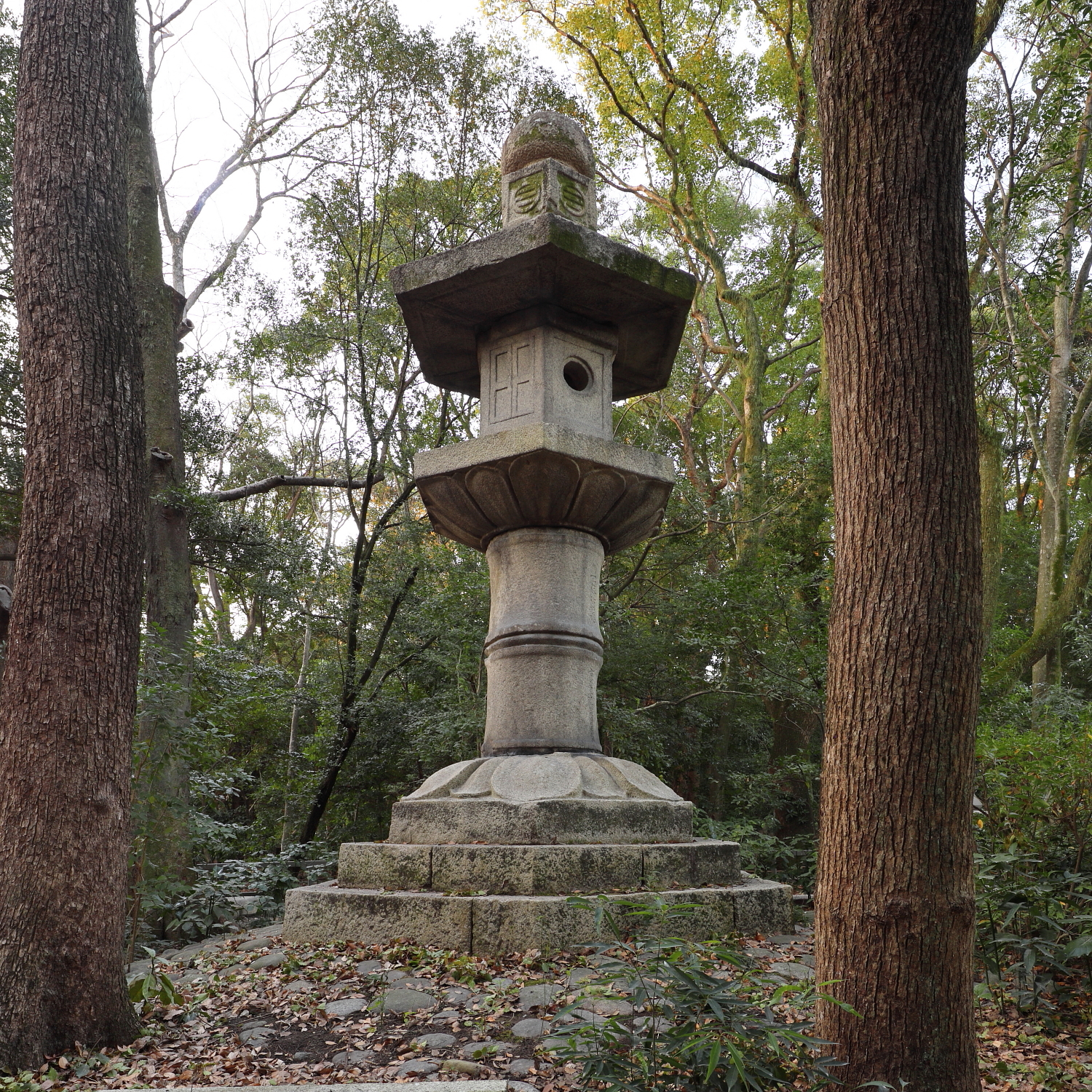
佐久間燈籠 （2023年（令和5年）2月）
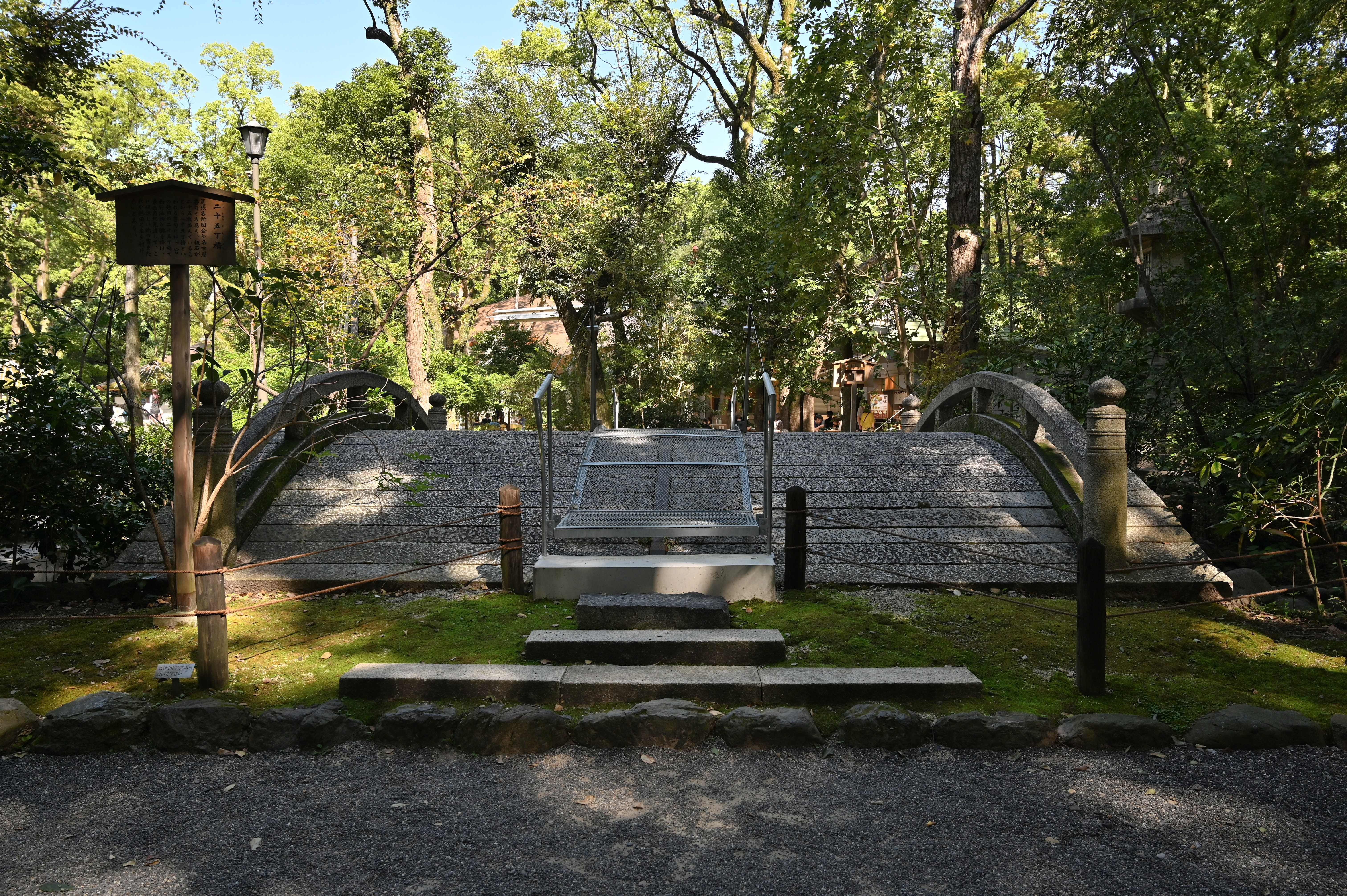
二十五丁橋 （2021年（令和3年）10月）
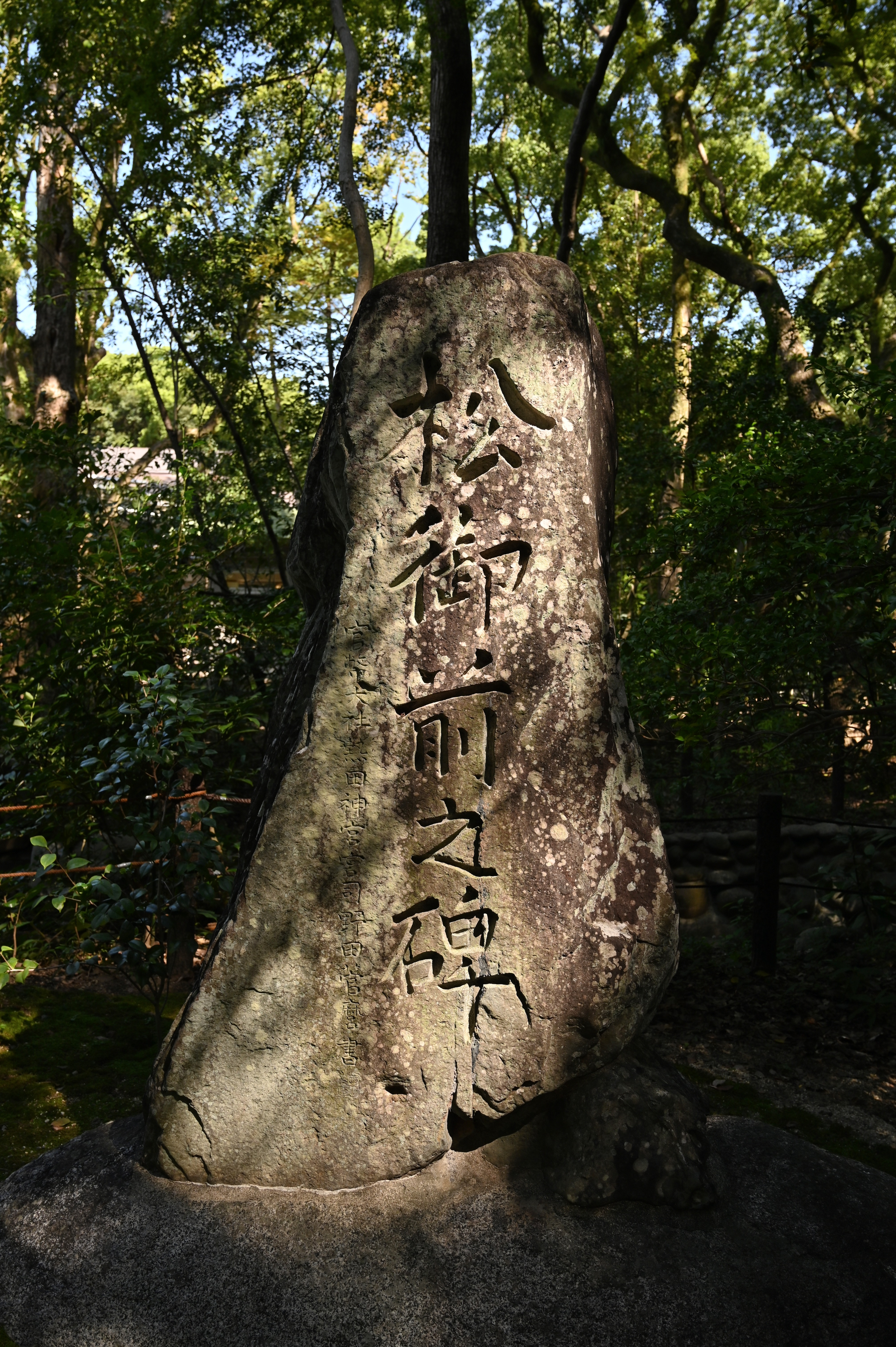
源頼朝の曾祖母である松御前（尾張職子）之碑 （2021年（令和3年）10月）
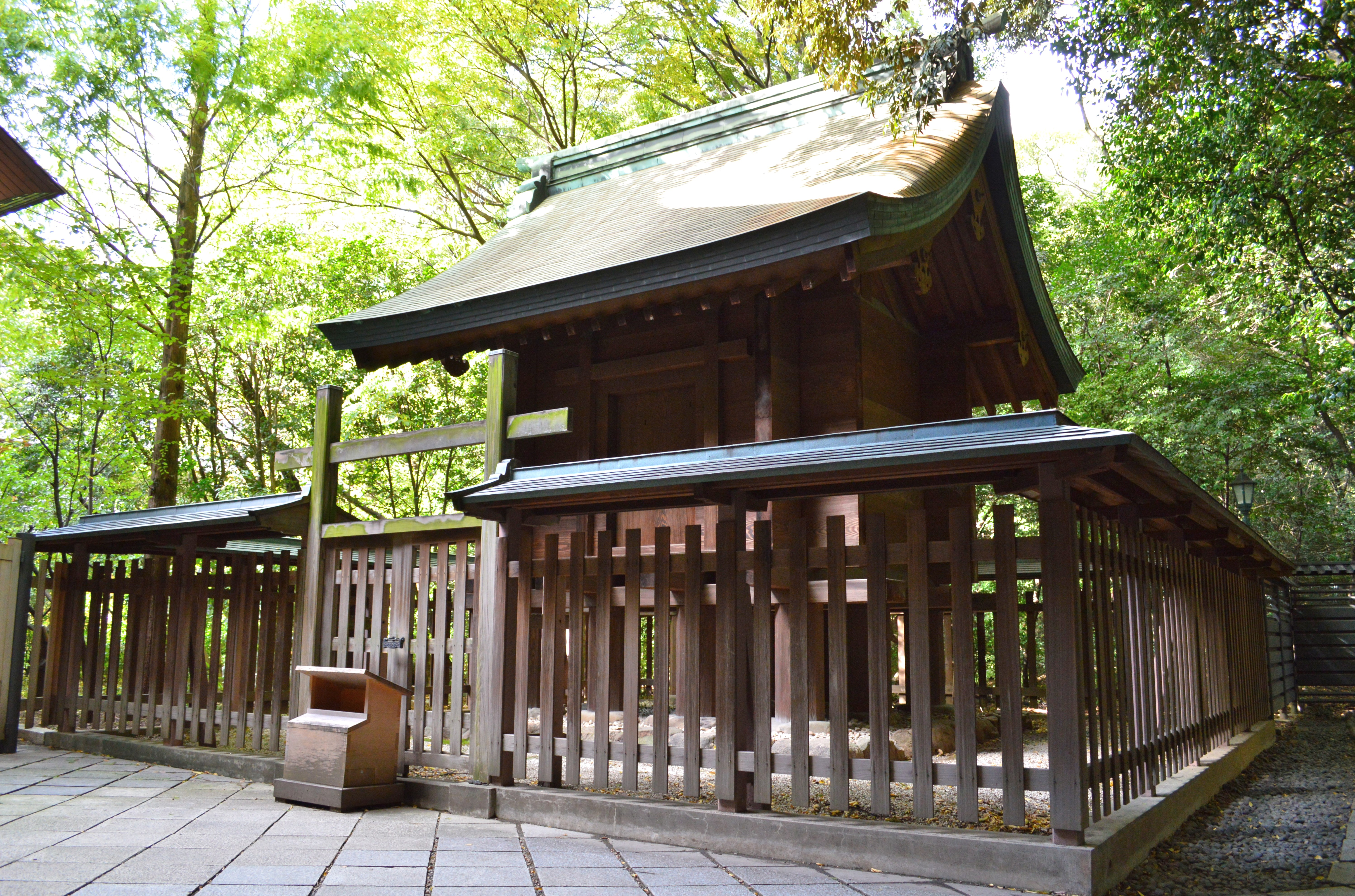
土用殿 （2014年（平成26年）11月）
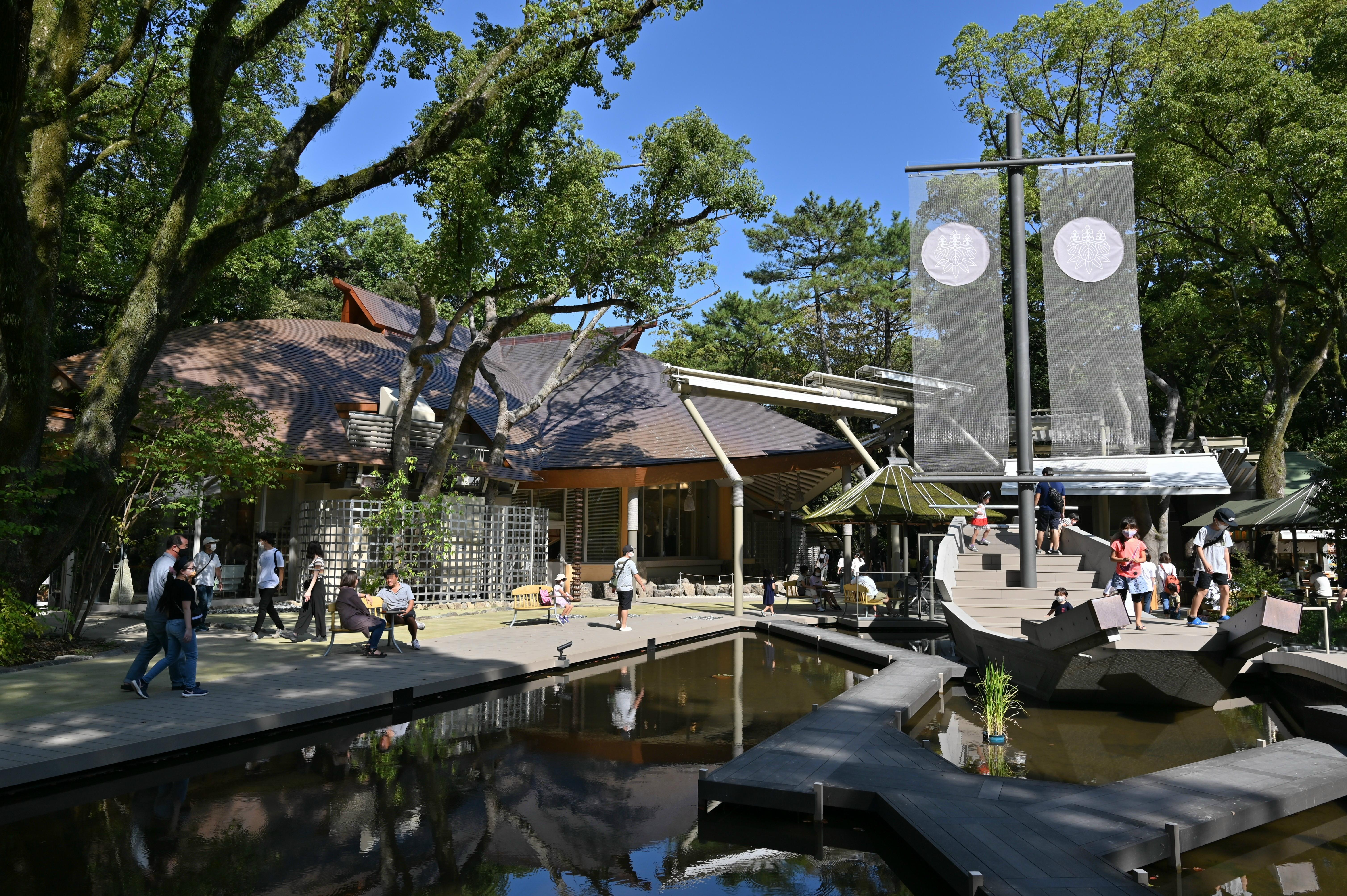
くさなぎ広場（左奥の建物は剣の宝庫 草薙館） （2021年（令和3年）10月）

## 別宮・摂末社

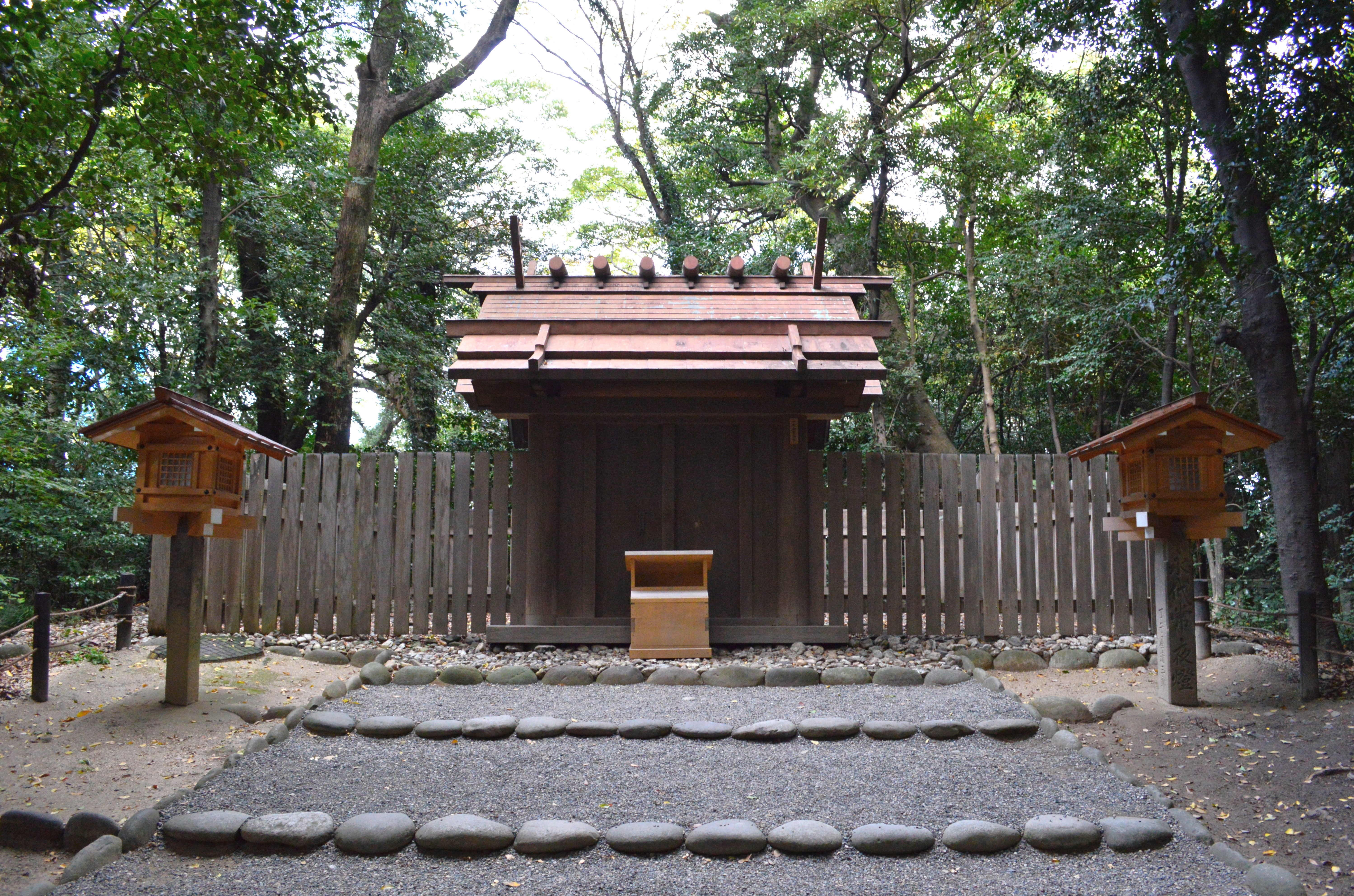
一之御前神社 （2014年（平成26年）11月）
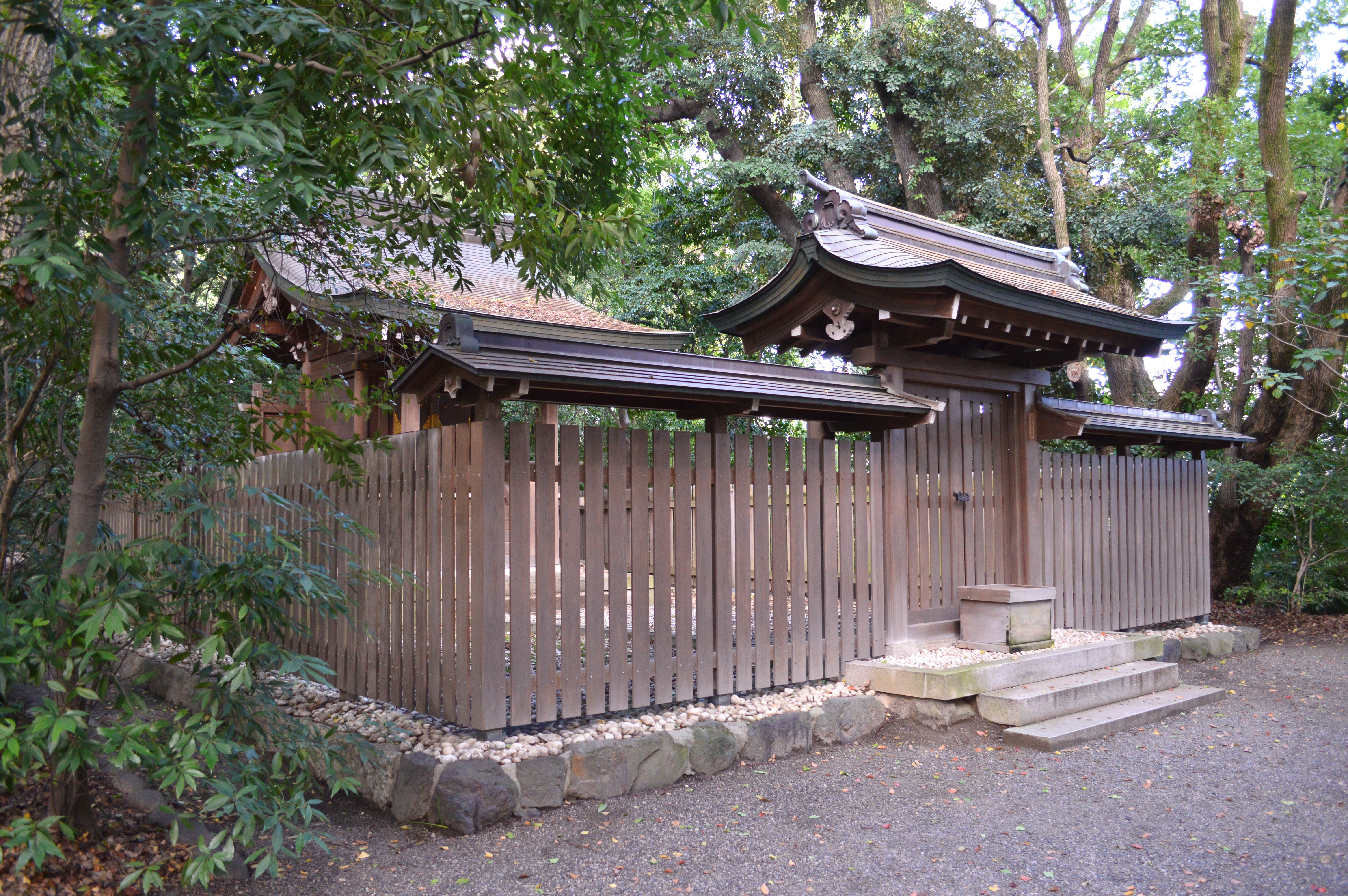
日割御子神社 （2013年（平成25年）7月）
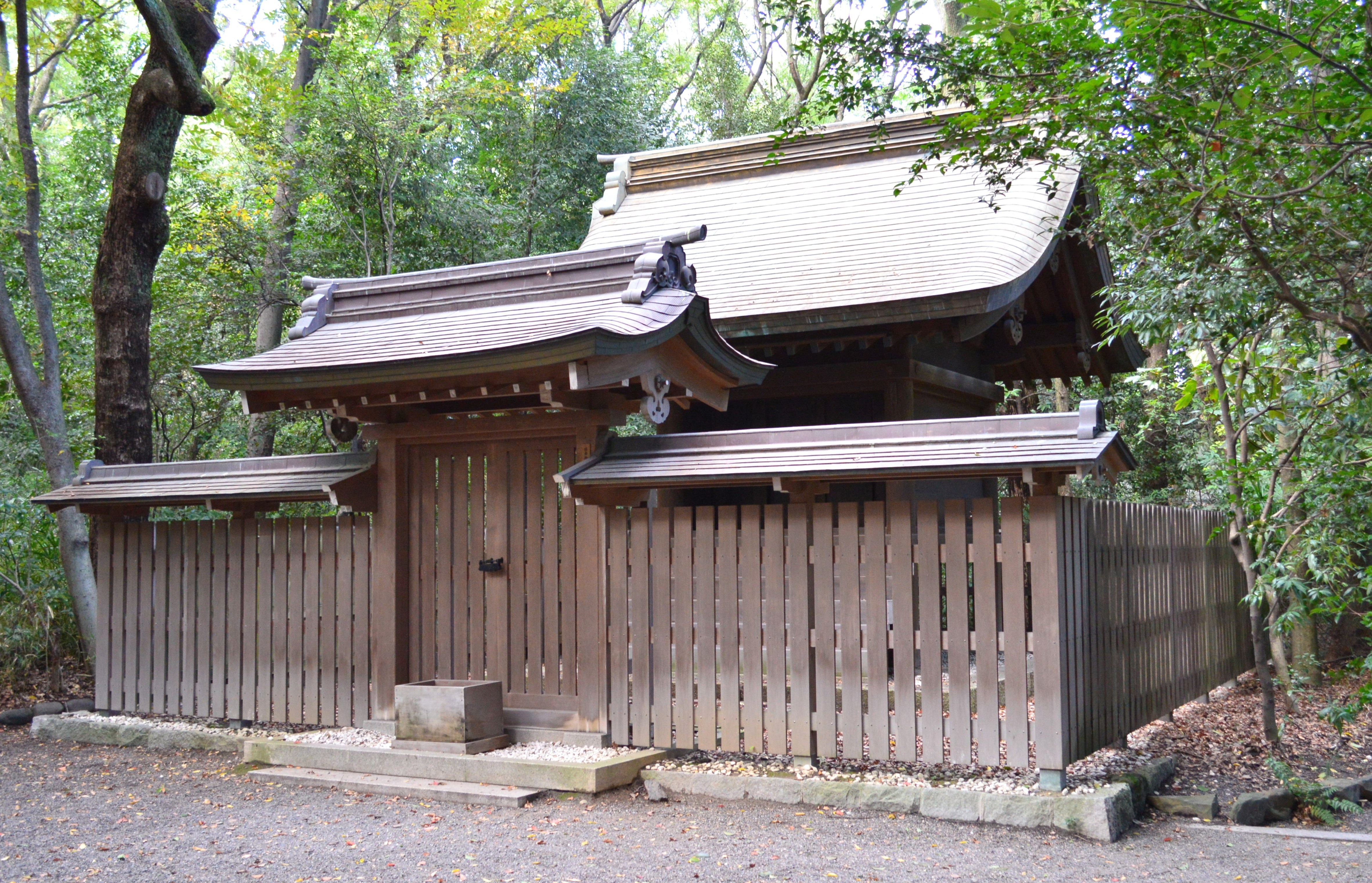
孫若御子神社 （2013年（平成25年）7月）
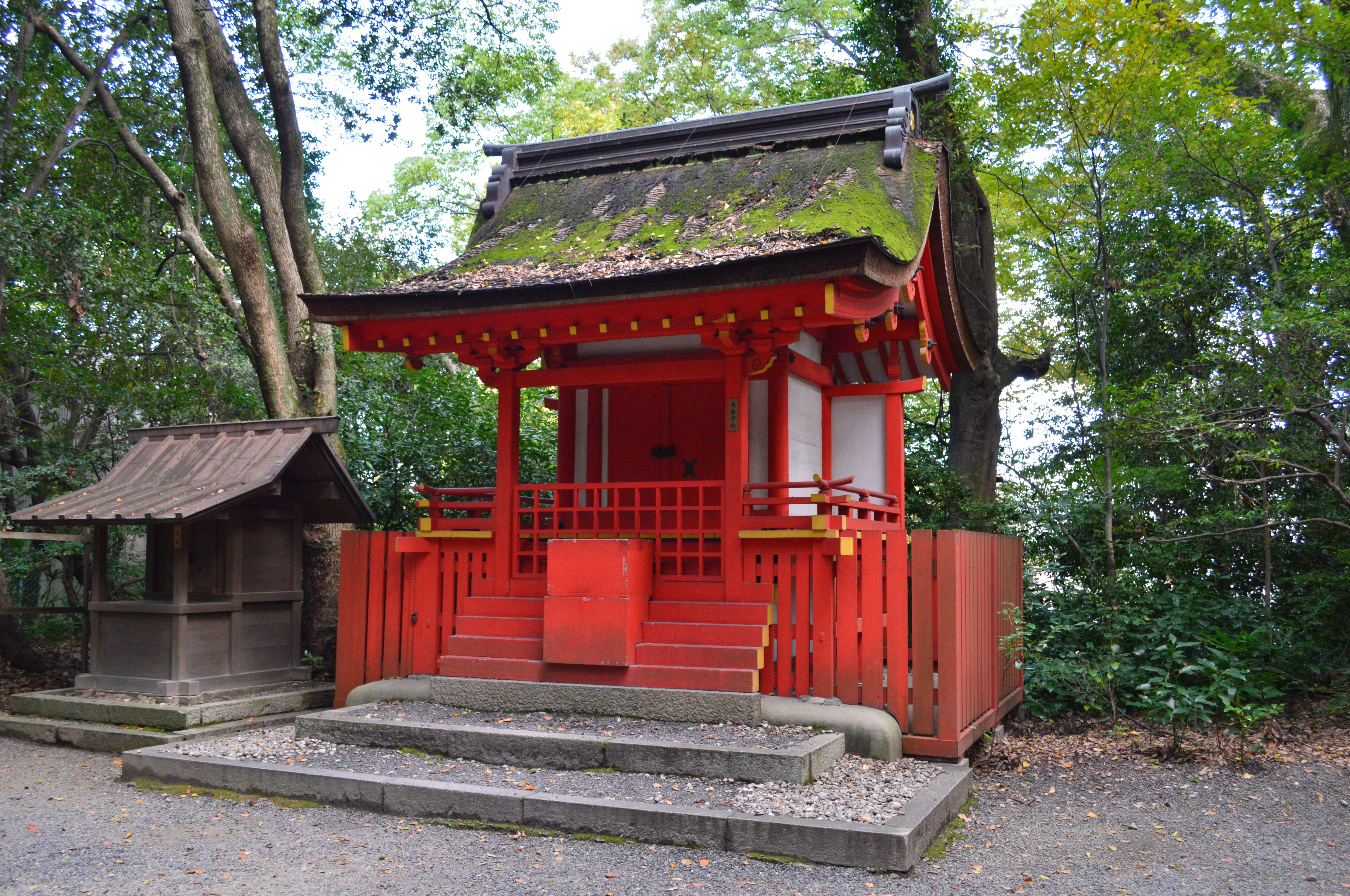
南新宮社 （2014年（平成26年）11月）
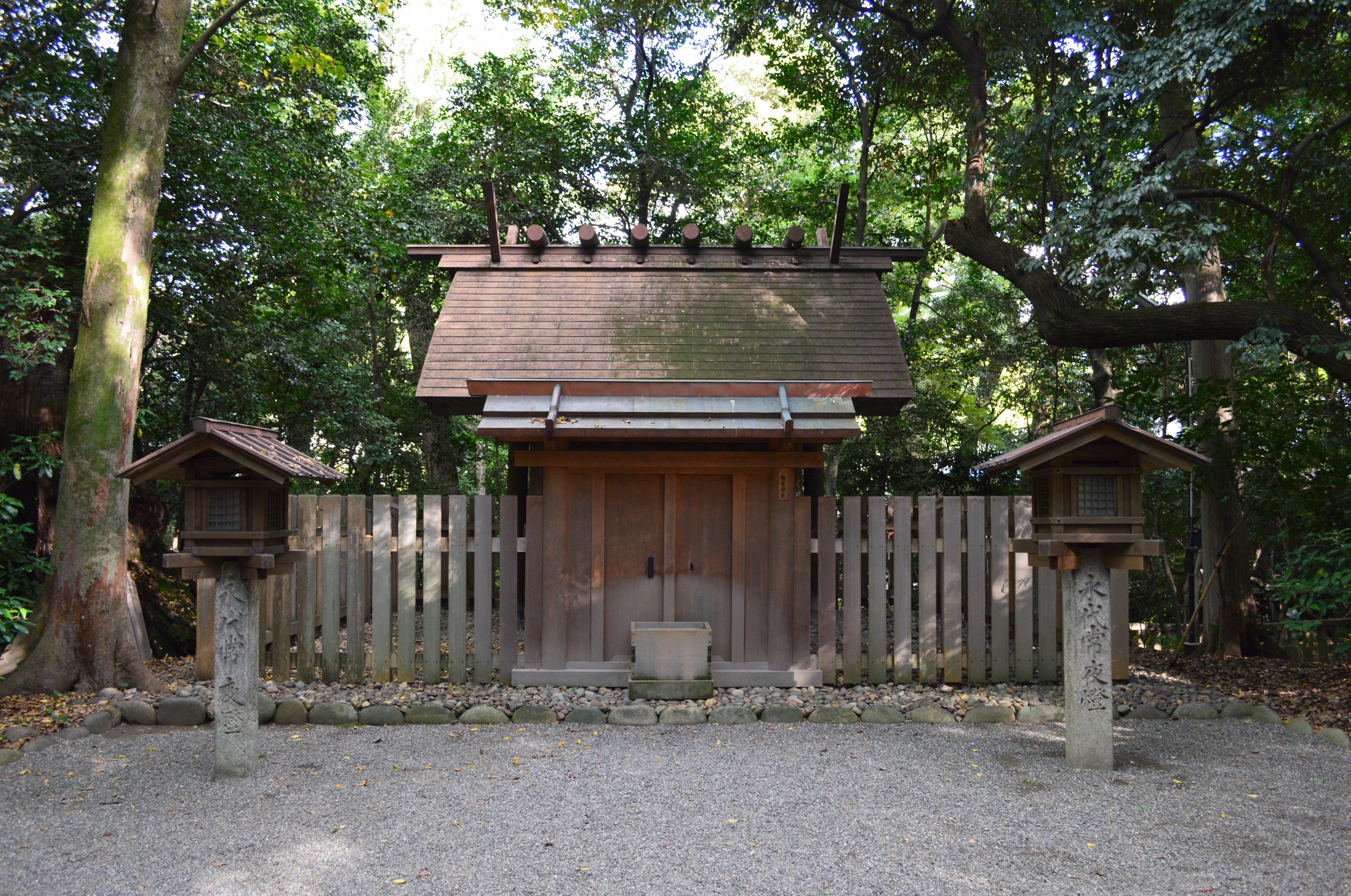
御田神社 （2014年（平成26年）11月）
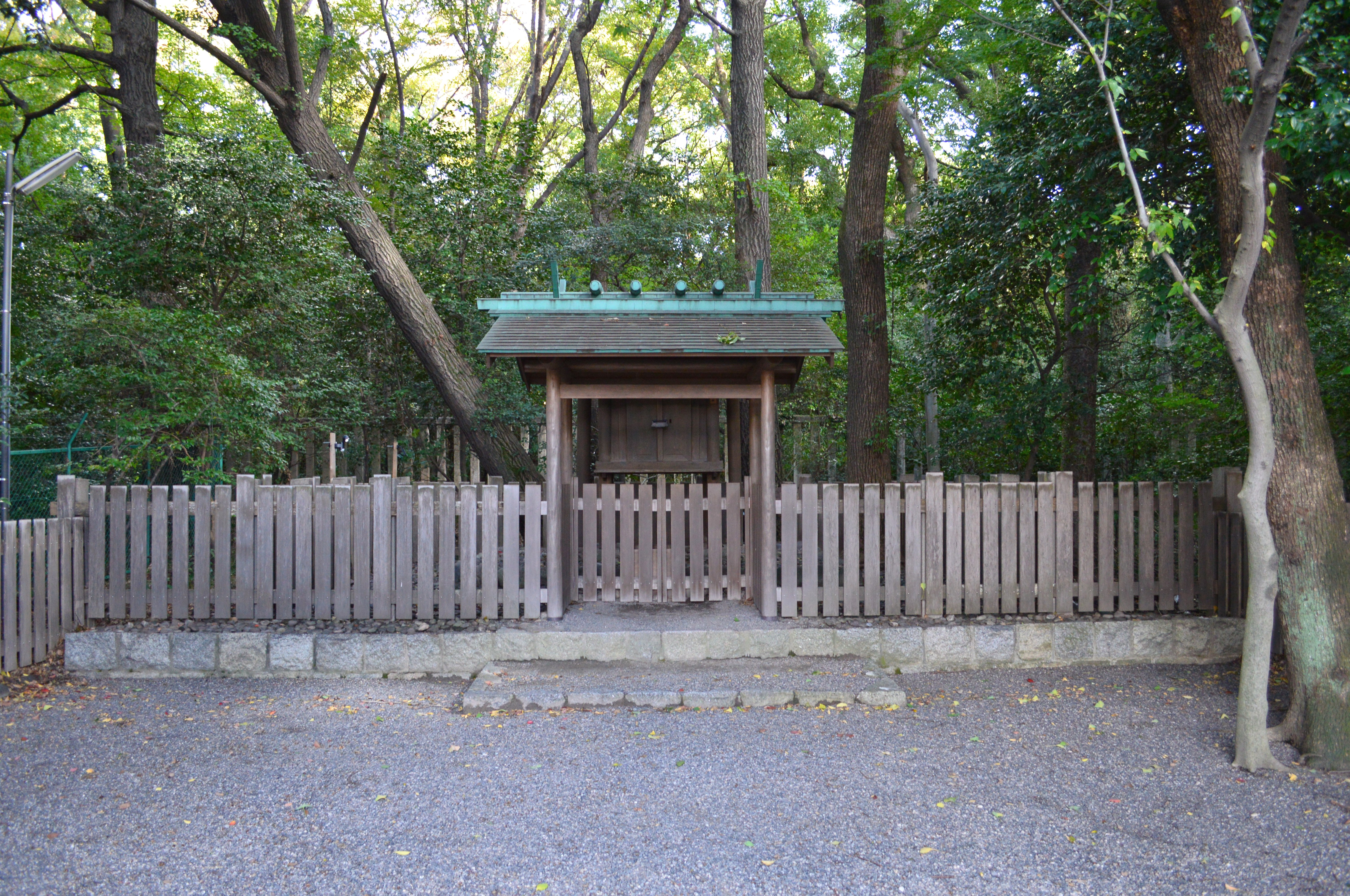
下知我麻神社 （2013年（平成25年）7月）
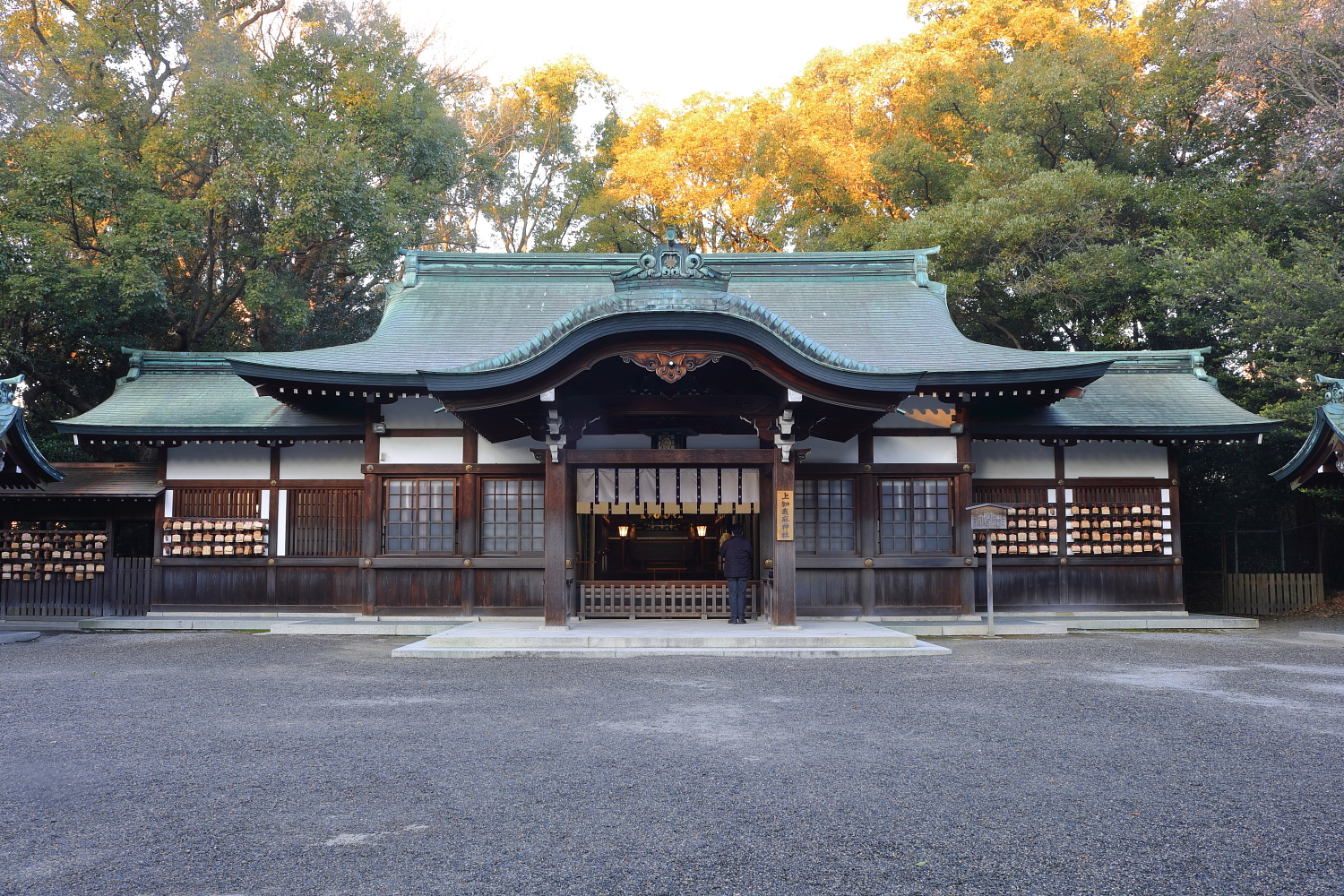
上知我麻神社 （2023年（令和5年）2月）
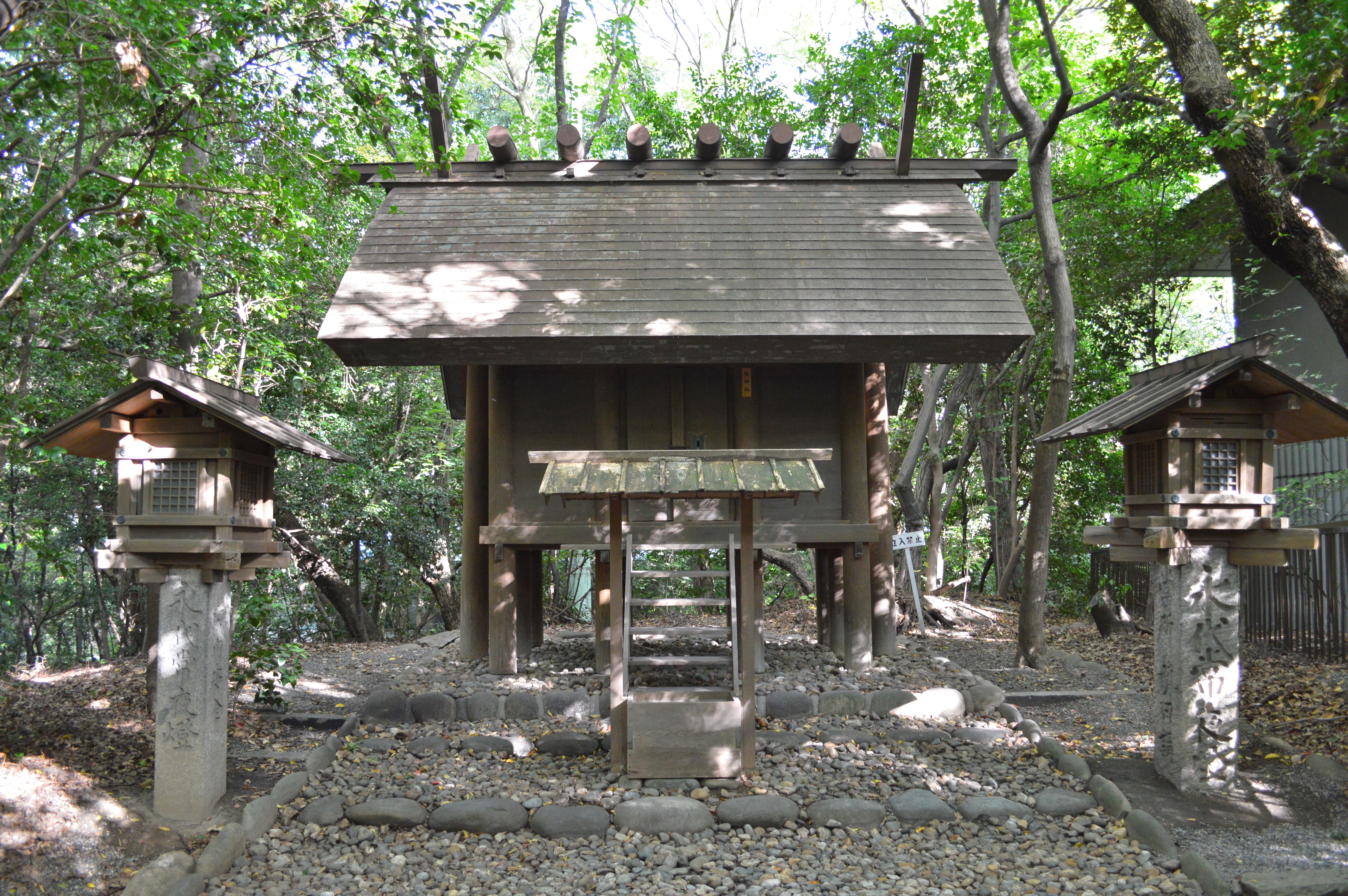
龍神社 （2014年（平成26年）11月）
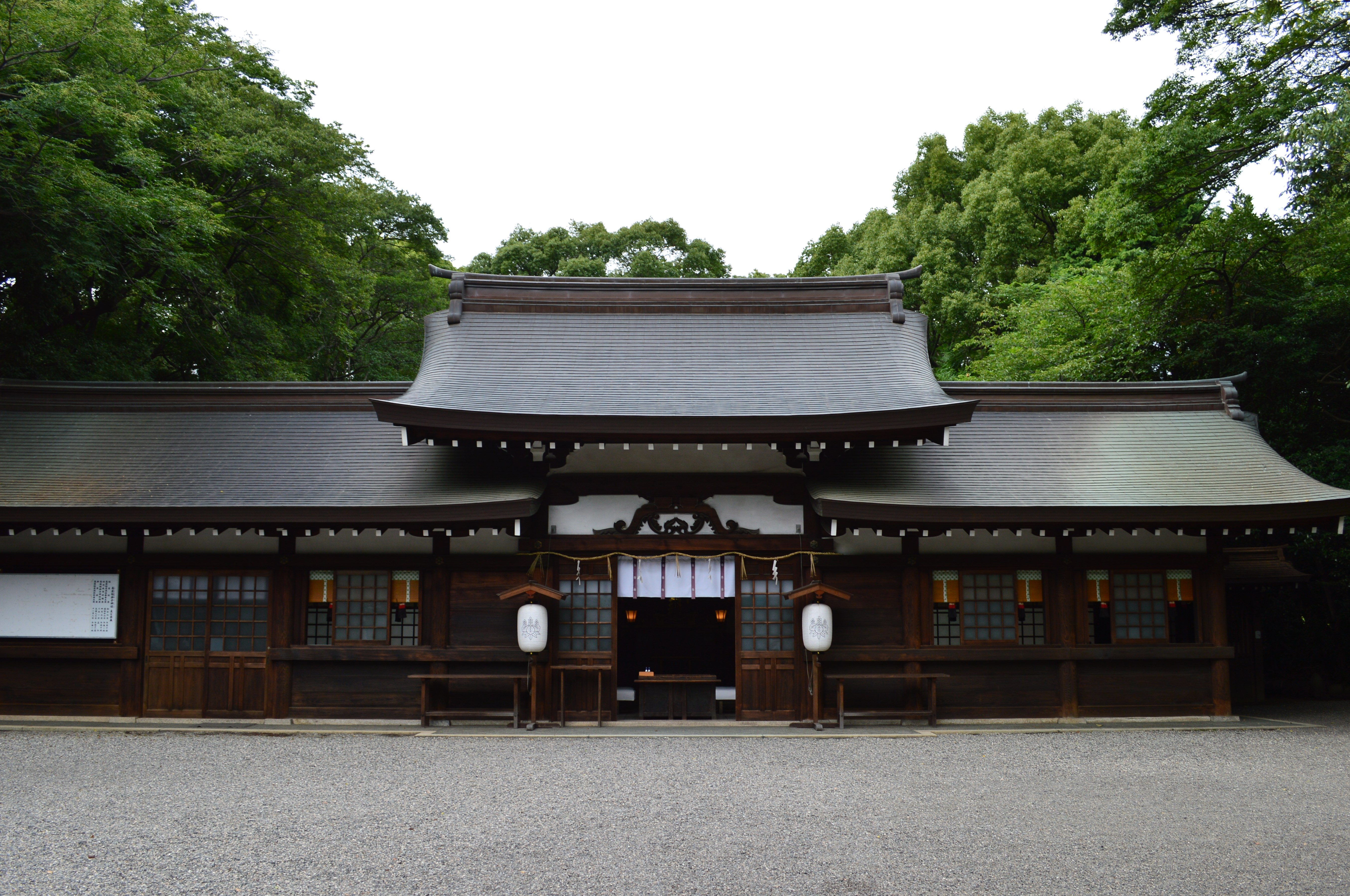
高座結御子神社 （2013年（平成25年）7月）
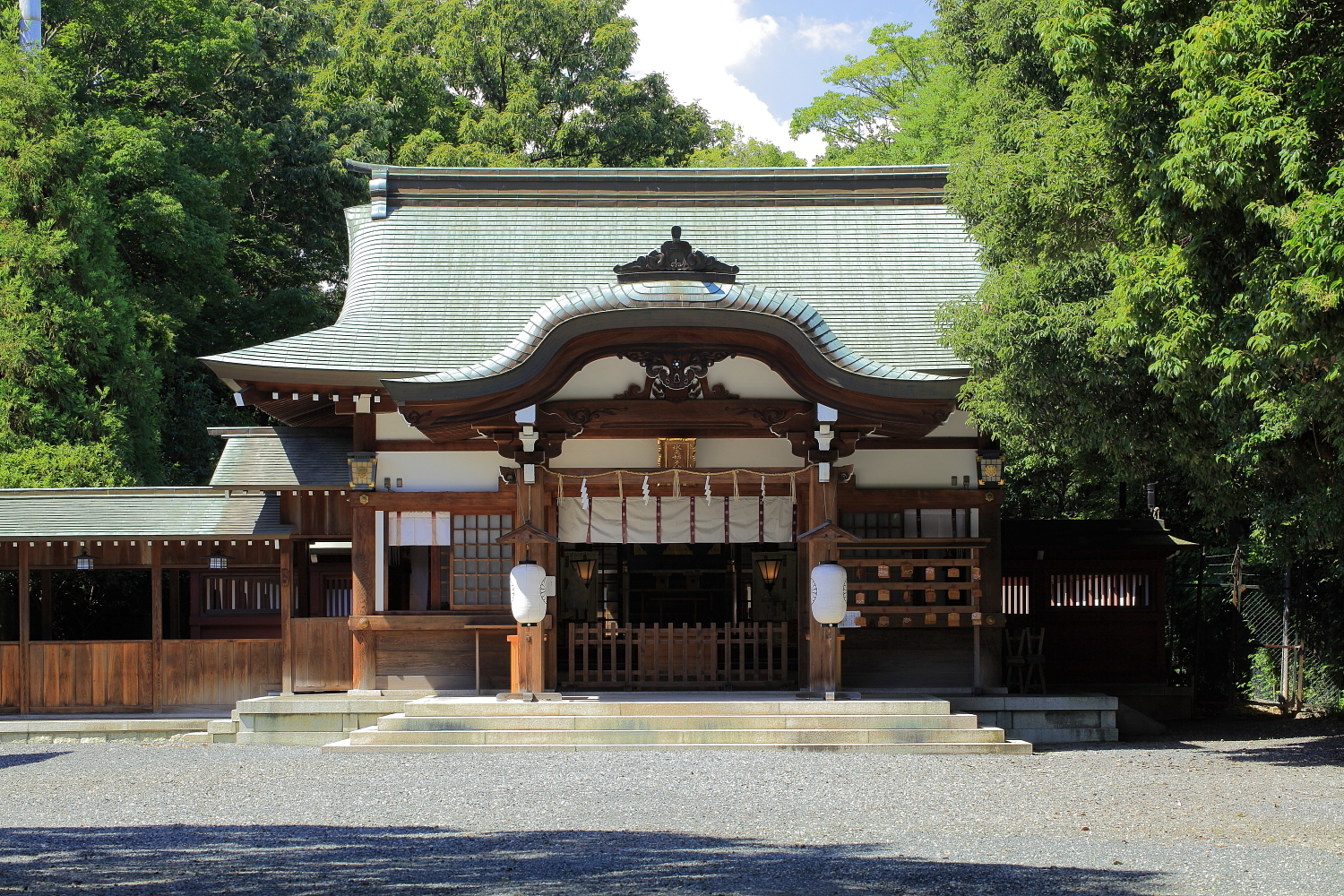
氷上姉子神社 （2015年（平成27年）7月）
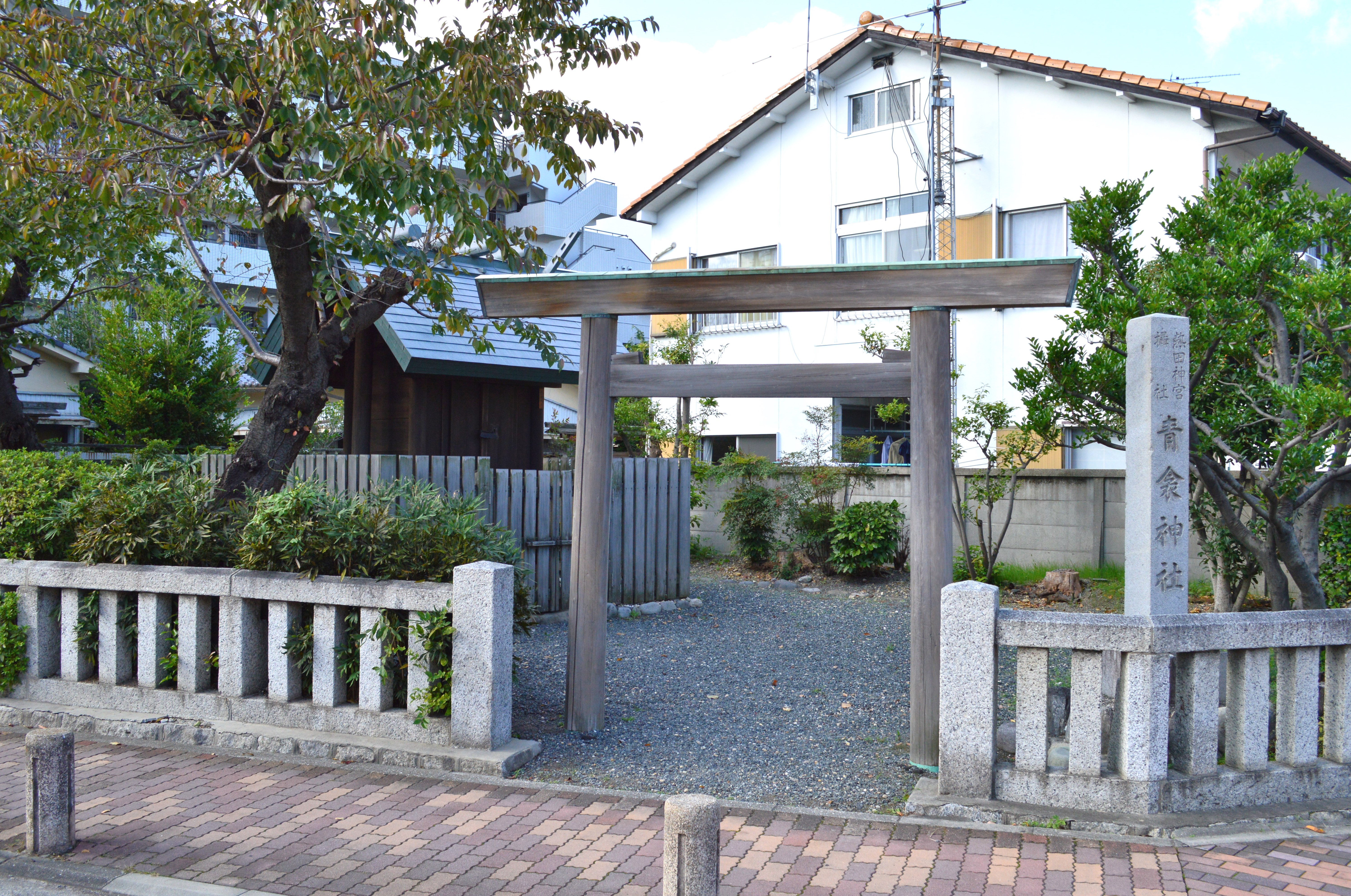
青衾神社 （2014年（平成26年）11月）
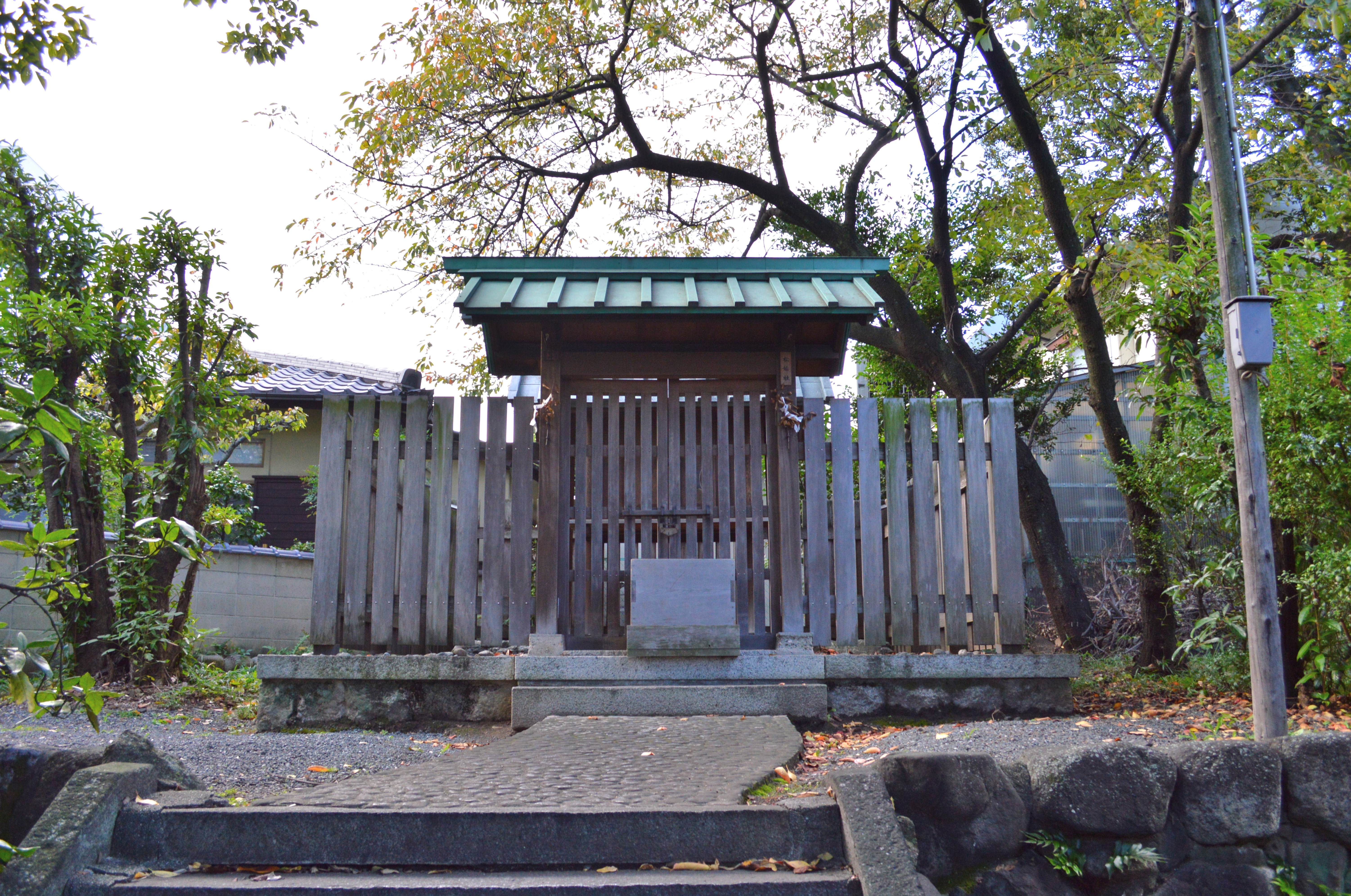
松姤社 （2014年（平成26年）11月）

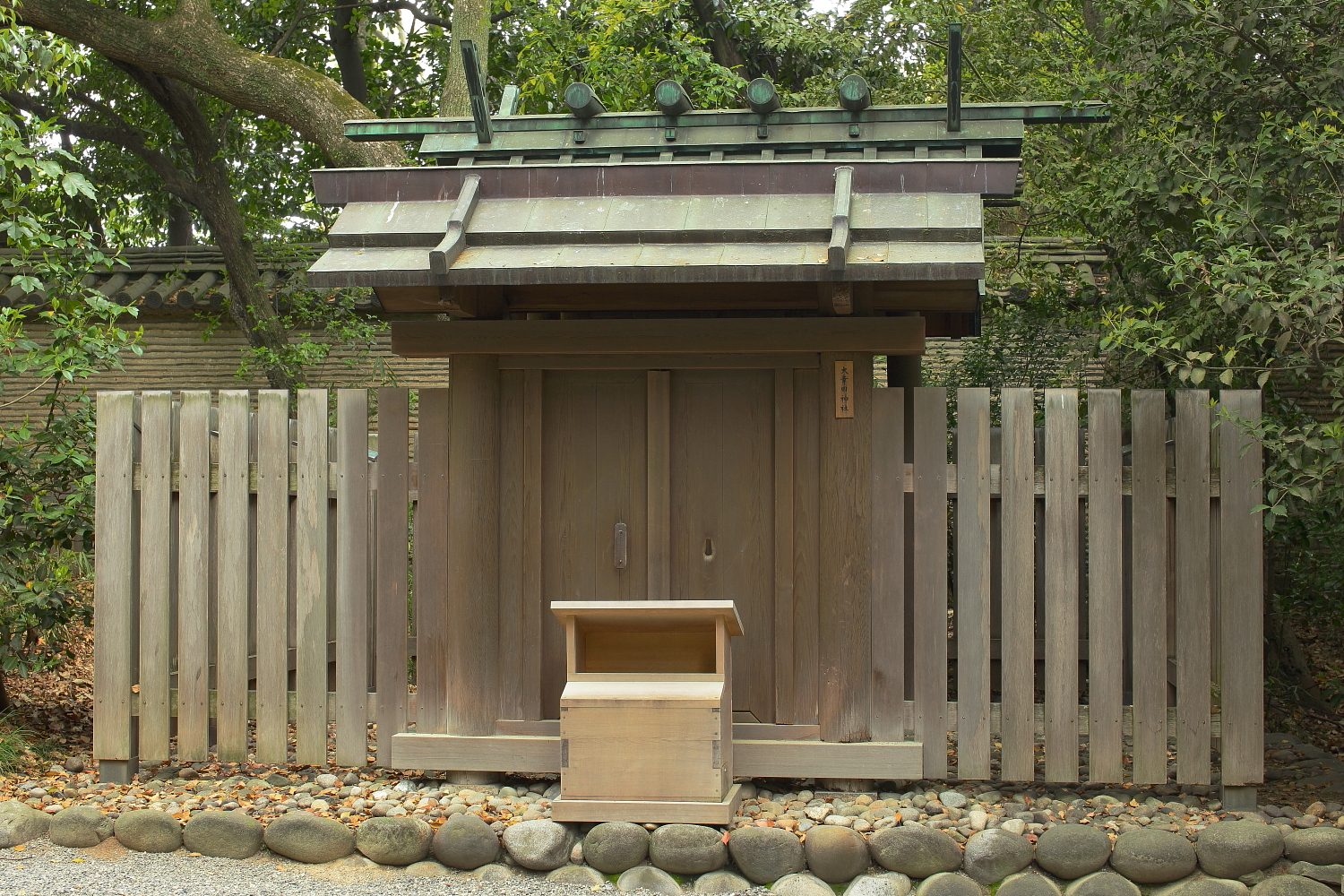
大幸田神社 （2014年（平成26年）4月）
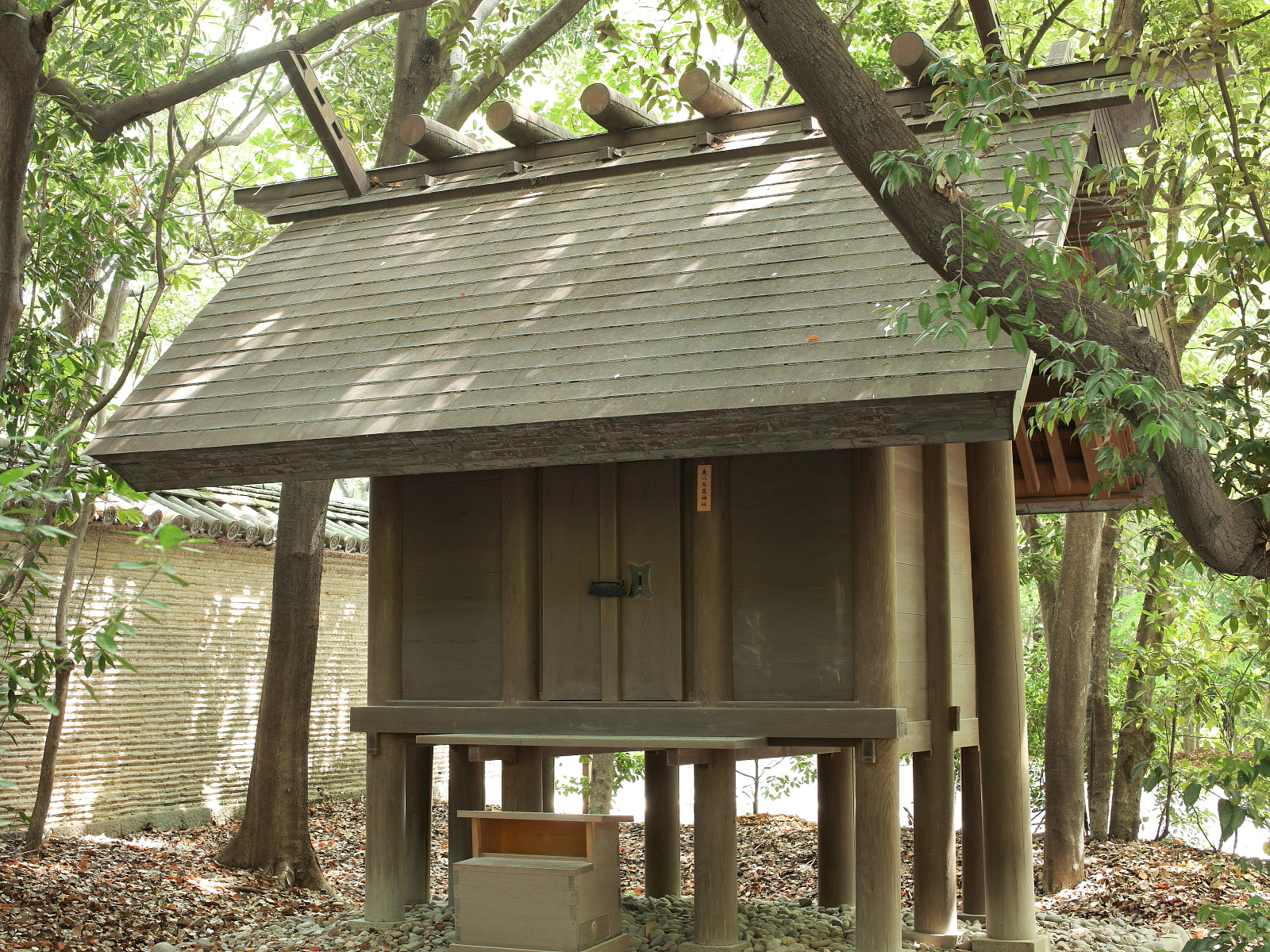
東八百萬神社 （2014年（平成26年）4月）
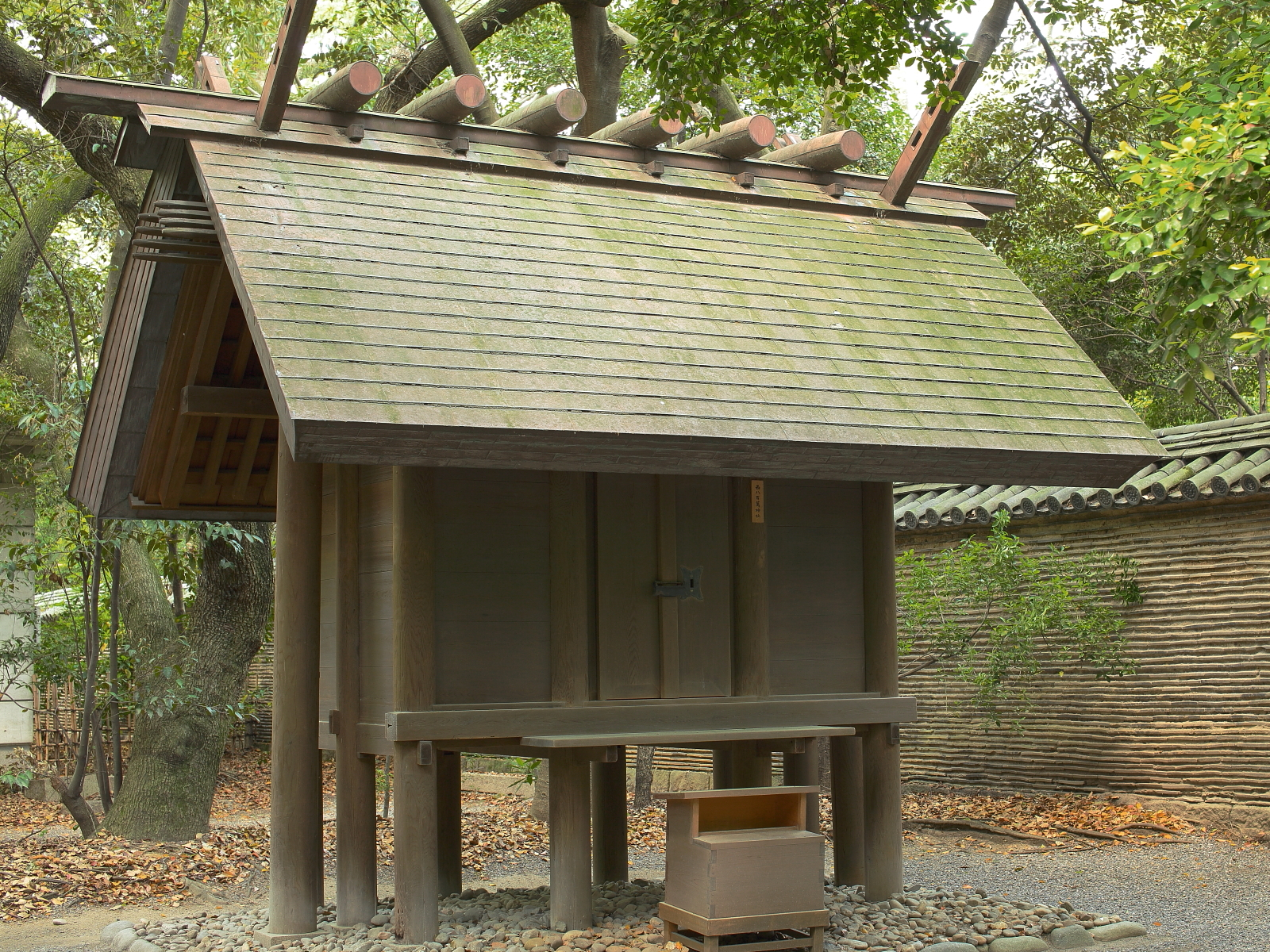
西八百萬神社 （2014年（平成26年）4月）
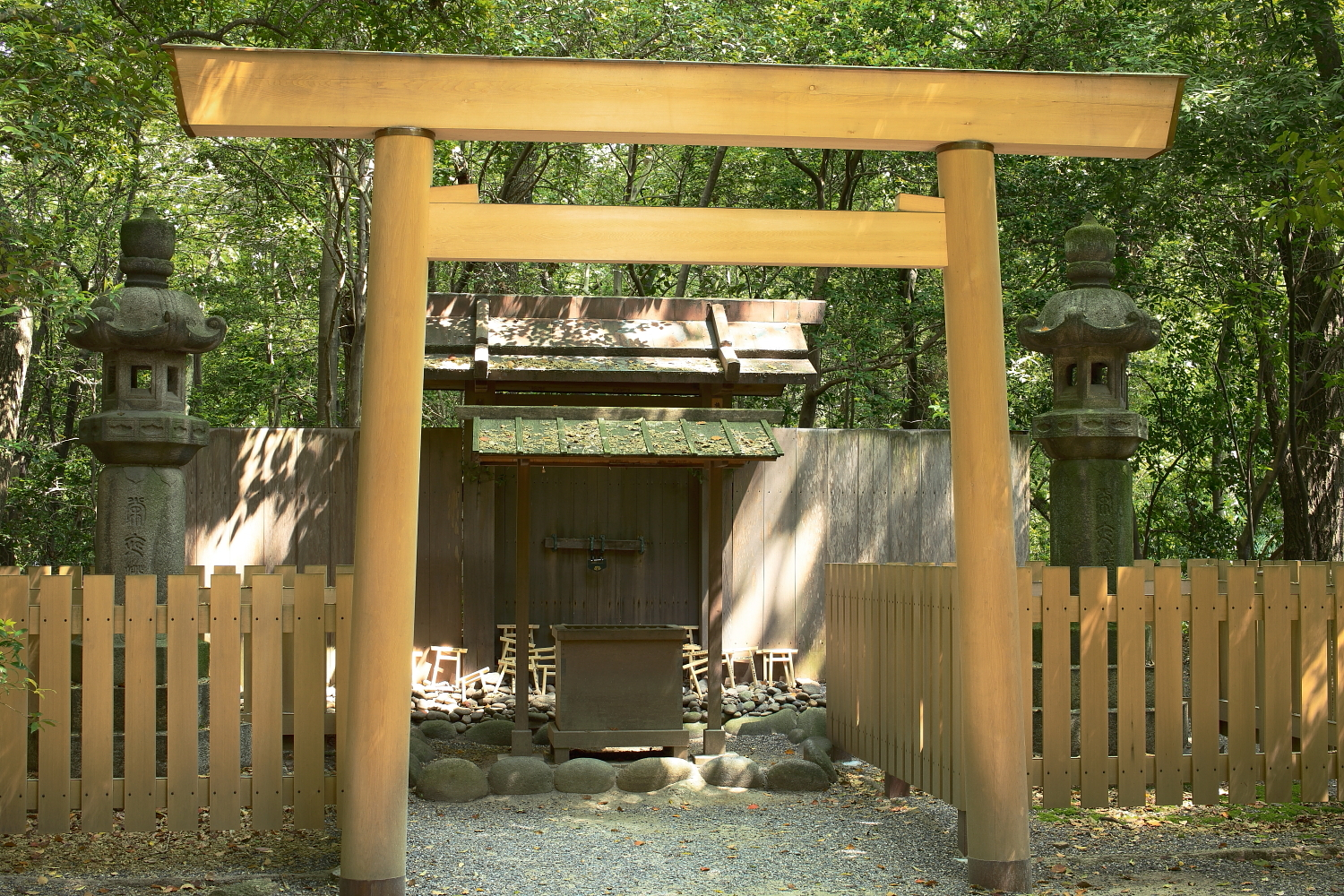
楠之御前社 （2014年（平成26年）4月）
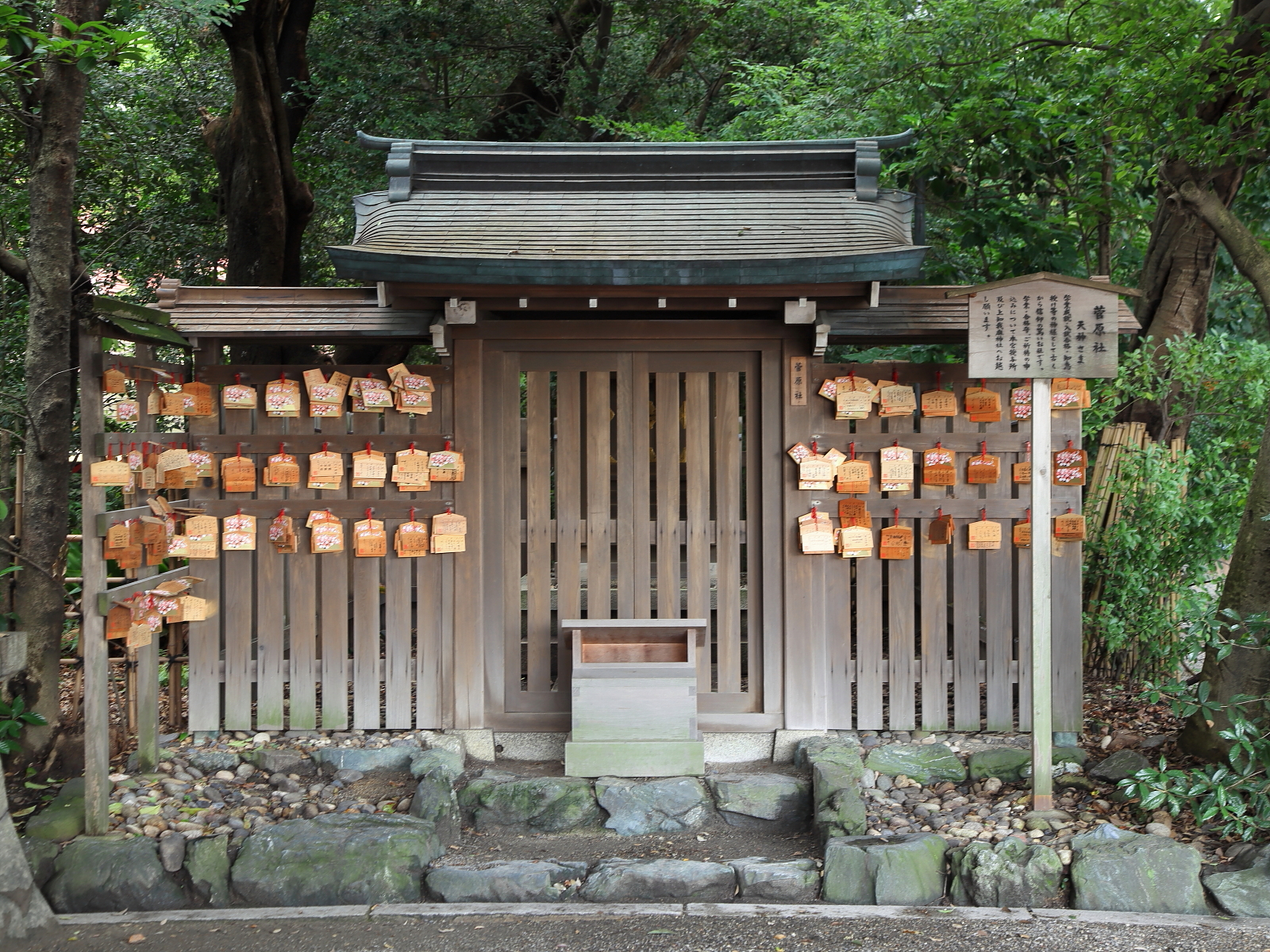
菅原社 （2014年（平成26年）8月）
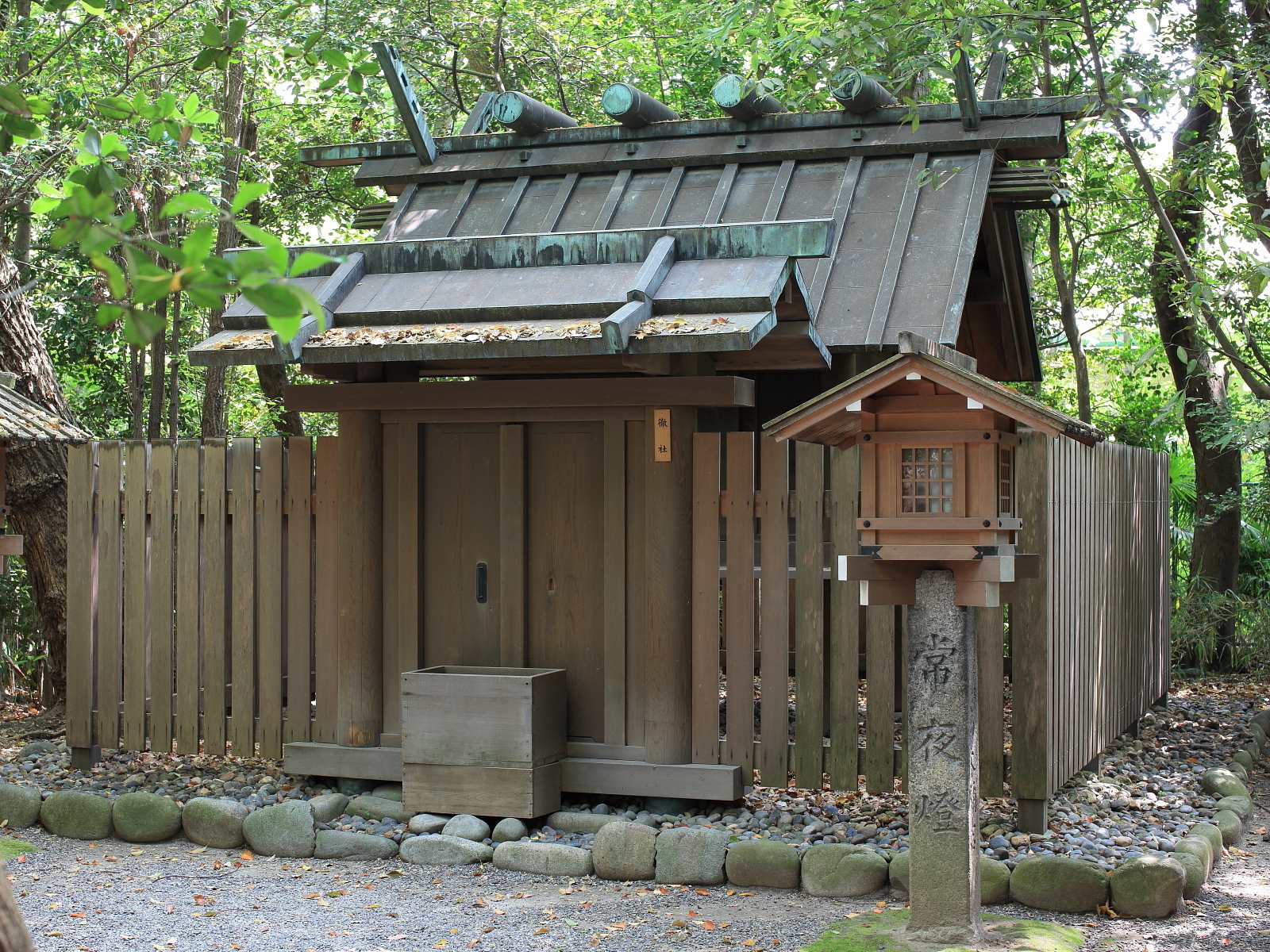
徹社 （2014年（平成26年）4月）
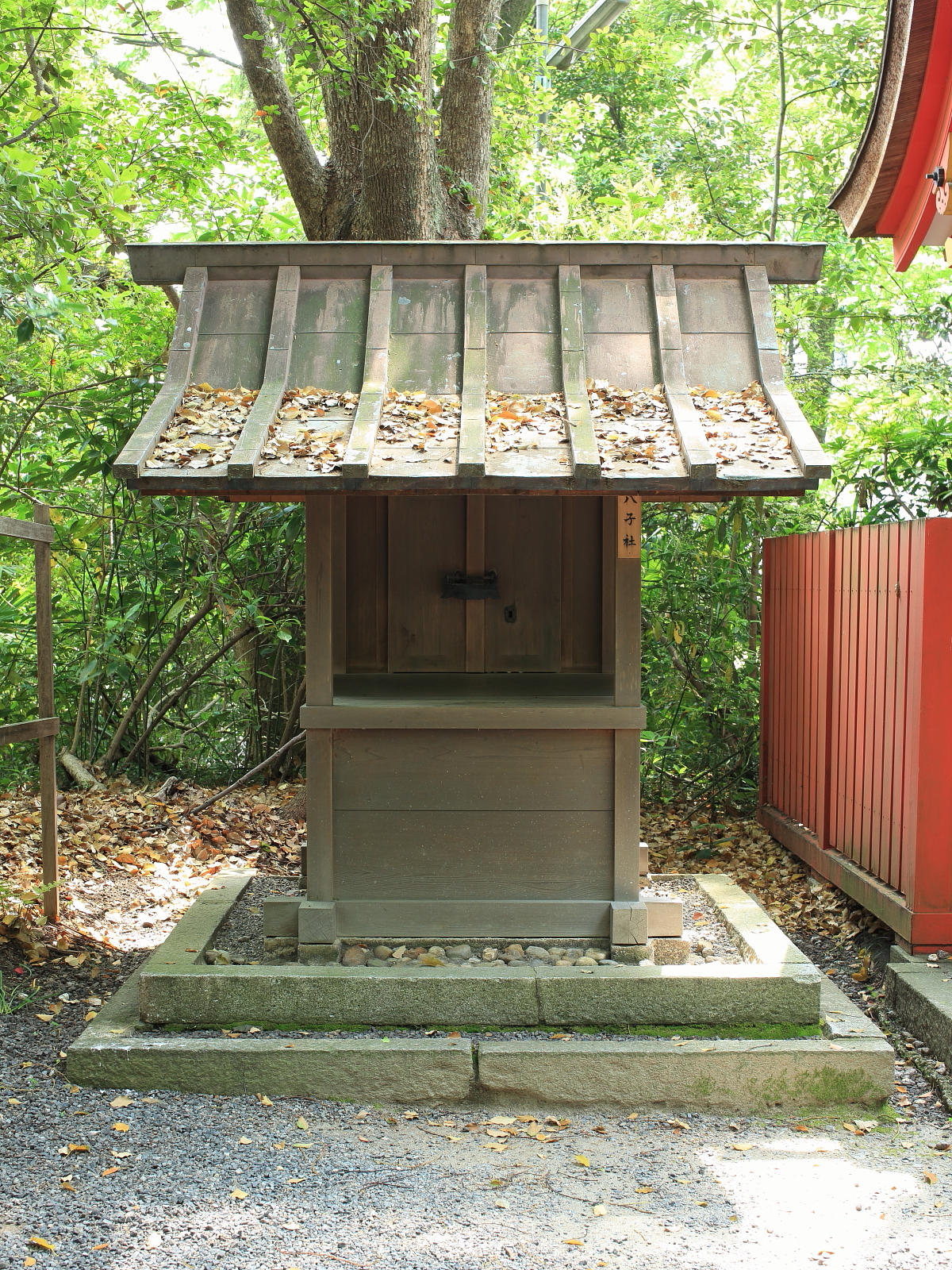
八子社 （2014年（平成26年）4月）
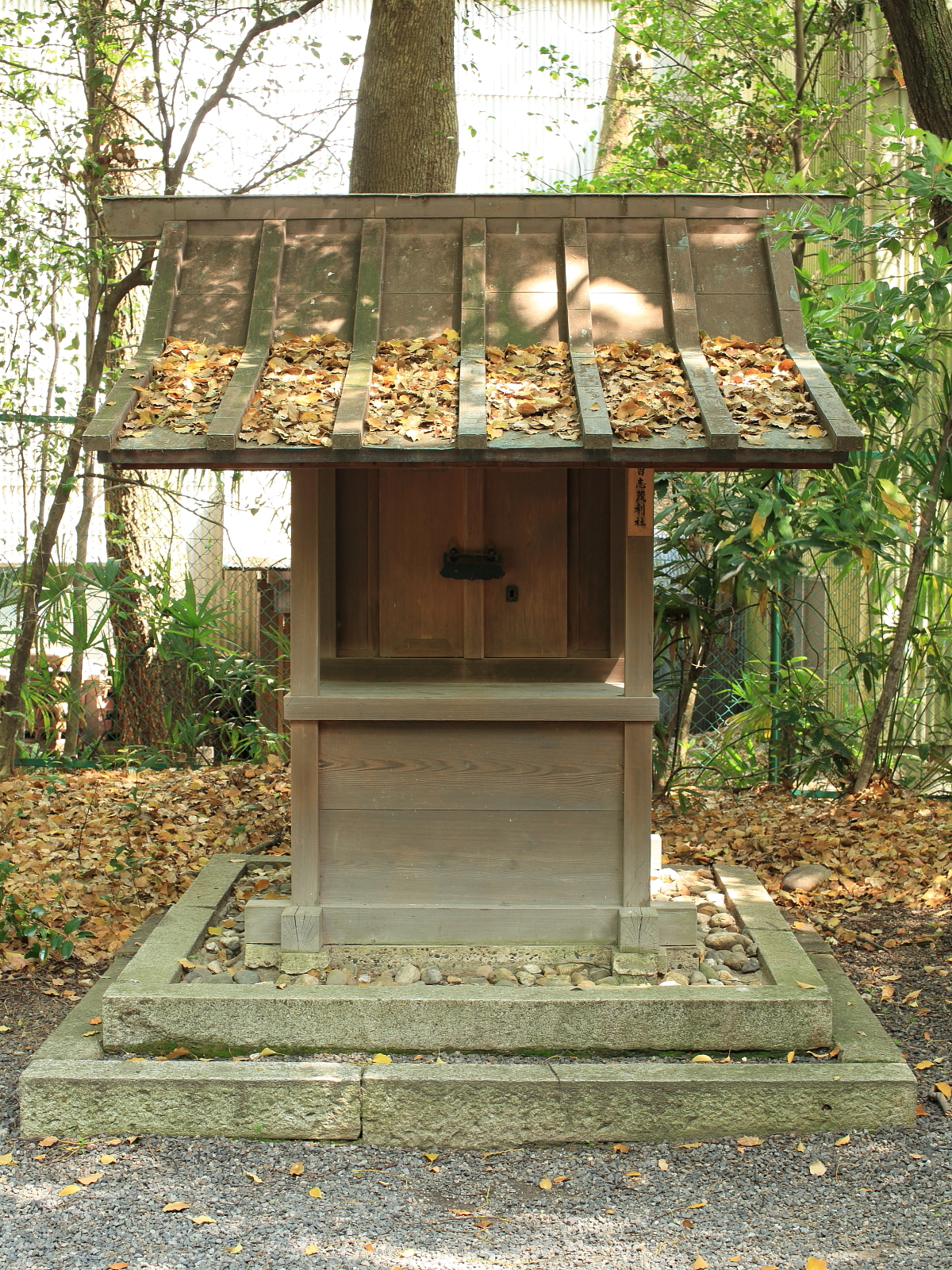
曽志茂利社 （2014年（平成26年）4月）
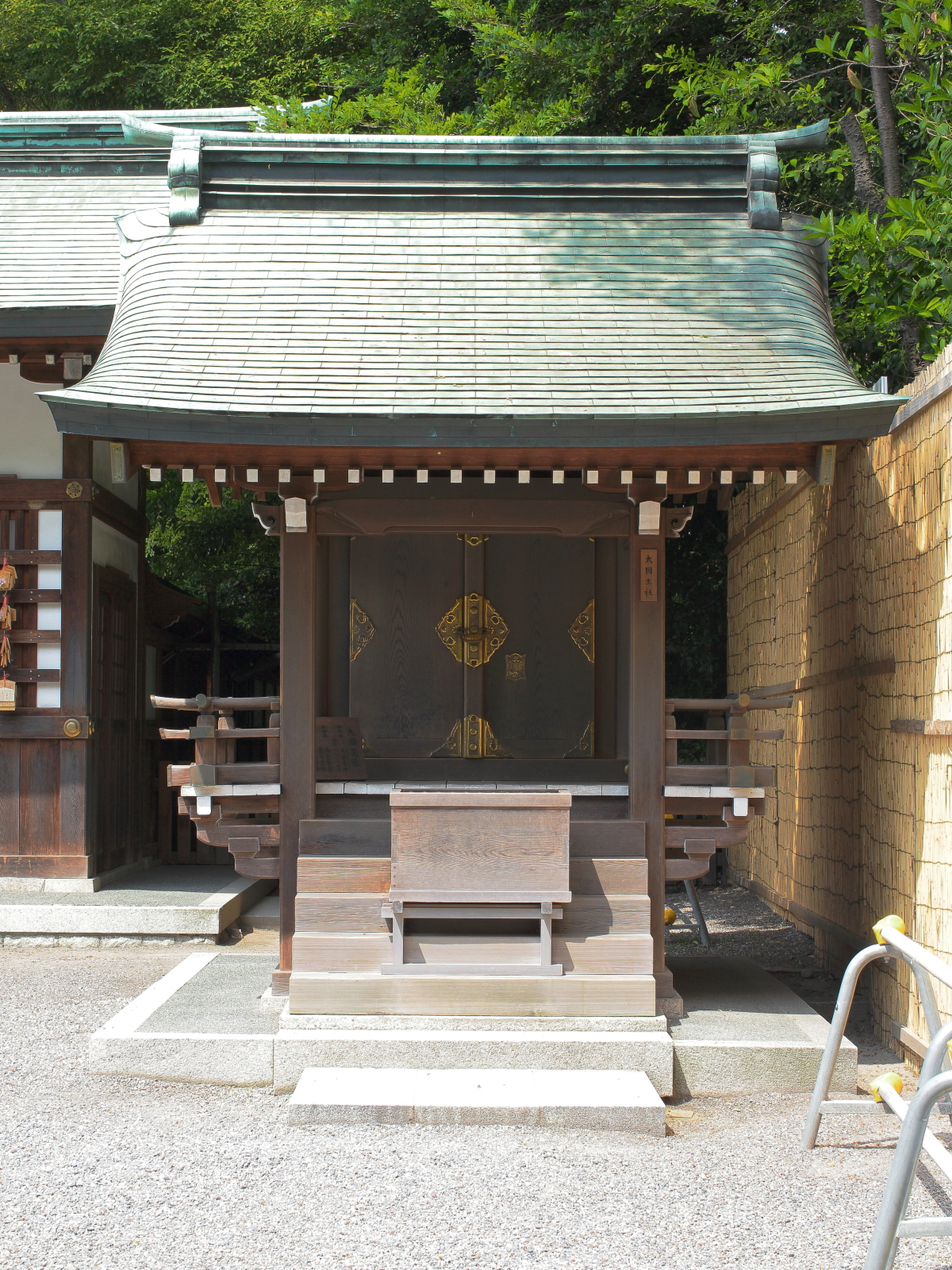
大国主社 （2014年（平成26年）4月）
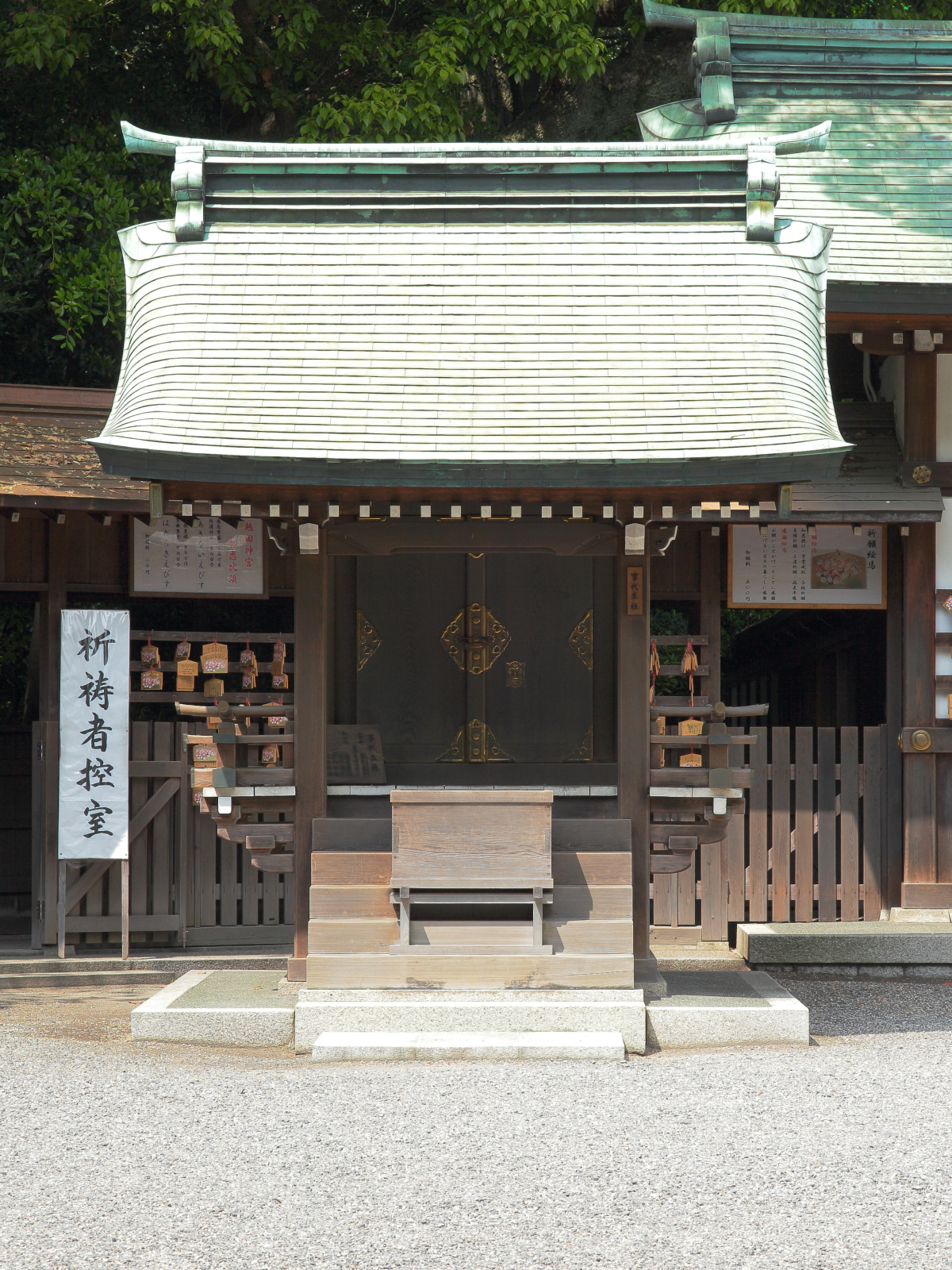
事代主命 （2014年（平成26年）4月）
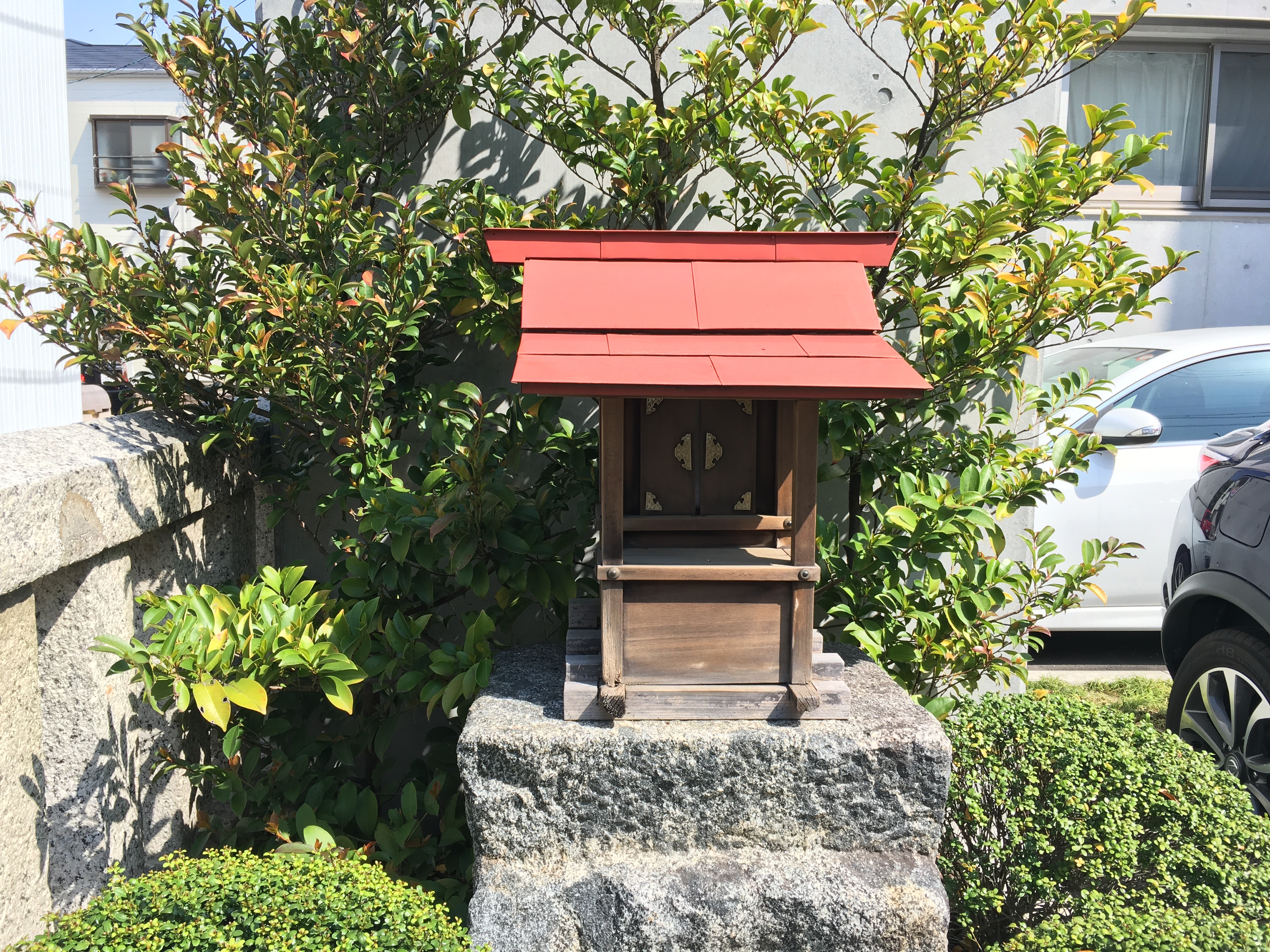
影向間社 （2018年（平成30年）4月）
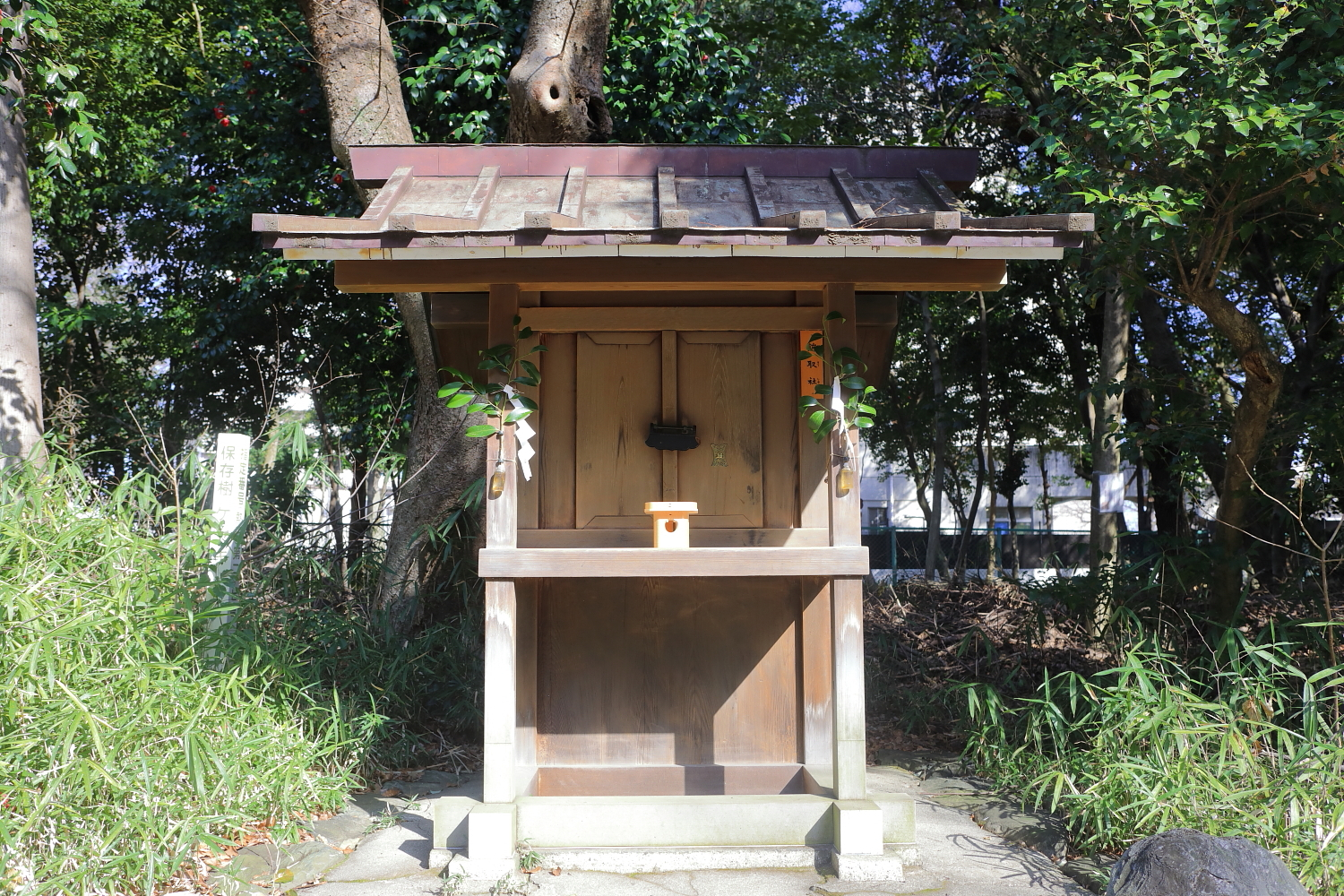
鉾取社 （2021年（令和3年）3月）
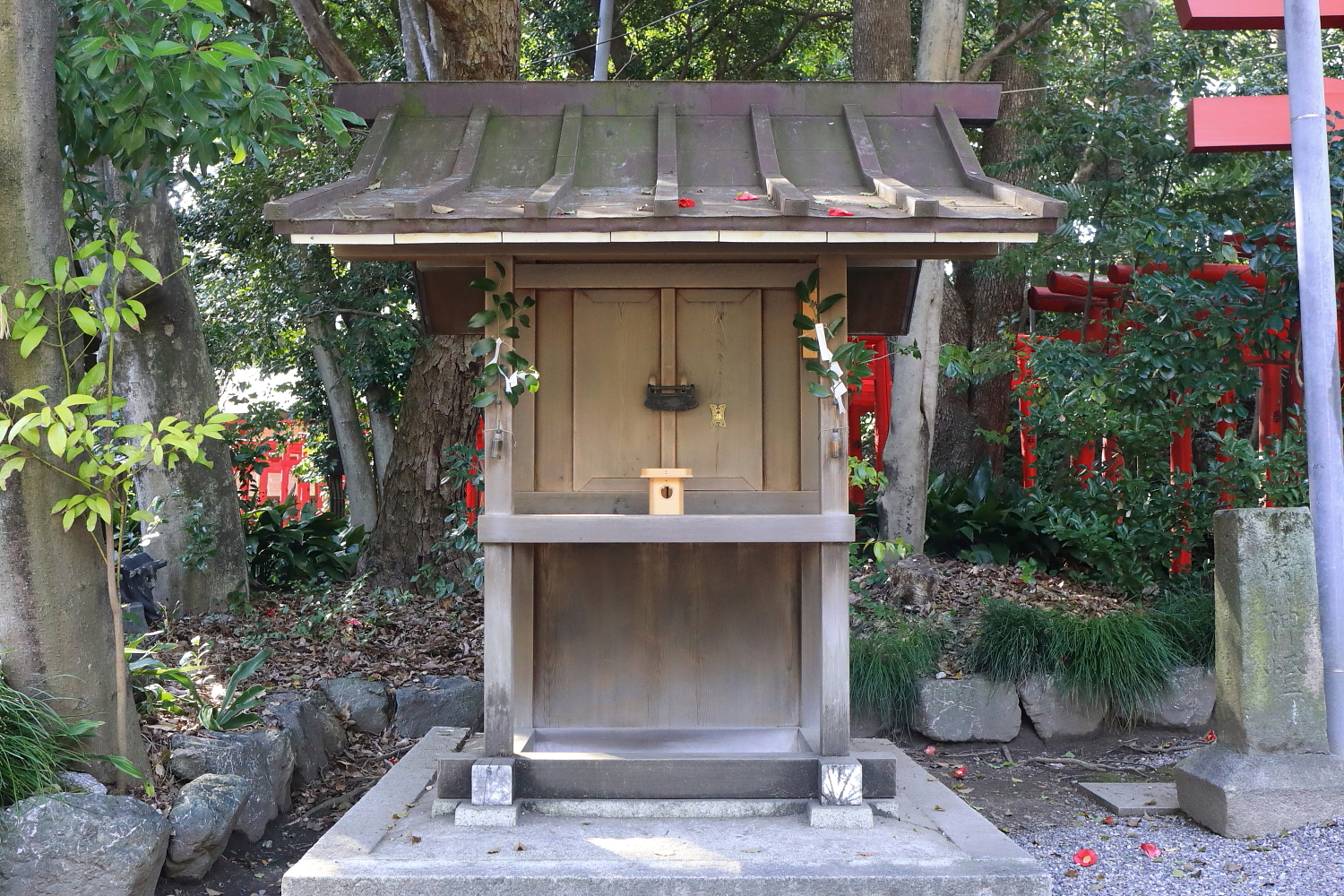
新宮社 （2021年（令和3年）3月）
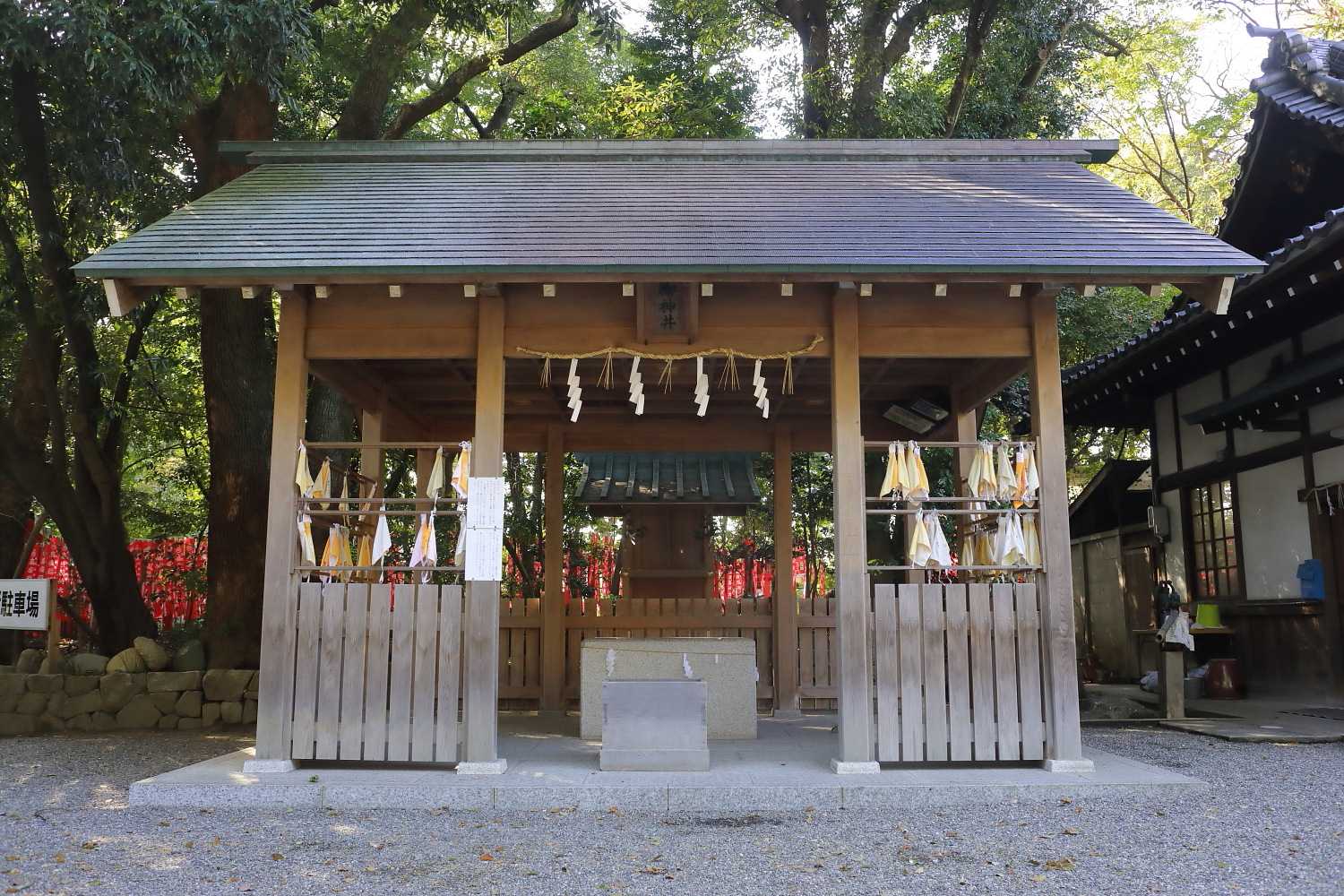
御井社 （2021年（令和3年）3月）
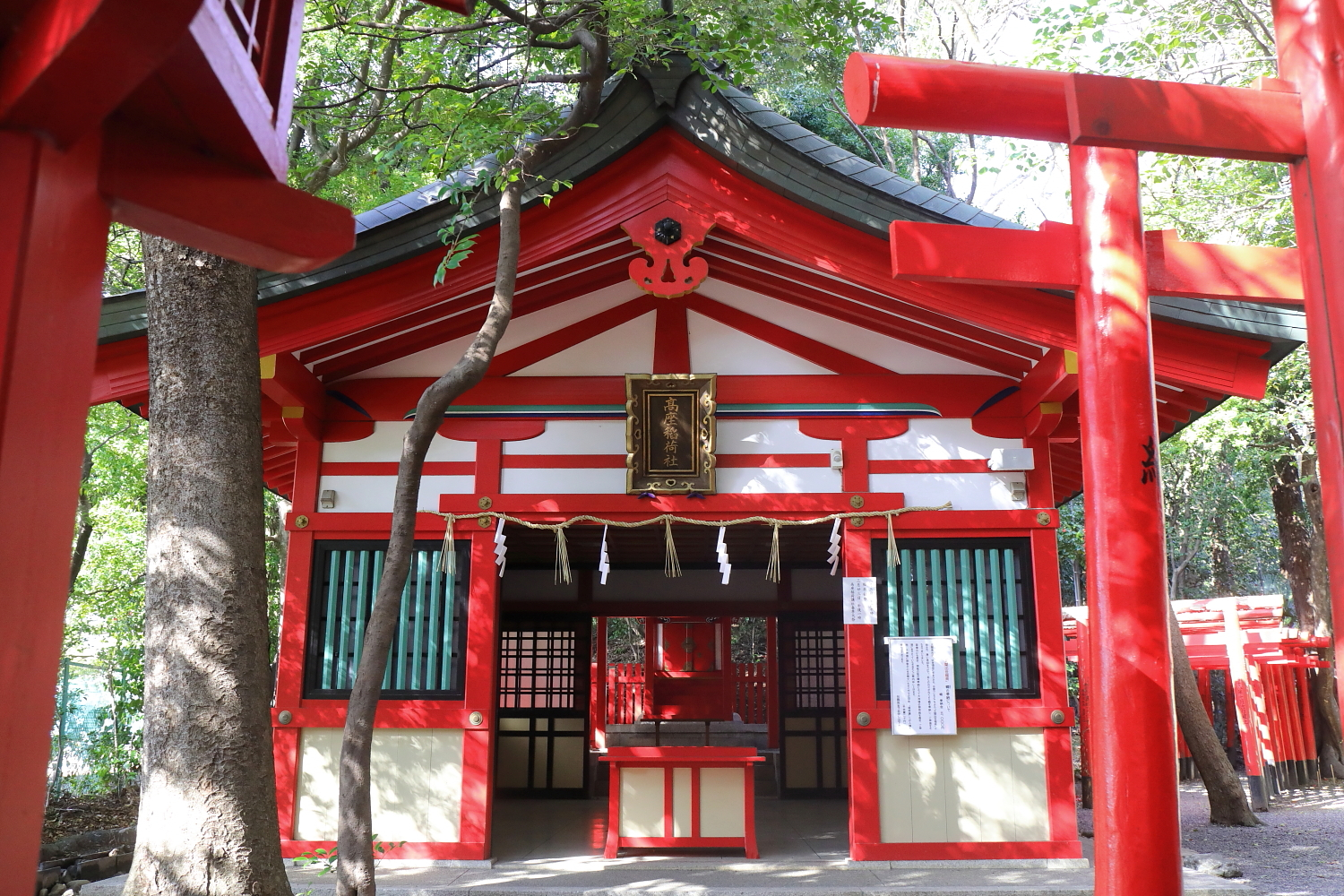
稲荷社 （2021年（令和3年）3月）
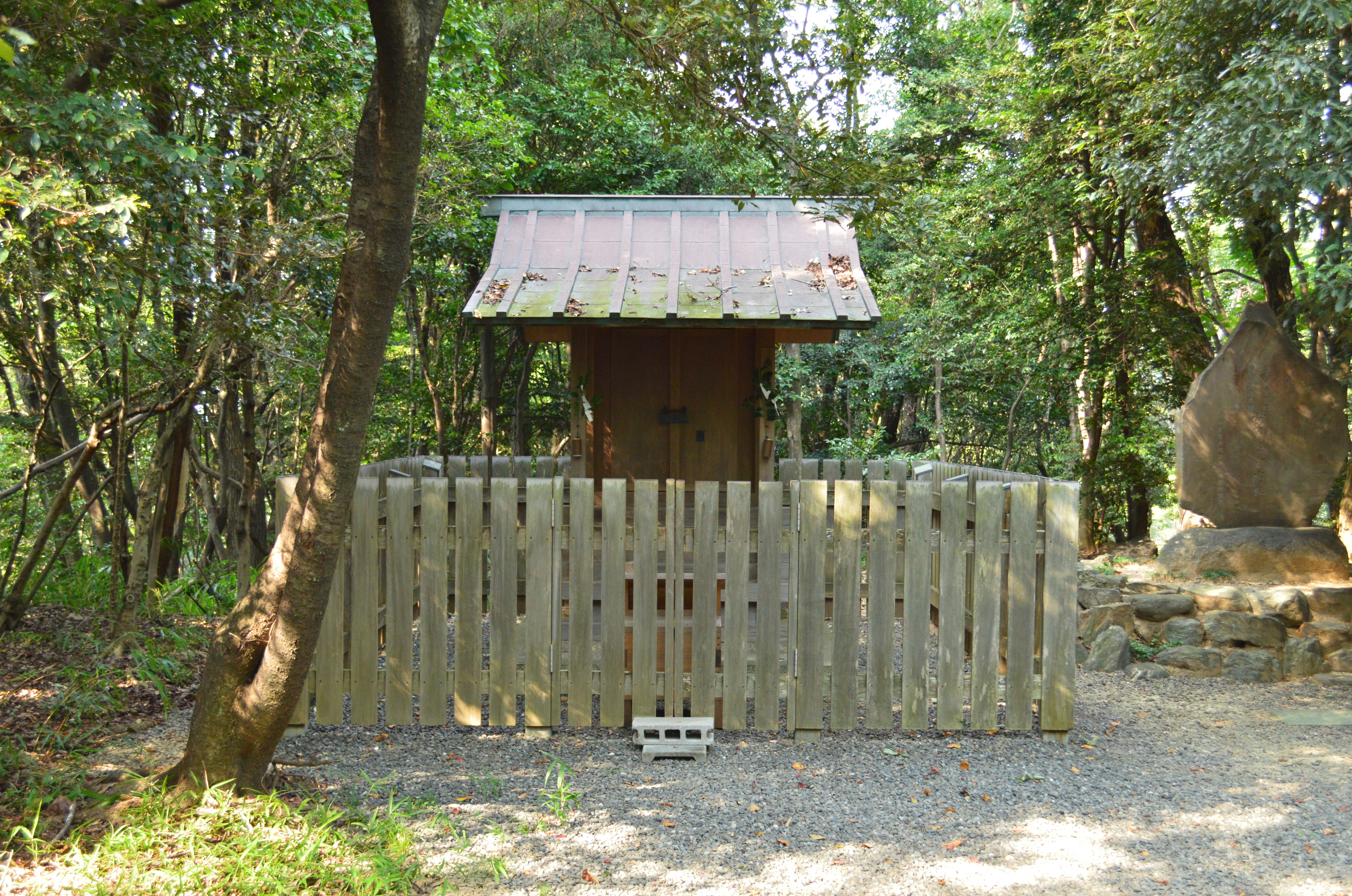
元宮 （2015年（平成27年）9月）
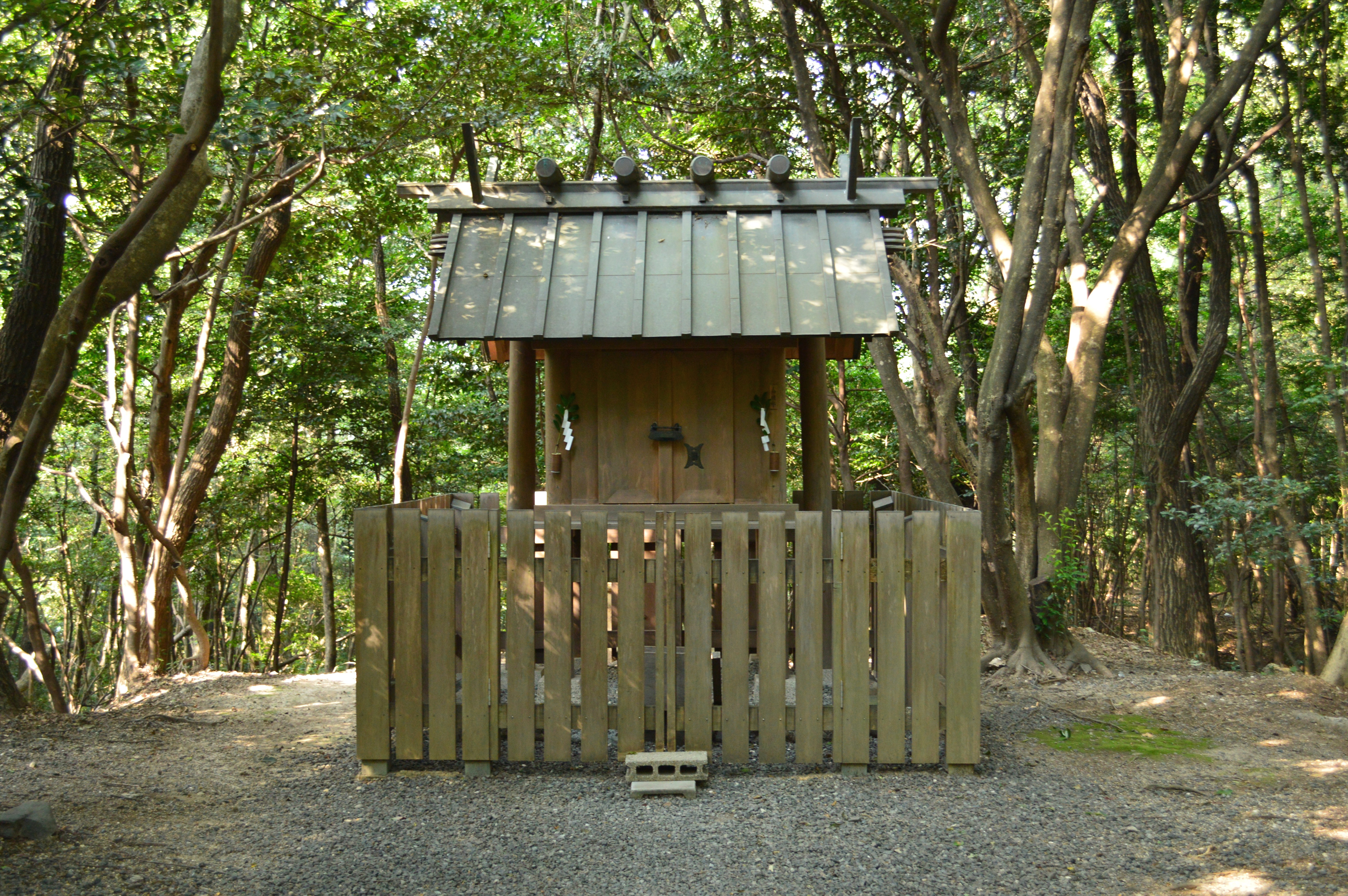
神明社 （2015年（平成27年）9月）
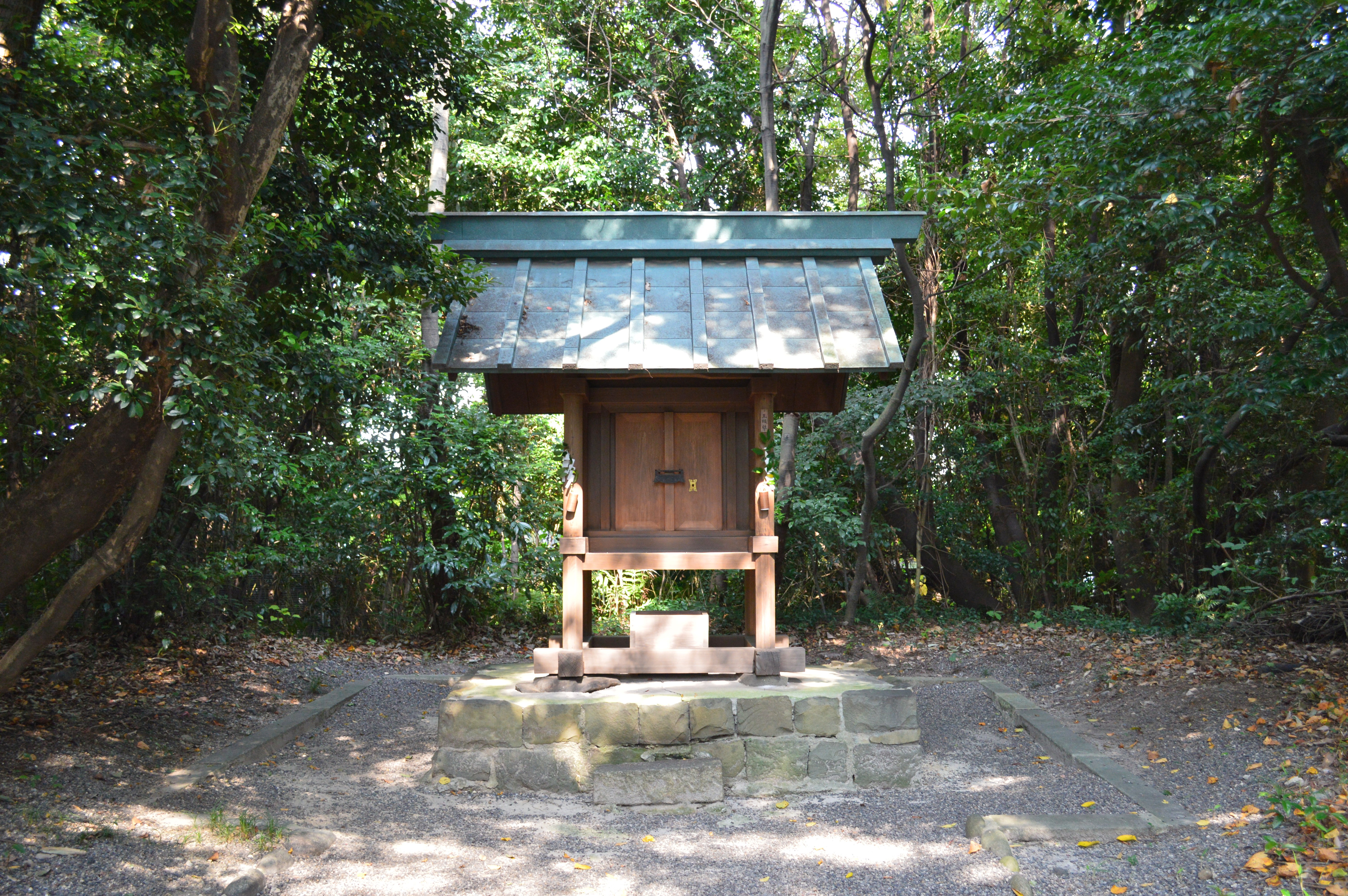
玉根社 （2015年（平成27年）9月）
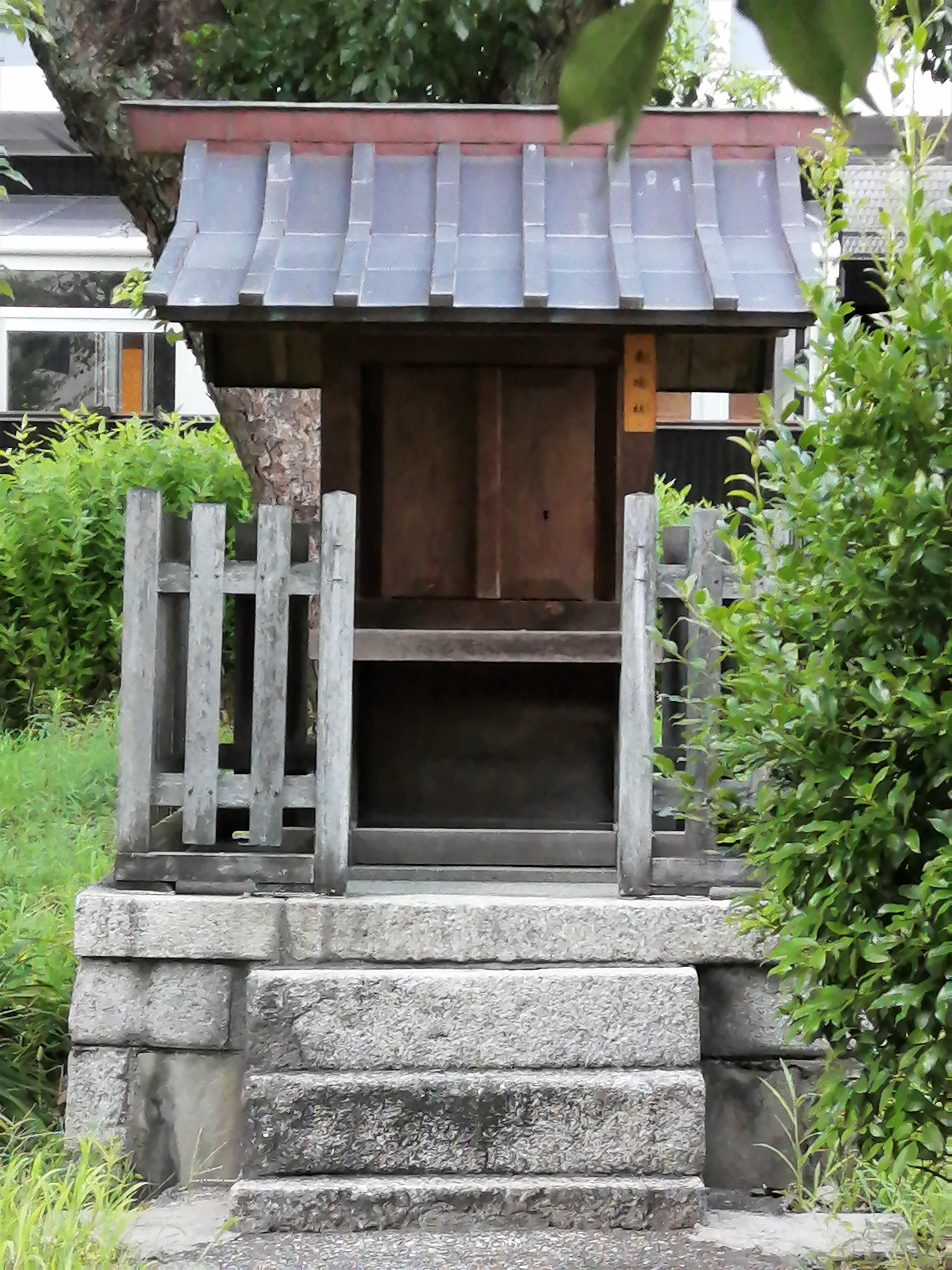
南楠社 （2022年（令和4年）7月）
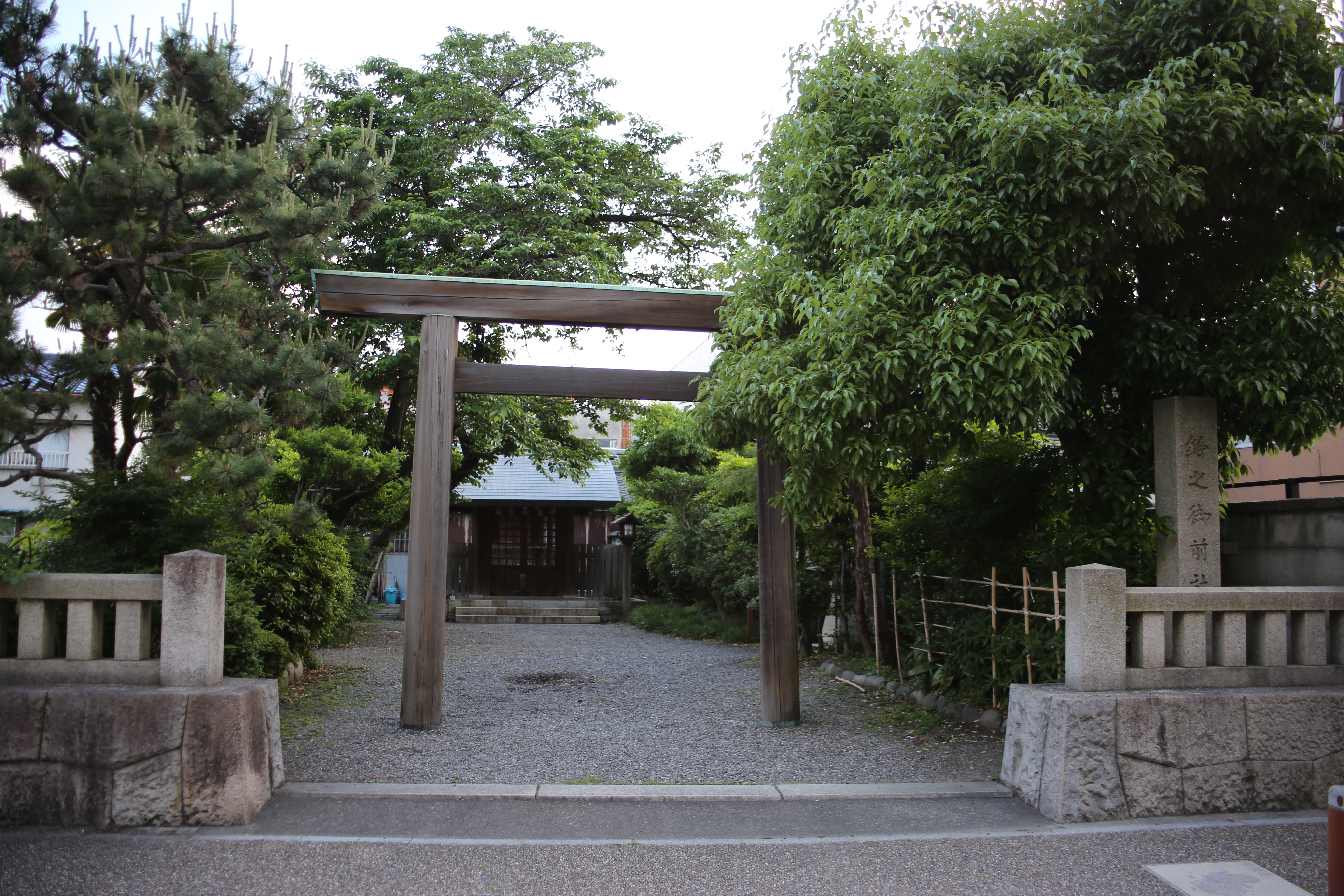
鈴之御前社 （2015年（平成27年）5月）
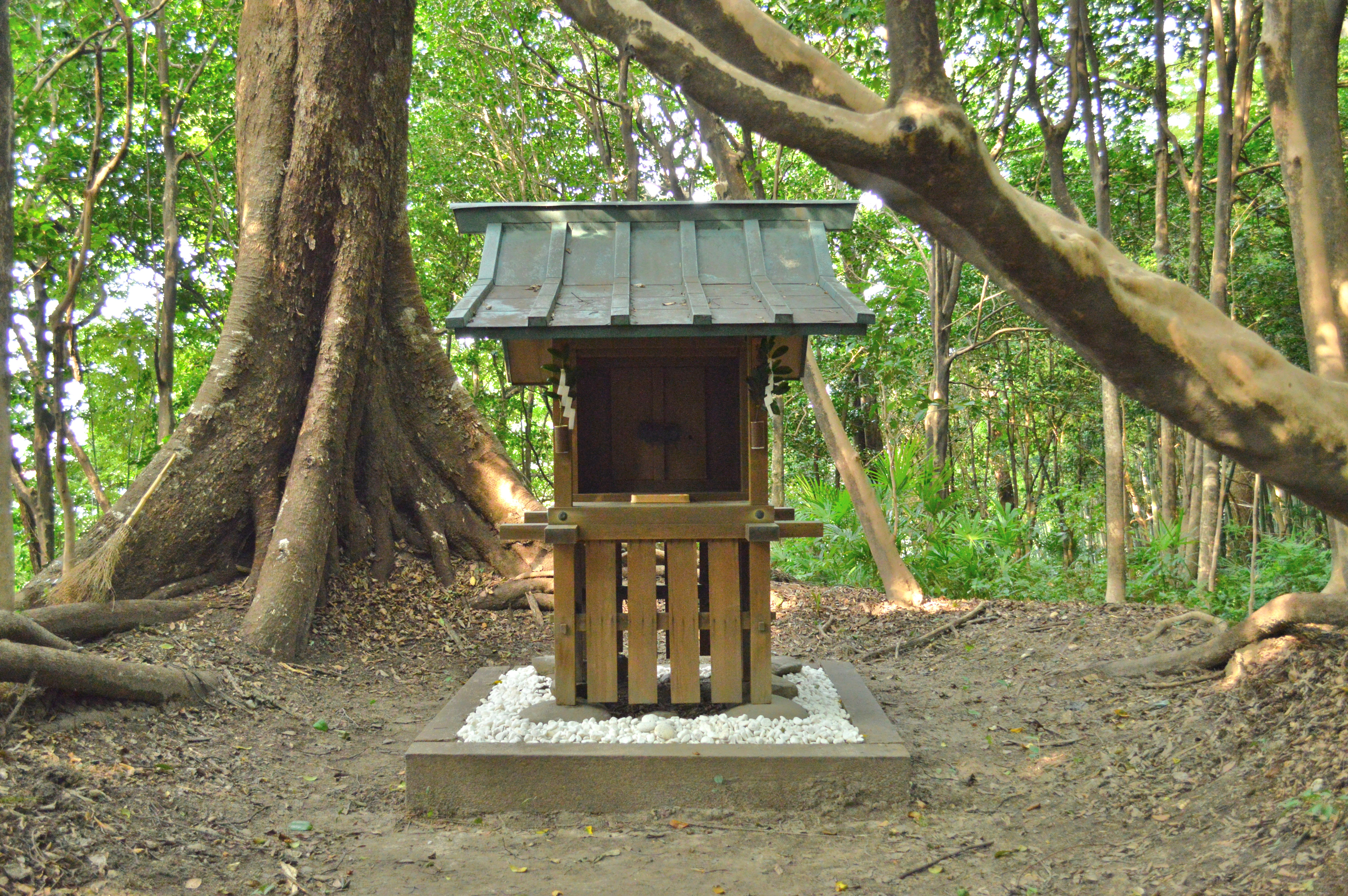
朝苧社 （2015年（平成27年）9月）

境内には本宮をはじめとして別宮1社・摂社8社・末社19社が、境外には摂社4社・末社12社があり、合わせて45社（本宮含む）を祀っている。
| 区分 | 区分 | 社名           | よみ                             | 祭神 | 備考 |
| ---- | ---- | -------------- | -------------------------------- | --- | --- |
| 境内 | 別宮 | 八剣宮         | はっけんぐう                     | 本宮同前 | 社格：式内社「八剣神社」 |
| 境内 | 摂社 | 一之御前神社   | いちのみさきじんじゃ             | 天照大神荒魂（あまてらすおおかみあらみたま） | |
| 境内 | 摂社 | 日割御子神社   | ひさきみこじんじゃ               | 天忍穂耳尊（あまのおしほみみのみこと） | 社格：名神大社「日割御子神社」 |
| 境内 | 摂社 | 孫若御子神社   | ひこわかみこじんじゃ             | 天火明命（あまのほあかりのみこと） | 社格：名神大社「孫若御子神社」論社 |
| 境内 | 摂社 | 南新宮社       | みなみしんぐうしゃ               | 素盞嗚尊（すさのおのみこと） | |
| 境内 | 摂社 | 御田神社       | みたじんじゃ                     | 大年神 （おおとしのかみ） | 社格：式内社「御田神社」論社 |
| 境内 | 摂社 | 下知我麻神社   | しもちかまじんじゃ               | 真敷刀俾命（ましきとべのみこと） | 社格：式内社「下知我麻神社」後継社 |
| 境内 | 摂社 | 上知我麻神社   | かみちかまじんじゃ               | 乎止與命（おとよのみこと） | 社格：式内社「上知我麻神社」後継社 |
| 境内 | 摂社 | 龍神社         | りゅうじんじゃ                   | 吉備武彦命（きびたけひこのみこと） 大伴武日命（おおとものたけひのみこと） | |
| 境内 | 末社 | 大幸田神社     | おおさきだじんじゃ               | 宇迦之御魂神（うかのみたまのかみ） | |
| 境内 | 末社 | 清水社         | しみずしゃ                       | 罔象女神（みずはのめのかみ） | |
| 境内 | 末社 | 東八百萬社     | ひがしやおよろずしゃ             | 東国坐八百萬神（とうごくにますやおよろずのかみ） | |

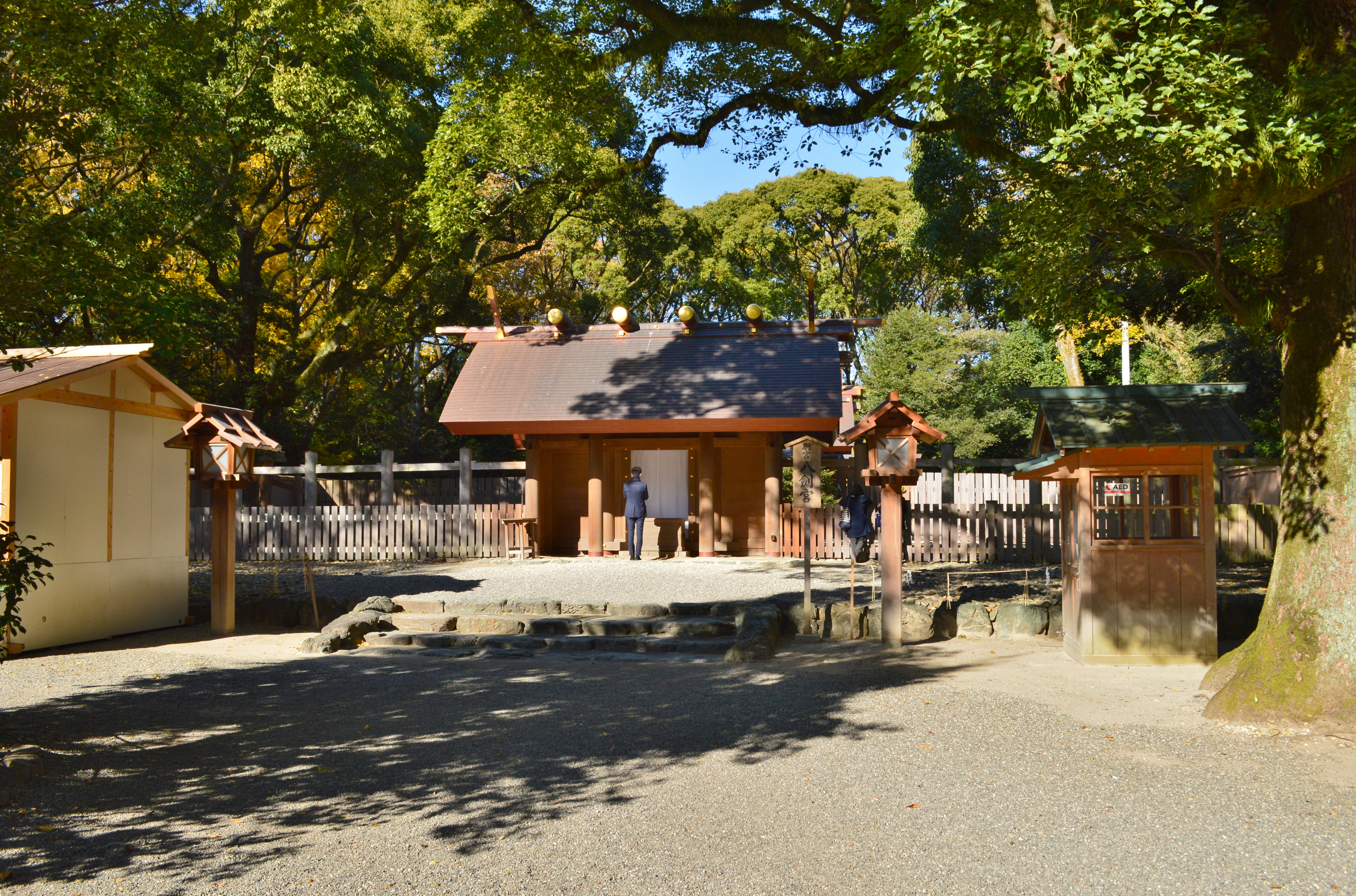
八剣宮 （2017年（平成29年）12月）

| 境内 | 末社 | 西八百萬社     | にしやおよろずしゃ               | 西国坐八百萬神（さいごくにますやおよろずのかみ） | |
| 境内 | 末社 | 内天神社       | うちてんじんしゃ                 | 少彦名命（すくなびこなのみこと） | |
| 境内 | 末社 | 乙子社         | おとごしゃ                       | 弟彦連（おとひこのむらじ） | 六末社 |
| 境内 | 末社 | 姉子神社       | あねごじんじゃ                   | 宮簀媛命（みやすひめのみこと） | 六末社 |
| 境内 | 末社 | 今彦神社       | いまひこじんじゃ                 | 建稲種命（たけいなだねのみこと） | 六末社 |
| 境内 | 末社 | 水向神社       | みかじんじゃ                     | 弟橘媛命（おとたちばなひめのみこと） | 六末社 |
| 境内 | 末社 | 素盞嗚神社     | すさのおじんじゃ                 | 素盞嗚尊（すさのおのみこと） | 六末社 |
| 境内 | 末社 | 日長神社       | ひながじんじゃ                   | 日長命（ひながのみこと） | 六末社 |
| 境内 | 末社 | 楠之御前社     | くすのみまえしゃ                 | 伊弉諾尊（いざなぎのみこと） 伊弉册尊（いざなみのみこと） | |
| 境内 | 末社 | 菅原社         | すがわらしゃ                     | 菅原道真（すがわらのみちざね） | |
| 境内 | 末社 | 徹社           | とおすのやしろ                   | 天照大神和魂（あまてらすおおかみにぎみたま） | |
| 境内 | 末社 | 八子社         | やこのやしろ                     | 天忍穂耳尊（あまのおしほみみのみこと） 熊野櫲樟日命（くまのくすびのみこと） 天穂日命（あまのほひのみこと） 田心姫命（たごりひめのみこと） 天津彦根命（あまつひこねのみこと） 市杵島姫命（いちきしまひめのみこと） 活津彦根命（いくつひこねのみこと） 湍津姫命（たぎつひめのみこと） | |
| 境内 | 末社 | 曽志茂利社     | そしもりのやしろ                 | 居茂利大神（こもりのおおかみ） | |
| 境内 | 末社 | 大国主社       | おおくにぬししゃ                 | 大国主命（おおくにぬしのみこと） | |
| 境内 | 末社 | 事代主社       | ことしろぬししゃ                 | 事代主命（ことしろぬしのみこと） | |
| 境内 | 末社 | 影向間社       | ようごうのましゃ                 | 熱田大神（あつたのおおかみ） | |
| 境外 | 摂社 | 高座結御子神社 | たかくらむすびみこじんじゃ       | 高倉下命（たかくらじのみこと） | 所在地：名古屋市熱田区高蔵町9番9号 （北緯35度08分07.47秒 東経136度54分16.03秒 / 北緯35.1354083度 東経136.9044528度） 社格：名神大社「高座結御子神社」               |
| 境外 | 末社 | 鉾取社         | ほことりしゃ                     | 鉾取神（ほことりのかみ） | 高座結御子神社境内 |
| 境外 | 末社 | 新宮社         | しんぐうしゃ                     | 素盞嗚尊（すさのおのみこと） | 高座結御子神社境内 |
| 境外 | 末社 | 御井社         | みいしゃ                         | 御井神（みいのかみ） | 高座結御子神社境内 |
| 境外 | 末社 | 稲荷社         | いなりしゃ                       | 宇迦之御魂神（うかのみたまのかみ） | 高座結御子神社境内 |
| 境外 | 摂社 | 氷上姉子神社   | ひかみあねごじんじゃ             | 宮簀媛命（みやすひめのみこと） | 所在地：名古屋市緑区大高町字火上山1番地の3 （北緯35度03分41.33秒 東経136度55分48.96秒 / 北緯35.0614806度 東経136.9302667度） 社格：式内社「火上姉子神社」           |
| 境外 | 末社 | 元宮           | もとみや                         | 宮簀媛命（みやすひめのみこと） | 氷上姉子神社境内 |
| 境外 | 末社 | 神明社         | しんめいしゃ                     | 天照大神（あまてらすおおかみ） | 氷上姉子神社境内 |
| 境外 | 末社 | 玉根社         | たまねしゃ                       | 少彦名命（すくなびこなのみこと） | 氷上姉子神社境内 |
| 境外 | 摂社 | 青衾神社       | あおふすま（あおぶすま）じんじゃ | 天道日女命（あまのみちひめのみこと） | 所在地：名古屋市熱田区白鳥2丁目6番1号 （北緯35度07分28.18秒 東経136度54分21.18秒 / 北緯35.1244944度 東経136.9058833度） 社格：式内社「青衾神社」                    |
| 境外 | 摂社 | 松姤社         | まつごしゃ                       | 宮簀媛命（みやすひめのみこと） | 所在地：名古屋市熱田区神宮2丁目10番 （北緯35度07分19.64秒 東経136度54分31.45秒 / 北緯35.1221222度 東経136.9087361度）                                               |
| 境外 | 末社 | 南楠社         | みなみくすしゃ                   | 別宮同前 | 所在地：名古屋市熱田区伝馬1丁目7番 （北緯35度07分11.83秒 東経136度54分30.93秒 / 北緯35.1199528度 東経136.9085917度）                                                |
| 境外 | 末社 | 鈴之御前社     | れいのみまえしゃ                 | 天鈿女命（あまのうずめのみこと） | 所在地：名古屋市熱田区伝馬2丁目6番 （北緯35度07分9.74秒 東経136度54分39.72秒 / 北緯35.1193722度 東経136.9110333度）                                                 |
| 境外 | 末社 | 浮島社         | うきしましゃ                     | 天穂日命（あまのほひのみこと） | 所在地：名古屋市瑞穂区浮島町6番 （北緯35度06分58.83秒 東経136度54分51.73秒 / 北緯35.1163417度 東経136.9143694度）                                                   |
| 境外 | 末社 | 朝苧社         | あさおしゃ                       | 火上老婆霊（ひかみうばのみたま） | 所在地：名古屋市緑区大高町字東姥神 日本武尊が草薙剣を宮簀媛命へ渡してから熱田に剣を奉斎鎮守するまでの間、剣が火上山に置かれていたことから、「元熱田」とも呼ばれる。 |
| 境外 | 末社 | 琴瀬山神社     | ことせやまじんじゃ               | 熱田大神（あつたのおおかみ） 大山津見神（おおやまつみのかみ） 久久能智神（くくのちのかみ） | 所在地：北設楽郡東栄町大字東薗目字琴瀬山 |

- 八剣宮
（2017年（平成29年）12月）

- 一之御前神社
（2014年（平成26年）11月）
- 日割御子神社
（2013年（平成25年）7月）
- 孫若御子神社
（2013年（平成25年）7月）
- 南新宮社
（2014年（平成26年）11月）
- 御田神社
（2014年（平成26年）11月）
- 下知我麻神社
（2013年（平成25年）7月）
- 上知我麻神社
（2023年（令和5年）2月）
- 龍神社
（2014年（平成26年）11月）
- 高座結御子神社
（2013年（平成25年）7月）
- 氷上姉子神社
（2015年（平成27年）7月）
- 青衾神社
（2014年（平成26年）11月）
- 松姤社
（2014年（平成26年）11月）

- 大幸田神社
（2014年（平成26年）4月）
- 東八百萬神社
（2014年（平成26年）4月）
- 西八百萬神社
（2014年（平成26年）4月）
- 楠之御前社
（2014年（平成26年）4月）
- 菅原社
（2014年（平成26年）8月）
- 徹社
（2014年（平成26年）4月）
- 八子社
（2014年（平成26年）4月）
- 曽志茂利社
（2014年（平成26年）4月）
- 大国主社
（2014年（平成26年）4月）
- 事代主命
（2014年（平成26年）4月）
- 影向間社
（2018年（平成30年）4月）
- 鉾取社
（2021年（令和3年）3月）
- 新宮社
（2021年（令和3年）3月）
- 御井社
（2021年（令和3年）3月）
- 稲荷社
（2021年（令和3年）3月）
- 元宮
（2015年（平成27年）9月）
- 神明社
（2015年（平成27年）9月）
- 玉根社
（2015年（平成27年）9月）
- 南楠社
（2022年（令和4年）7月）
- 鈴之御前社
（2015年（平成27年）5月）
- 朝苧社
（2015年（平成27年）9月）

## 過去の建造物
かつて、信長塀と繋がっていた1920年（大正9年）に国宝に指定された海上門（海蔵門）や同じく国宝の鎮皇門や春敲門の3つの門が存在していたが、太平洋戦争時の名古屋大空襲の空襲の戦災で焼失した。戦後以降、これら戦災で失った熱田神宮に存在していた文化財の建造物は再建や復元はされなかった。2022年（令和4年）に熱田区役所の熱田の歴史体感事業の一環の拡張現実事業で、建築学者の三浦正幸広島大学教授に依頼・監修のもと、海上門が絵図や古写真や現存している海上門の礎石の痕跡などの資料を元に海上門の復元図が制作され3DCGで海上門が再現された。

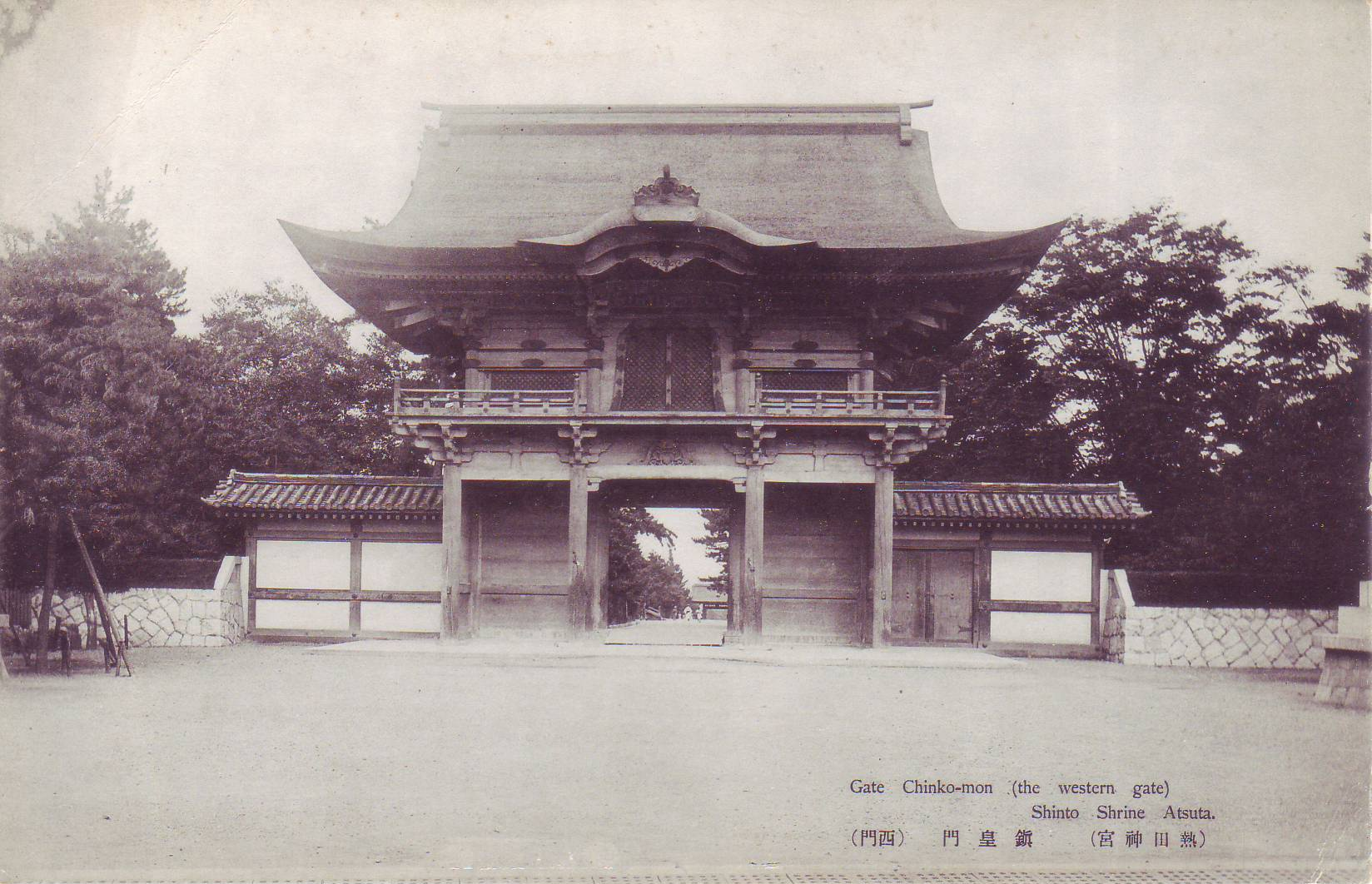
旧国宝建造物・鎮皇門（現存せず）の絵葉書
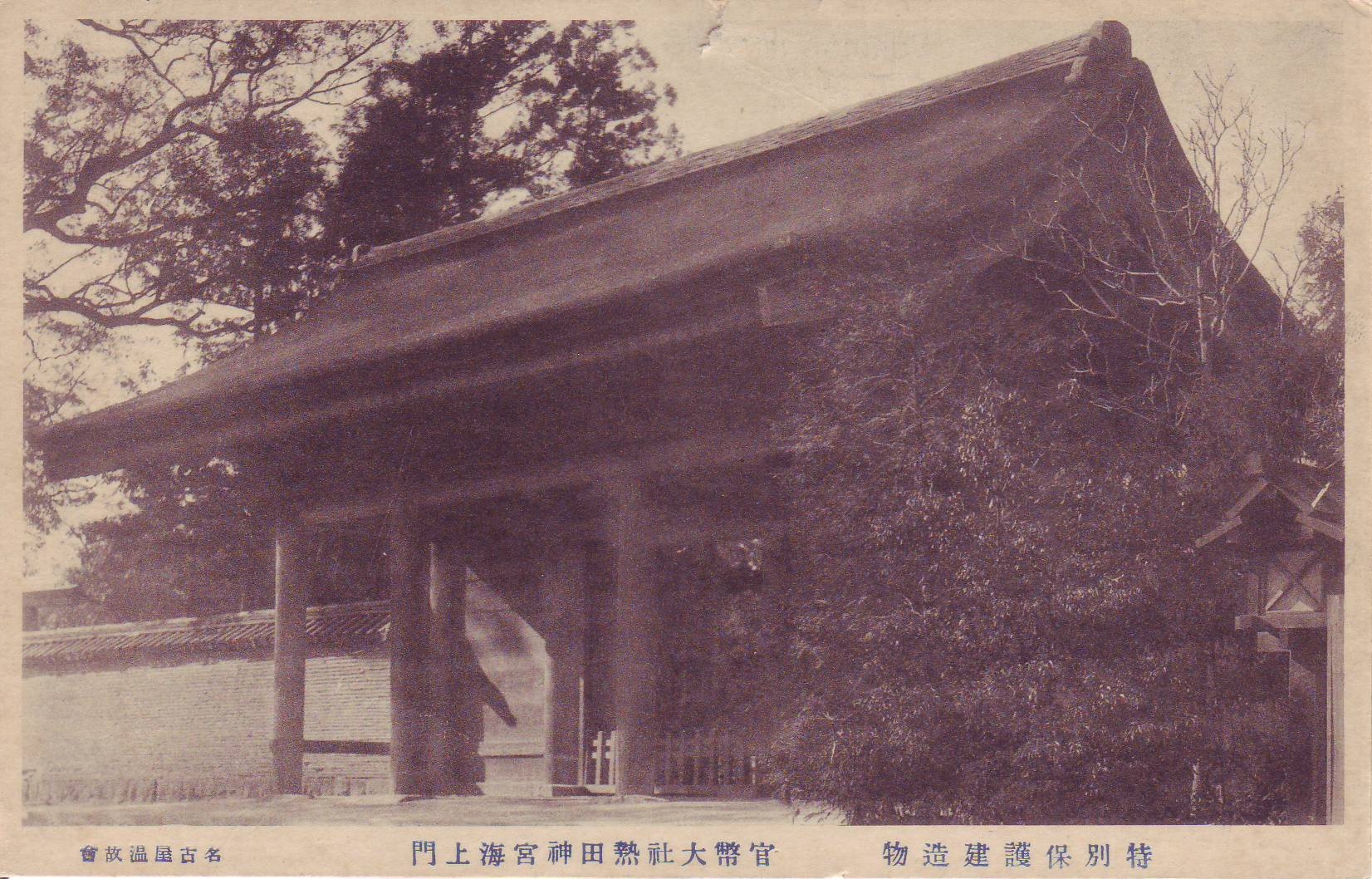
旧国宝建造物・海上門（海蔵門、現存せず）の絵葉書

- 海上門（海蔵門）
- 春敲門
- 鎮皇門
- 権殿
- 長殿
- 祭器庫
- 旧政所
- 旧宮庁
- 旧斎館
- 旧勅使館
- 熱田神宮能楽殿（2006年（平成18年）閉鎖）

## 祭事
6月5日の例祭（「熱田まつり」・「尚武祭（しょうぶさい）」とも称される）を最大規模の祭事とし、年間を通して以下の祭事が行われている。
1月
- 歳旦祭（1月1日）
- 元始祭（1月3日）
- 初えびす（1月5日）
- 世様（よだめし）神事（1月7日）
- 踏歌（とうか）神事（1月11日）
- 封水世様（ふうすいよだめし）神事（1月12日）
- 歩射（ほしゃ）神事（1月15日）

2月
- 紀元祭（2月11日）
- 天長祭（2月23日）

3月
- 祈年祭（3月17日）
- 御田神社祈年祭（3月17日）
- 春季皇霊祭遥拝（しゅんきこうれいさいようはい）（春分の日）
- 氷上姉子神社太々神楽（だいだいかぐら）（最終週の日曜日）

4月
- 幼児成育祈願祭（4月3日）

5月
- 舞楽神事（5月1日）
- 酔笑人（えようど）神事（5月4日）
- 神輿渡御（しんよとぎょ）神事（5月5日）
- 氷上姉子神社頭人祭（とうにんさい）（5月6日）
- 豊年祭（5月8日）
- 熱田講社春季大祭（5月9日）
- 御衣祭（おんぞさい）（5月13日）
- 高座結御子神社例祭宵宮祭（5月31日）

6月
- 高座結御子神社例祭（6月1日）
- 例祭（熱田まつり）（6月5日）
- 献茶祭（6月5日）
- 献花式（6月5日）
- 南新宮社祭（6月5日）
- 御田神社御田植祭（6月18日）
- 大高斎田御田植祭（第4日曜日）
- 大祓（6月30日）

7月
- 高座御井社祭（たかくらみいしゃさい）（土用入の日）
- 鈴之御前社祭（れいのみまえしゃさい）（茅の輪くぐり）（7月31日）

8月
- 神輿渡御神事（8月8日）

9月
- 秋季皇霊祭遥拝（しゅうきこうれいさいようはい）（秋分の日）
- 大高斎田抜穂祭（9月28日）

10月
- 氷上姉子神社例祭（第1日曜日）
- 新嘗祭（10月17日）
- 御田神社新嘗祭（10月17日）
- 熱田恵比須講社大祭（10月20日）

11月
- 熱田講社秋季大祭（11月1日）
- 明治祭（11月3日）
- 奉賛会大祭（11月3日）
- 献詠祭（11月3日）

12月
- 農業感謝祭（12月20日）
- 御煤納（おすすおさめ）神事（12月25日）
- 大祓（12月31日）
- 除夜祭（12月31日）

## 文化財
草薙剣が御神体である所以から熱田神宮には多くの刀剣が市井から奉納されてきており、約450口の刀剣を所蔵する。そのうち30口以上が国と県の指定文化財である。

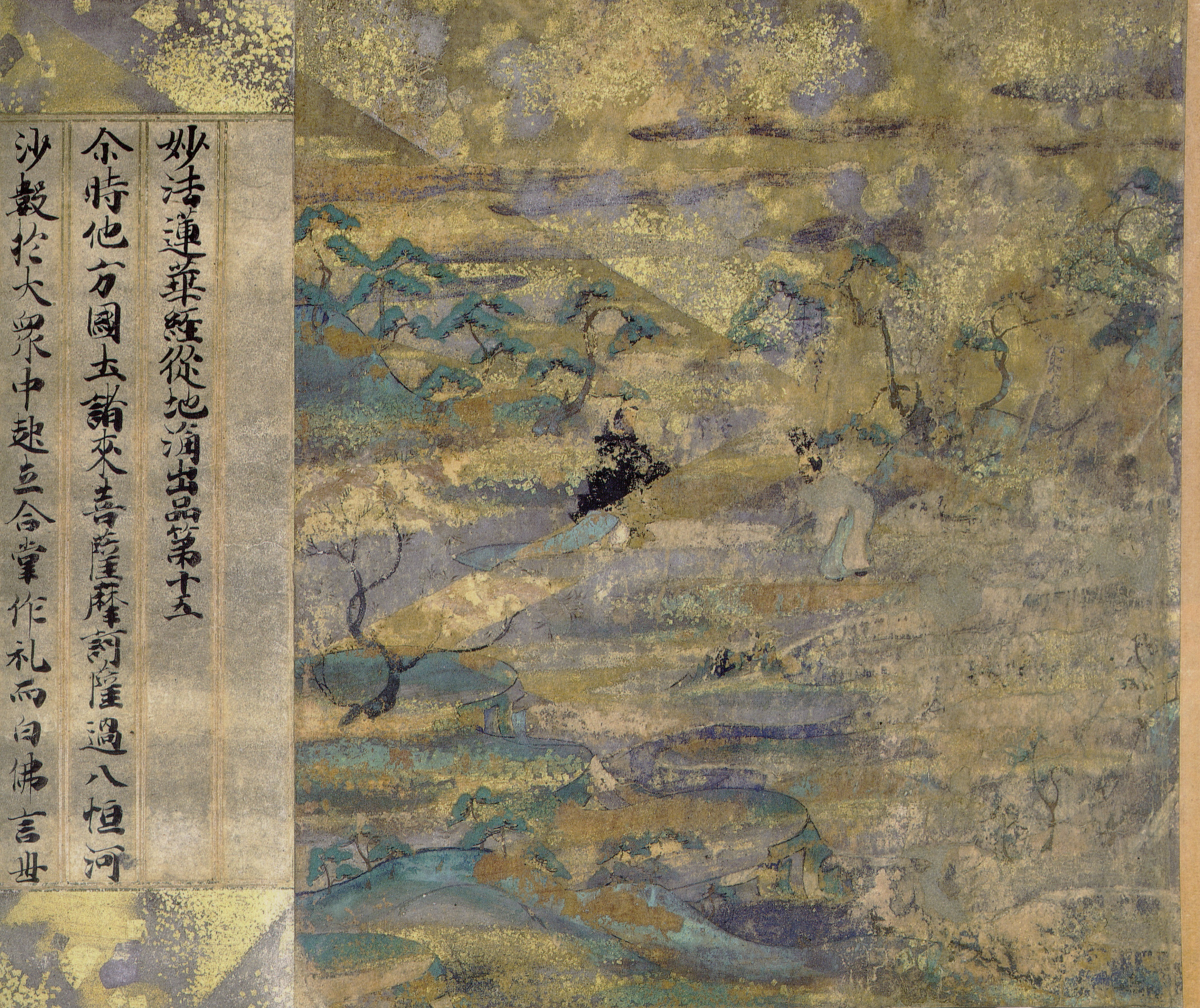
紙本著色法華経涌出品

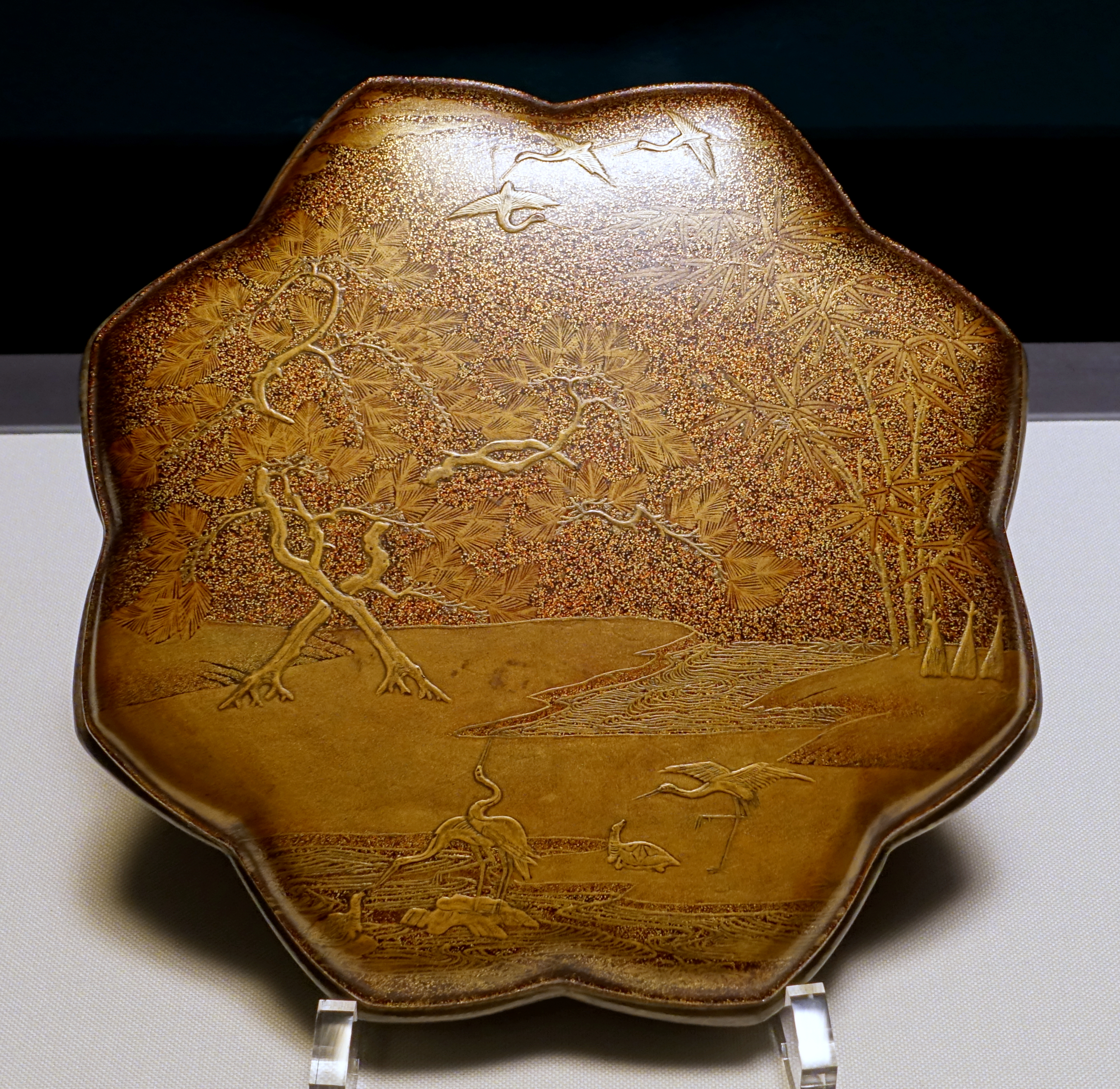
蓬莱蒔絵鏡箱 蓋表

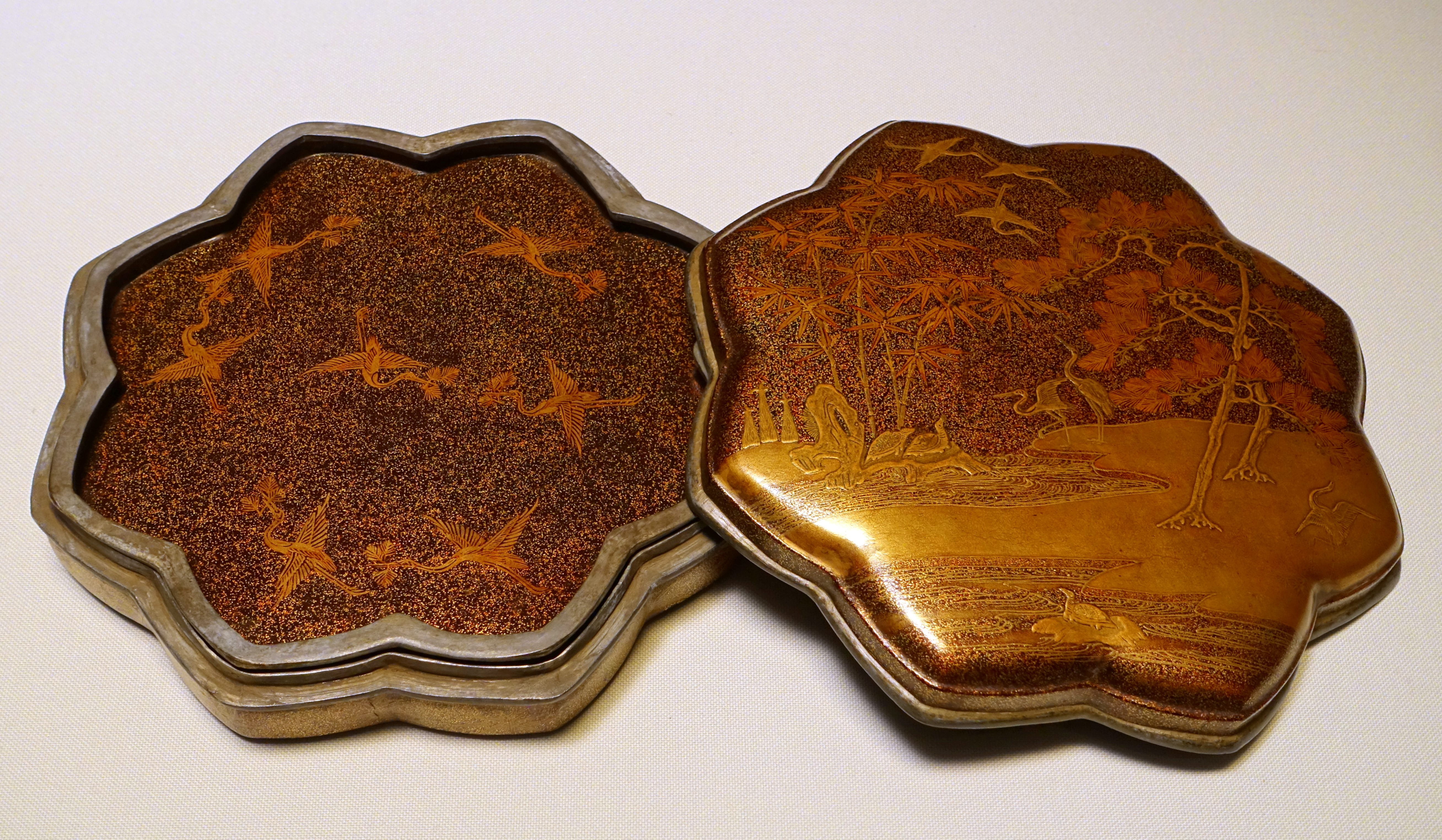
蓬莱蒔絵鏡箱 蓋・身

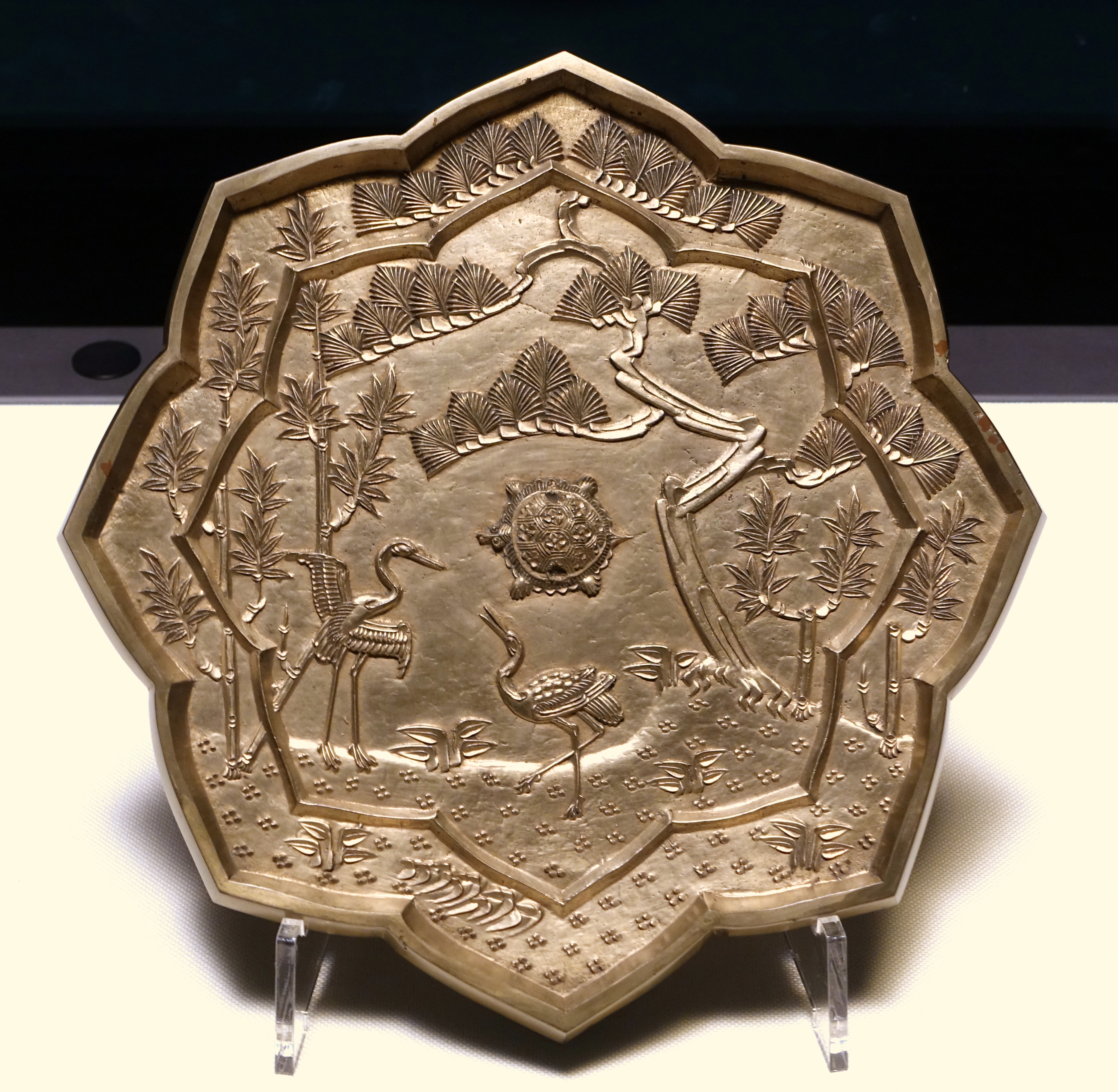
松竹双鶴文八稜鏡

### 国宝
- 短刀 銘来国俊 正和五年十一月日

### 重要文化財
- 紙本著色法華経涌出品
- 木造舞楽面 12面（陵王1、納曽利2、還城楽1、崑崙八仙4、二ノ舞2、抜頭1、貴徳1）
- 菊蒔絵手筥
- 鏡及鏡箱
  - 松竹双鶴文円鏡・桐鳳凰蒔絵鏡箱
  - 松竹双鶴文八稜鏡・蓬莱蒔絵鏡箱
  - 松竹双鶴文八稜鏡・蓬莱蒔絵鏡箱
- 古神宝類一括（明細は後出）
- 金銅装唐鞍 一具（附 黒漆鞍3背及び付属品、飾鞍図1巻）（明細は後出）[注 42]
- 金銅兵庫鎖太刀
- 太刀 銘国友
- 太刀 銘則国
- 剣 銘吉光
- 太刀 銘了戒嘉元三年三月日 山城国住人九郎左（以下切）
- 脇指 銘長谷部国信
- 短刀 銘長谷部国信 （切付銘）藤原友吉
- 短刀 銘国光 元徳三年（以下切）
- 太刀 銘宗吉作（1911年重文指定）
- 太刀 銘宗吉作（1912年重文指定）
- 剣 銘為清 身に熱田太神宮宗久と切付あり
- 太刀 銘長光
- 太刀 銘備州長船兼光
- 太刀 銘備州長船重光
- 太刀 銘元弘三年六月一日実阿作 鎬地に文祿四年守勝の寄進銘あり
- 剱 銘□利（包利）
- 太刀 銘真行 身の表に元亀二年辛未八月八日大久保与九郎、裏に熱田大名神奉寄進之と切付あり
- 太刀 無銘（伝真長）
- 脇指 銘指表に奉納尾州熱田大明神、指裏に両御所様被召出於武州江戸御劔作御紋康之字被下罷上刻籠越前康継とあり
- 日本書紀（紙背和歌懐紙）15巻 永和元年二年三年浄阿寄進奥書（附 永和三年霜月四日寄進状1巻）
- 後花園天皇宸翰御消息 永享五年十二月十二日（附 足利義教内書）

典拠：2000年までの指定物件については『国宝・重要文化財大全 別巻』（所有者別総合目録・名称総索引・統計資料）（毎日新聞社、2000）による（ト書きは現代式表記に改める）。
他に旧国宝建造物の海上門と鎮皇門があったが、第二次世界大戦時の空襲で焼失した。

### 国登録有形文化財
- 又兵衛（旧坂上家住宅）
- 龍影閣（旧名古屋博物館品評所）

### 愛知県指定有形文化財
- 紙本著色熱田神宮古絵図 11枚
- 神事面（老爺） 1面 - 南北朝時代。
- 神事面（壮年男） 1面 - 南北朝時代。
- 神事面（若人） 1面 - 室町時代。
- 神事面（若人） 1面 - 室町時代初期。
- 太刀 友重（越前国）1口 - 鎌倉時代後期（南北朝時代）。
- 太刀 直胤（武蔵国）1口 - 嘉永2年（1849年）。
- 太刀 守利（備中国）1口 - 鎌倉時代。
- 太刀 行平（豊後国）1口 - 鎌倉時代。
- 瑞花双鳳文八稜鏡 1面 - 平安時代後期、延喜式和鏡の形式。
- 鳥獣花文鏡 1面 - 唐後期か又は平安時代、文様唐風。
- 瑞花双鸞文八稜鏡 1面 - 平安時代後期。
- 瑞花唐草双鳥文五花鏡 1面 - 平安時代後期から鎌倉時代前期。
- 双竜雲文鏡 1面 - 元時代、大型銅鏡。
- 尺八 1管 - 室町時代前期、1節5孔。
- 大鈴（天文元年在銘） 1口 - 天文元年（1532年）。
- 脇差 長門守藤原氏雲 1口 - 慶長13年（1608年）。
- 太刀 銘 兼武 1口 - 慶長16年（1611年）。
- 春敲門額 1面 - 鎌倉時代、（伝）小野道風筆。
- 古箙 1個 - 室町時代、儀典用、貴族風。
- 鐃鈸（建武五年在銘）1揃 - 建武5年（1338年）紀年銘。
- 短刀 銘 長谷部国信 1口 - 文和年間。
- 短刀 銘 村正 1口 - 室町時代。
- 太刀 銘 兼房 1口 - 永禄11年（1568年）。
- 倶利迦羅剣 1口 - 室町時代。
- 明治天皇御奉幣大判 2枚 - 万延元年（1860年）。
- 鋳鉄釣灯籠 1基 - 正保4年（1647年）。
- 金銅釘隠 1個 - 永正14年（1517年）。
- 荷太鼓 1具 - 室町時代、神事用。
- 鼉太鼓 1具 - 平安時代、神事用。
- 青貝梨子地刳抜文鞍 1背 - 南北朝時代。
- 御飯台 5基　附：粥柄杓 1柄・御飯器 1口 - 室町時代、神事用。
- 脇差 無銘 1口 - 平安時代から鎌倉時代、号あざ丸。
- 脇差 銘 表吉光 裏亀王丸 1口 - 鎌倉時代、蜘蛛切丸と伝承。
- 熱田神宮踏歌祭頌文 2巻 - 鎌倉時代から室町時代、文永年間の頌文珍し、1・文永七年、2・天文十五年。
- 熱田神宮修造勧進状 2巻1幅 - 室町時代、修造資料、1・文明十一年三月日、2・天文十一年、3・尾州熱田社幹縁疏並序残簡。
- 紺紙金字般若心経 1巻 - 鎌倉時代、見返しに説法聴聞図。
- 極細字法華経 2巻 - 徳治3年、法華経写経と神宮信仰資料。
- 「熱田太神宮」神号 1幅 - 江戸時代、後水尾天皇宸筆か。
- 法華経安楽行品 1巻 - 鎌倉時代、巻子本、装飾表紙。
- 阿弥陀経 1巻 - 鎌倉時代、装飾料紙墨書。
- 般若心経 1巻 - 嘉暦3年、紙本墨書。
- 三位法印常関（三好吉房）書状 1幅 - 江戸時代、紙本墨書。
- 法楽歌仙連歌懐紙 1帖 - 室町時代、応永30年、料紙に下絵。
- 寛永十三・四年熱田万句 312帖 - 江戸時代、俳文学史資料、1寛永十三年熱田万句、2寛永十三年熱田万句追加、3寛永十四年熱田万句（甲類）、4寛永十四年熱田万句（乙類）
- 熱田神宮馬場家文書 8巻 - 鎌倉時代から江戸時代、神宮信仰資料。
- 鉄地金銅張馬具 1具 - 古墳時代、慶応3年奉納、白鳥古墳出土、考古資料。

### その他
- 算額 文化3年（1806年）5月 日下誠門人江原政教奉納（復元）
- 算額 天保12年（1841年）11月 御粥安本門人三輪恒徳奉納（復元）
- 算額 天保15年（1844年）2月 竹内修敬門人松岡愿奉納（復元）

## 備考
- 平安時代後期に定められた一宮において、尾張国の一宮は真清田神社、熱田神宮は三宮とされた。これについては諸説があり、井上寛司は熱田神宮は当初別格として扱われていたこと[注 43]や真清田神社側の積極的な働きかけがあったことが原因になったとする説[107]を、上島享は当初は一宮の格式を持っていたものの、後に国衙と熱田神宮の対立が影響して一宮の交替が起きたとする説[108]を出している。いずれにしても、平安時代末期（12世紀後期）に一宮を中心とした国内の神社の秩序が確立される中で、熱田神宮は三宮として位置づけられることになり、熱田神宮は「鎮守三社」[109]などの表現を用いて自らを三宮と称するのを避けたという。
- 西行法師が腰をかけて休んだという伝承がある「二十五丁橋」[注 44]は、尾張名所図会や名古屋甚句に登場し、名古屋では最古の石橋とされる。
- 11月に開催される全日本大学駅伝対校選手権大会では西門鳥居前（国道19号）がスタート地点として使われる。
- 1936年のベルリンオリンピックで、水泳女子の前畑秀子がレース直前、熱田神宮のお守りを数点飲み込んで胃に収め、見事金メダルを獲得した。
- 明治天皇の便殿（休息所）として造られた龍影閣は、国の登録有形文化財に登録されている。北の窓からは、日本三大土塀のひとつで織田信長奉納の「信長塀」を、南の窓からは勾玉池と四季折々の草花に彩られた庭園を眺めることができる。
- 勾玉苑内にある、三種の神器の一つである勾玉を模した池を勾玉（曲玉）池という。そこに架かる橋の一つに「赤橋」という橋があり、この橋の上で愛を誓う二人は幸せになるという話から、地元では福が寄る橋「福寄橋（ふくよせばし）」とも呼ばれている。

## 熱田おかげ横丁計画
熱田神宮にかつて門前町があり、賑わっていたことから、伊勢のおかげ横丁のような賑わいのある門前町を熱田神宮付近に再現する計画で、2011年から構想があった。整備計画自体は1988年当時にも名古屋市が「熱田参道シティ」として熱田神宮の名鉄神宮前駅の商店街を含むエリアを整備する再開発計画があったが、様々な事情により計画は失敗し挫折していた。河村たかし元名古屋市長も、2017年4月の市長選で「熱田草薙横丁」の整備を公約で掲げていた。2018年4月に熱田神宮駅前地区まちづくり協議会が発足。2024年7月に名古屋市は再び神宮前駅の再開発構想を示した。2024年9月6日に、上記の名古屋市の計画とは別の名古屋鉄道によるあつたnagAyaが名鉄神宮前駅西で営業が開始された。

## 現地情報

### 所在地
- 愛知県名古屋市熱田区神宮1-1-1

### 付属施設
- 愛知県神社庁、神職養成機関の熱田神宮学院がある。社務所に当たる組織は「熱田神宮宮庁」と呼ばれる。

### 交通アクセス

#### 鉄道
JR
- 東海道本線 - 熱田駅（熱田神宮境内の北東にあたる）

名鉄
- 名古屋本線・常滑線 - 神宮前駅（熱田神宮境内の東にあたる）

名古屋市営地下鉄
- 名城線
  - 熱田神宮伝馬町駅（熱田神宮境内の南にあたる）
  - 熱田神宮西駅（熱田神宮境内の北西角にあたる）

#### バス
名古屋市営バス
- 神宮東門停留所
- 熱田伝馬町停留所
- 熱田駅西停留所
- 熱田区役所停留所
- 名鉄神宮前停留所 - 名鉄神宮前駅の東側にあるため、距離がある。

#### 自動車
東門駐車場（約300台）、南門駐車場（約60台）、西門駐車場（約40台）がある。ただし、祭典行事などで駐車が制限されることがある。

### 周辺
- 宮宿 - 東海道五十三次の41番目宿場。熱田神宮の門前町
- 白鳥古墳 - 日本武尊の陵墓と伝える。
- 断夫山古墳 - 東海地方最大の前方後円墳。宮簀媛の墓と伝える。

## 伝承
- 熱田神宮の熱田の地は古来より「蓬萊島」の名でも呼ばれており、鎌倉時代の書物でも記されてきた。これは古来より年魚市潟（）[注 45]に面し、樹齢千年を超える、老松古杉の生い茂る熱田の社が海に突き出る岬のように見え、巨大な亀の甲羅上にあると例えられたことから、熱田神宮のことを不老不死の神仙の住む蓬莱島（日本を紹介した書物での唐の時代の中国の伝説からより）に擬せられたからであろうとされている[115]。
- 熱田神宮には楊貴妃に纏わる伝説がある。中国の唐の時代に野心的な玄宗皇帝が日本侵略の隙をうかがっていた。そのことをいち早く知った日本の神々が集まり、それに対応するため、話し合った結果、熱田大明神が刺客として絶世の美女の姿に変身し、玄宗に近づき、その美貌で日本を侵略させないように玄宗をたぶらかした。最初の作戦は成功していたが正体がばれ、後に殺された。そして楊貴妃に変身していた熱田大明神の魂が、熱田に戻ったというもの。楊貴妃の伝説に因んで、清水社に楊貴妃の墓が建てられたが、明治初期に熱田神宮の改装工事で取り壊された。[要出典]